# Persepolis
För andra betydelser, se Persepolis (olika betydelser).
Persepolis eller Perspolis (modern persiska تخت جمشید, Takhte Jamshid, ’Jamshids tron’, fornpersiska: Pârsâ, grekiska: Περσέπολις, ’den persiska staden’) är en forntida ruinstad i södra Iran i provinsen Fars. Persepolis var huvudstad i Akemeniderriket. Staden ligger på Marvdasht-slätten, vid foten av berget Kuh-e Rahmat, omkring 70 kilometer nordöst om Shiraz, inte långt från floden Pulwar och dess utflöde i Kur. År 1979 upptogs Persepolis på Unescos världsarvslista.
Byggandet av staden påbörjades 521 f.Kr. på order av Dareios I. Det var en del av ett omfattande program av monumentala byggen som syftade till att understryka det akemenidiska Perserrikets enhet och mångfald, samt att befästa kungamaktens legitimitet. Arbetare och hantverkare från alla rikets satrapier engagerades. Arkitekturen byggde på en originell kombination av stilar som utgått från de olika delarna av riket och utvecklade därmed den persiska arkitekturstil som inleddes i Pasargadae och som även återfinns i Susa och Ekbatana. Byggandet av Persepolis bedrevs under mer än två århundraden, ända tills Perserriket erövrades och staden delvis förstördes av Alexander den store år 331 f.Kr.
Platsen har besökts många gånger under seklernas lopp av västerländska resenärer, men det var inte förrän på 1600-talet som den fastslogs som ruinerna efter den akemenidiska huvudstaden. Många arkeologiska expeditioner gjorde det senare möjligt att bättre förstå byggnadsverken. Persepolis utgjorde ett stort palatskomplex uppbyggt på en monumental terrass som stöttar många hypostylbyggnader. Dessa palats hade noga bestämda diplomatiska, rituella, sinnebildliga eller administrativa funktioner: audiens, kungliga våningar, administration av skattkammaren och mottagande. I närheten av terrassen fanns andra beståndsdelar: den lägre stadens bostäder, kungliga gravar, altare och trädgårdar. Ett stort antal reliefer som skulpterats på trapporna och dörrarna i palatsen avbildar den mångfald av folk som utgjorde riket. Andra förevigar bilden av en kungamakt som är beskyddande, suverän, legitim och absolut eller framställer Xerxes I som legitim efterträdare till Dareios den store. En mångfald kungliga inskrifter i kilskrift i Persepolis, skrivna på fornpersiska, babyloniska och elamitiska, ristade på olika ställen i staden utgår från samma syfte, och preciserar även för vissa byggnader den kung som hade beslutat att uppföra dem.
En uppfattning som länge var gällande var att Persepolis bara användes en gång om året för rituella syften, då kungen mottog tributer från rikets underlydande folk i samband med det persiska nyåret. Det är numera säkerställt att staden var permanent bebodd och hade en central administrativ och politisk roll för rikets styre. De många arkiv skrivna på lertavlor som upptäckts i skattkammarbyggnaderna och befästningarna har gjort det möjligt att fastställa dessa roller, och de lämnar värdefulla upplysningar om administrationen av det akemenidiska riket och uppförandet av komplexet.

## Historik

### Byggande
| Förmodad historik för byggnationerna. |
| Första perioden: Dareios I (518 till 490 f.Kr.) - Terrass - Apadana (palats, östra trappan) - Skattkammare                                                                     |
| Andra perioden: Dareios I - Xerxes I (490 till 480 f.Kr.) - Tachara - Persepolis trappa - Alla nationers port - Apadana (norra trappan)                                        |
| Tredje perioden: Xerxes I (480 till 470 f.Kr.) - Hadish - Harem - Tripylon - Palats D                                                                                          |
| Fjärde perioden: Artaxerxes I - De hundra pelarnas sal - Artaxerxes I:s palats - Garnison                                                                                      |
| Femte perioden - Artaxerxes II:s grav - Artaxerxes III:s palats - Salen med 32 kolonner - Artaxerxes III:s grav - Processionsallén - Ofullbordade porten - Ofullbordade graven |
| Okänt - Södra byggnaderna |

Efter att ha fortsatt Kyros II:s verk i Pasargadae, och parallellt med de viktiga byggnadsarbeten som företogs i Susa, beslöt Dareios I att upprätta en ny huvudstad. Detta beslut tolkas allmänt som en vilja att skilja ut sig från den äldre grenen av akemeniderna, som Pasargadae var starkt knuten till. Han valde för detta en stad som sedan har identifierats som Uvādaicaya (Matteziš på babyloniska). Denna stad måste redan då ha haft en viss politisk betydelse eftersom det var där som Dareios lät avrätta Vahyazdāta, sin främsta persiska motståndare, år 521 f.Kr. För övrigt har det påvisats att det fanns palats och monumentala portar som går tillbaka till Kyros och Kambyses II, liksom en ofullbordad grav som troligen var avsedd för Kambyses. Babyloniska skrifttavlor visar att det rörde sig om ett utvecklat, aktivt och tättbefolkat urbant centrum, som hade handelsförbindelser med Babylonien, och som kunde garantera de resurser i fråga om logistik och livsmedel som behövdes för ett bygge av denna omfattning. Pierre Briant, historiker med inriktning på det akemenidiska Perserriket, noterar att påbörjandet av de tidsmässigt närliggande betydelsefulla byggena i Susa och Persepolis förutsatte en mobilisering av avsevärda resurser. Faktum är att dessa byggen utgör delar av en övergripande plan för omordning av de kungliga residensen med avsikten att visa för alla att "den nya kungens tillträde markerar ett nygrundande av imperiet".
Som plats för bygget valde Dareios basen av klippformationen Kuh-e Rahmat, som också blev symbolen för den akemenidiska dynastin. Där lät han bygga terrassen, palatsen (Apadana, Tachara), skattkamrarna samt de östra murarna. Det är svårt att exakt tidsbestämma när varje monument uppfördes. Den enda oemotsägliga angivelsen ges av skrifttavlor som hittats på platsen och som ger belägg för att verksamhet skedde från åtminstone 509 f.Kr., vid den tiden då befästningarna uppfördes. Däremot kan de flesta byggnaderna tillskrivas perioder som motsvarar olika storkungars regeringstider. Dareios byggen fullföljdes och kompletterades av hans efterträdare. Hans son Xerxes I tillförde byggnadskomplexet Alla folkens port, Hadish och Tripylon. Under Artaxerxes I år 460 f.Kr. uppräknades 1149 hantverkare som närvarande vid byggena. Staden var fortsatt under uppbyggnad fram till åtminstone 424 f.Kr., och möjligen till och med fram till Akemeniderrikets fall: en port förblev i praktiken ofullbordad, liksom ett palats som tillskrivs Artaxerxes III.
I motsats till andra antika grekiska och romerska monumentalbyggen var uppförandet av Persepolis inte baserat på slavarbete. Det sköttes helt och hållet av arbetare som kom från alla länder i riket: Babylonien, Karien, Jonien och Egypten.

### Förstörelse

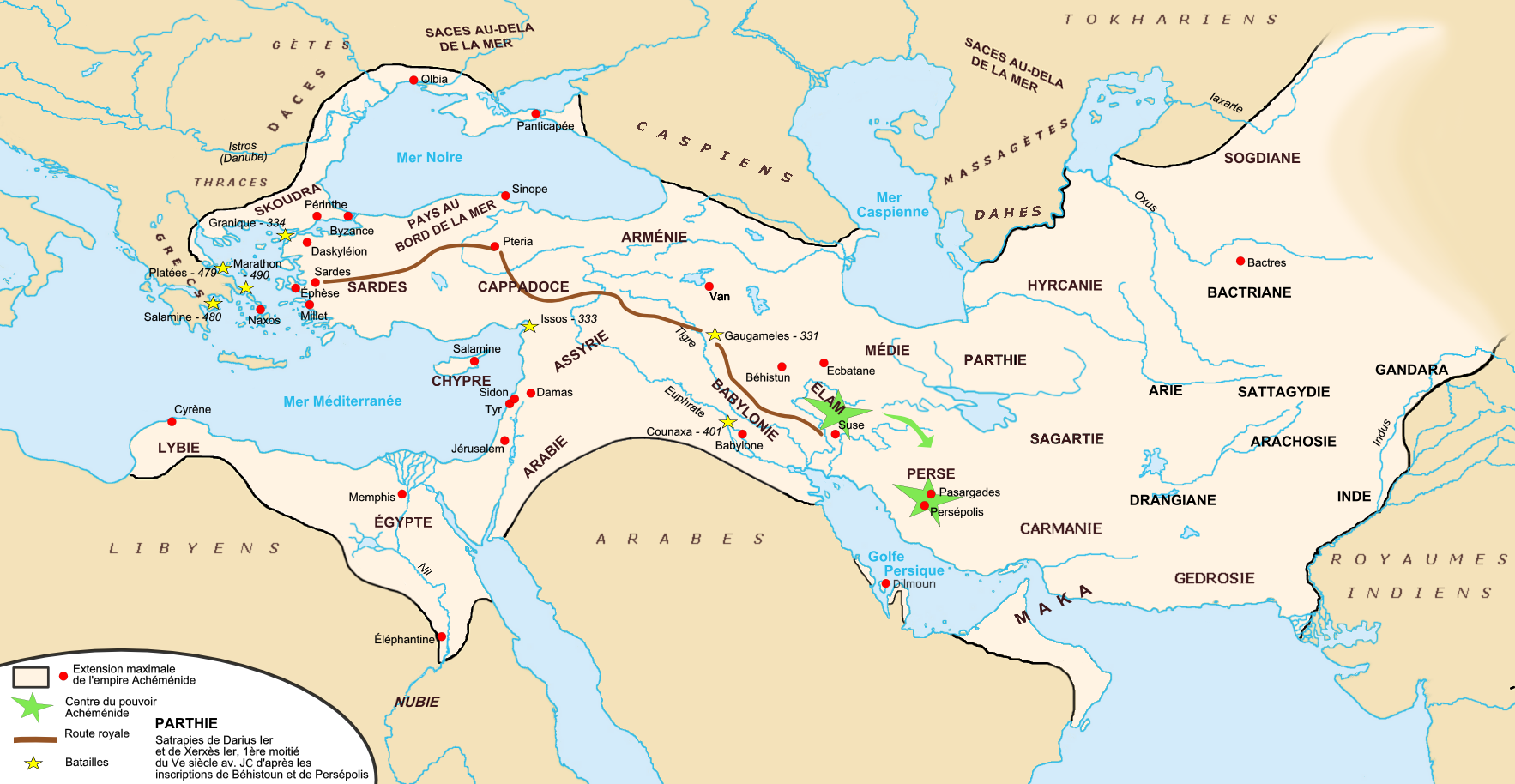
Akemeniderriket

Persepolis skyddades av sitt läge i hjärtat av Akemeniderriket och hade inga fasta försvarsverk. Dessutom utgjorde läget vid foten av Kuh-e Ramat en svag punkt på grund av den svaga nivåskillnaden mot öster mellan terrassen och marken. Denna sida var skyddad av en fästningsvall och ett torn.
Uppgifterna om erövringen och förstörelsen av Persepolis, som tillskrivs Alexander den store, härrör huvudsakligen från skrifter av antika historiker, däribland i första hand Plutarkos, Diodorus Siculus och Quintus Curtius. Vissa arkeologiska element bekräftar deras yttranden, men deras version av förstörelsen av staden är omstridd: Victor Duruy betvivlar att den har skett, eftersom "man ser en kort tid efter erövrarens död att satrapen Peukestes offrar till Filips och Alexanders manes".

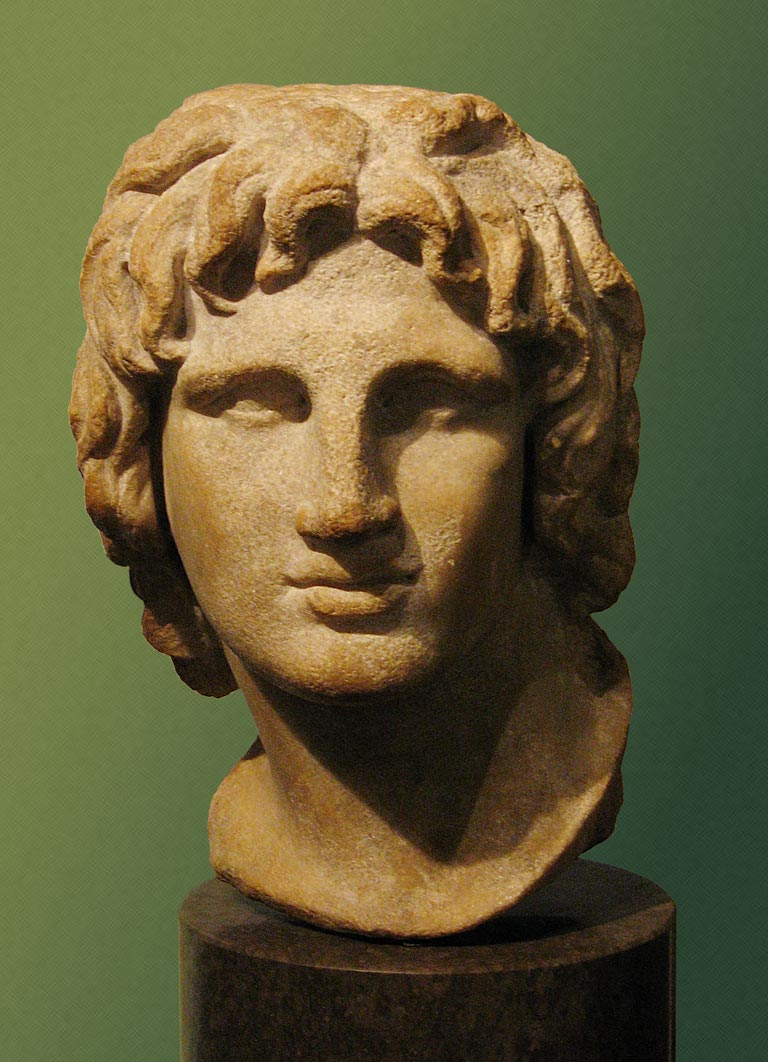
Byst av Alexander den store (British Museum i London)

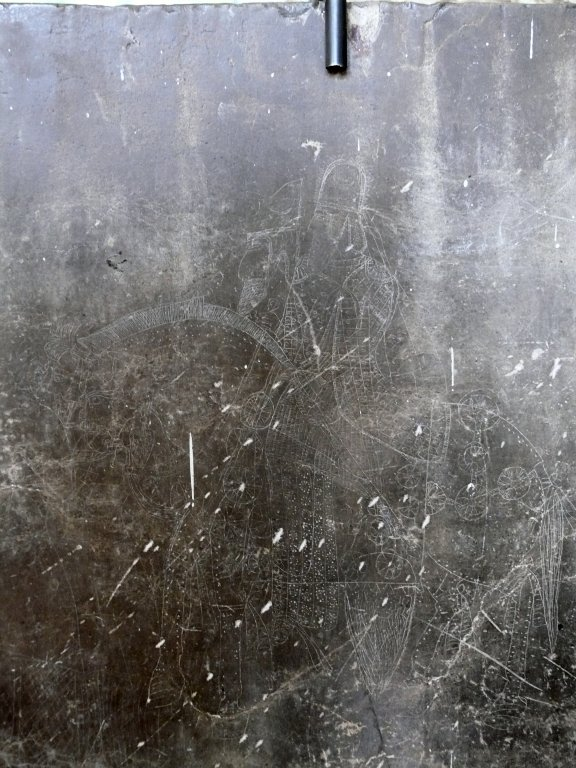
Sassanidiskt graffiti som visar en ryttare, museet i Persepolis.

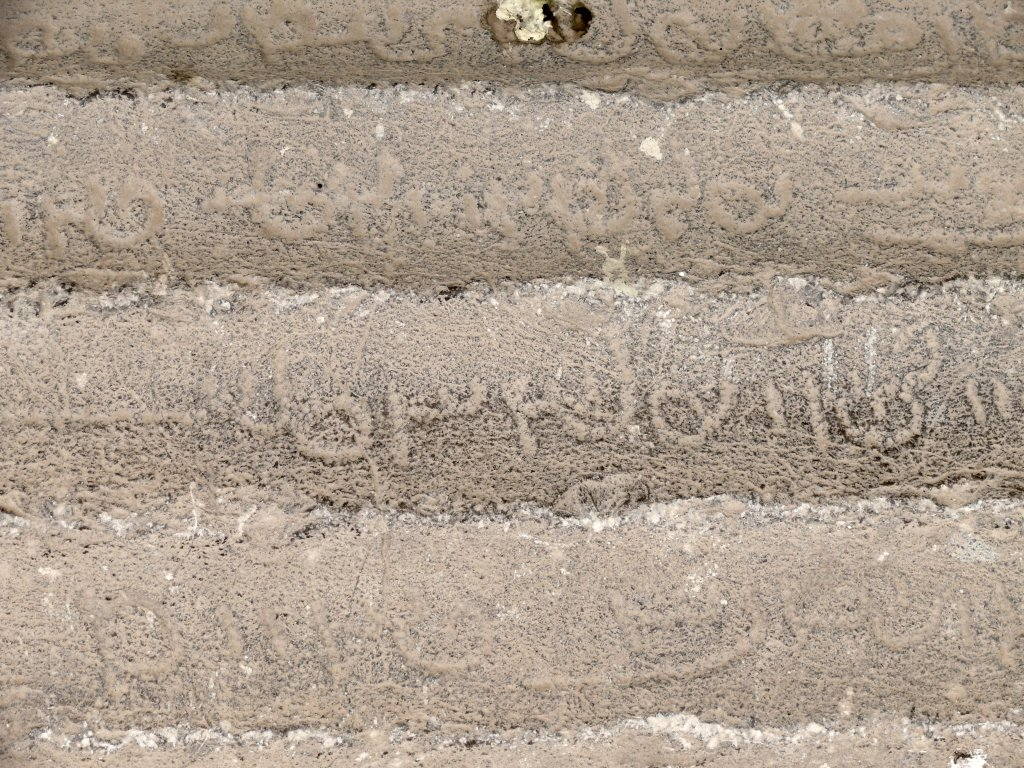
Inskrift på pehlevi, museet i Persepolis

Enligt Plutarkos, Diodorus Siculus och Quintus Curtius lät Tiridates, skattkammarens väktare, medan armén var i antågande skicka ett kapitulationsbrev till Alexander som ålade honom att bege sig till Persepolis som segrare. Rikedomarna skulle också snabbt vara vunna åt honom. Skrifterna nämner dock inte Alexanders svar. 
Diodorus och Quintus Curtius berättar även om ett möte på vägen till Persepolis med 4 000 stympade grekiska fångar som hade undergått dålig behandling från persernas sida. Persepolis fall följdes av en massaker på dess invånare och plundring av dess rikedomar.
Efter att ha intagit staden år 331 f.Kr. lämnade Alexander en del av sin armé där och fortsatte sin färd, för att återvända till Persepolis en kort tid senare. Vid slutet av en dag av dryckeslag till segerns ära brändes Persepolis ned på order av erövraren i maj 330 f.Kr. De anledningar som ska ha motiverat denna förstörelse är omtvistade. Plutarkos och Diodorus berättar att en vinrusig Alexander hade kastat den första facklan på Xerxes palats på anstiftan av Thaïs, Ptolemaios mätress, som kastade den andra. Thaïs ska ha uppmanat Alexander och hans vapenbröder att på det sättet hämnas den plundring av Aten som utfördes av Xerxes I. Denna hypotes skulle kunna göras trolig av intensiteten i förstörelserna av Tripylon och Hadish, som visar att dessa byggnader, som var uppförda av Xerxes, led större skada av branden än de andra. Vissa framför att mötet med stympade fångar, som framkallade regentens ilska och sorg, skulle ha utgjort ett ytterligare motiv till repressalier.
I själva verket antar historikerna numera att orsaken till förstörelsen av Persepolis mer sannolikt var av politisk natur. Alexanders beslut tycks verkligen genomtänkt. Medan segraren vårdade sig om att skona de erövrade städerna, särskilt Babylon, och inte sparade på någon åtgärd för att vinna den persiska befolkningens förtroende, fullgjorde han i Persepolis en åtbörd av stor symbolisk betydelse som dikterades av det persiska sammanhanget: den akemenidiska maktens ideologiska hjärta låg alltid i de persiska huvudstäderna. Befolkningen, som hade underkastat sig av tvång eller frivilligt, förblev fästa vid den legitima härskaren och var på dålig fot med erövrarna. Beslutet fattades därför att bränna den persiska dynastins helgedom för att visa för befolkningen att makten hade skiftat händer. Duruy säger också att "Alexander ville, genom denna förstörelse av den nationella helgedomen, tillkännage för hela Orienten att den persiska dominansen var avslutad."
De antika skrifterna nämner att Alexander senare uttryckte ånger och var skamsen över sin åtgärd. För Briant innebär denna ånger att Alexander, som erkände sin politiska motgång, drog slutsatserna av denna genom denna gest.
Förstörelsen av Persepolis markerar slutet för symbolen för den akemenidiska makten. Det första persiska imperiet försvann fullständigt med dynastins siste kejsares, Dareios III:s, död. Helleniseringen inleddes med seleukiderna.
Persepolis fortsatte att användas av de följande persiska dynastierna. Vid foten av terrassen finns ett tempel, kanske uppfört av akemeniderna, och återanvänt av seleukiderna, samt senare av Fratadaras (eldens väktare).
Den lägre staden övergavs gradvis till förmån för grannstaden Istakhr under den parthiska epoken. Graffiti som kan tillskrivas de sista kungarna av Persien under partherna eller i början av den sassanidiska perioden visar att platsen samtidigt förblev knuten till den persiska kungamakten, åtminstone symboliskt. En inskrift på pehlevi berättar att en son till Hormazd I eller Hormazd II hade hållit en bankett där och låtit den fortskrida till en kulttjänst. Persepolis kunde alltså fortsätta att tjäna som kultplats flera sekler efter branden år 330 f.Kr. Persepolis användes också som arkitektonisk referens för vissa delar av sassanidiska byggnader som palatset i Firuzabad.

### Första besöken till ruinerna – resenärernas tid

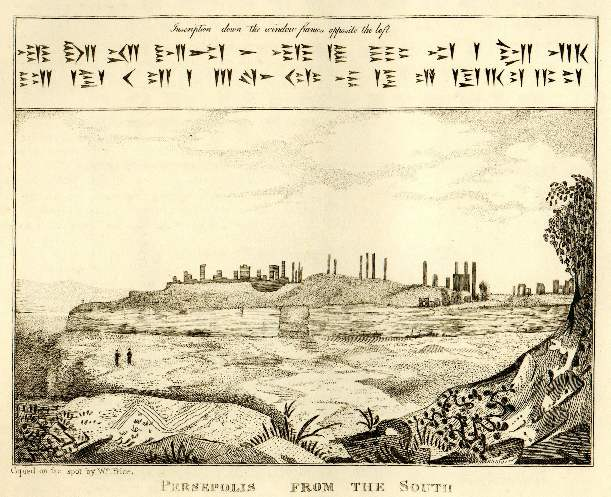
Persepolis sett från söder, av Jean Chardin (1711)

Ruinerna var kända av sassaniderna under det medelpersiska namnet st stwny ("de hundra kolonnerna"), och sedan 1200-talet under namnet Chehel minār ("de fyrtio kolonnerna"). Det nuvarande namnet Takht-e Jamshid verkar härröra från en tolkning av relieferna som förbinder dem med den mytiske hjälten Jamshids bedrifter. Platsen utgjorde mål för ett stort antal besök av västerlänningar från 1300-talet till 1700-talet. Enkla anekdotiska observationer ersattes gradvis av mer och mer utarbetade deskriptiva arbeten:,,,,
På genomresa mot Cathay 1318 passerade en resande munk vid namn Odoric Chehel minār utan att dröja sig kvar vid ruinerna. Han var den förste europén som nämnde platsen. Han följdes efter över ett sekel av en venetiansk resenär, Josaphat Barbaro.
Den portugisiske missionären Antonio de Gouvea besökte platsen 1602. Han lade där märke till inskrifter i kilskrift och avbildningar av "djur med människohuvuden".

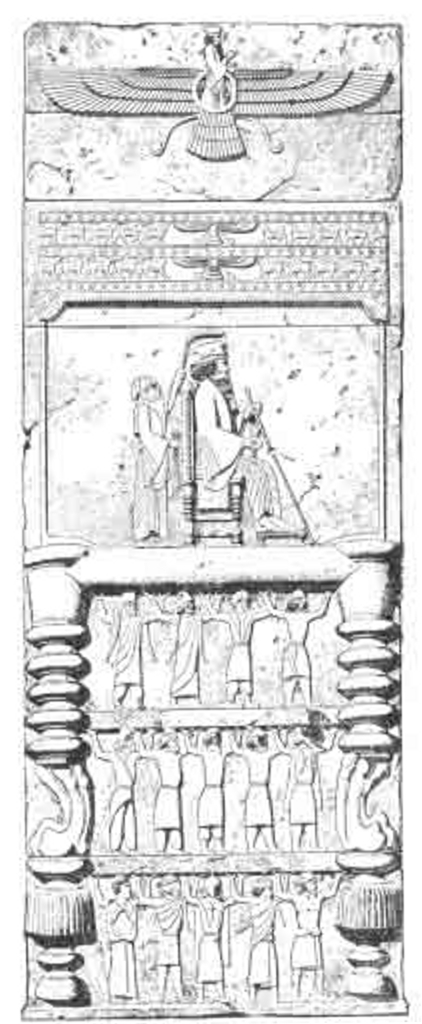
Bas-relief av Eugène Flandin (1840)

Spaniens ambassadör hos Abbas I, Don Garcias de Silva y Figueroa, beskriver platsen utförligt i ett brev från 1619. Han stödjer sig på grekiska texter och gör tydligt kopplingen mellan Persepolis och Chehel Minār.
Från 1615 till 1626 besökte romaren Pietro Della Valle många länder i Orienten. Han medförde från Persepolis kopior av inskrifter i kilskrift som senare kom att användas till dechiffreringen av skriften. 
Han följdes av engelsmännen Dodmore Cotton och Thomas Herbert från 1628 till 1629, vars resa syftade till att studera och dechiffrera de orientaliska skriftsystemen.
Från 1664 till 1667 besöktes Persepolis av fransmännen Jean Thévenot och Jean Chardin. Thévenot noterar felaktigt i sitt arbete Voyage au Levant att ruinerna är för små för att vara uppehållsorten för kungarna i det antika Persien. Chardin identifierar tydligt platsen med Persepolis. Han anställde tecknaren Guillaume-Joseph Grelot och beskrev den kungliga staden i ett arbete vars kvalitet hyllades av Rousseau.
År 1694 beskrev italienaren Giovanni Francesco Gemelli-Carreri dimensionerna på alla de ruiner som han hade tillträde till, och studerade inskrifterna.
År 1704 observerade och avtecknade holländaren Cornelis de Bruijn ruinerna. Han publicerade sina arbeten 1711: Reizen over Moskovie, door Persie en Indie, därefter på franska 1718: Voyages de Corneille le Brun par la Moscovie, en Perse, et aux Indes Orientales.

### Arkeologiska expeditioner – vetenskapsmännens tid

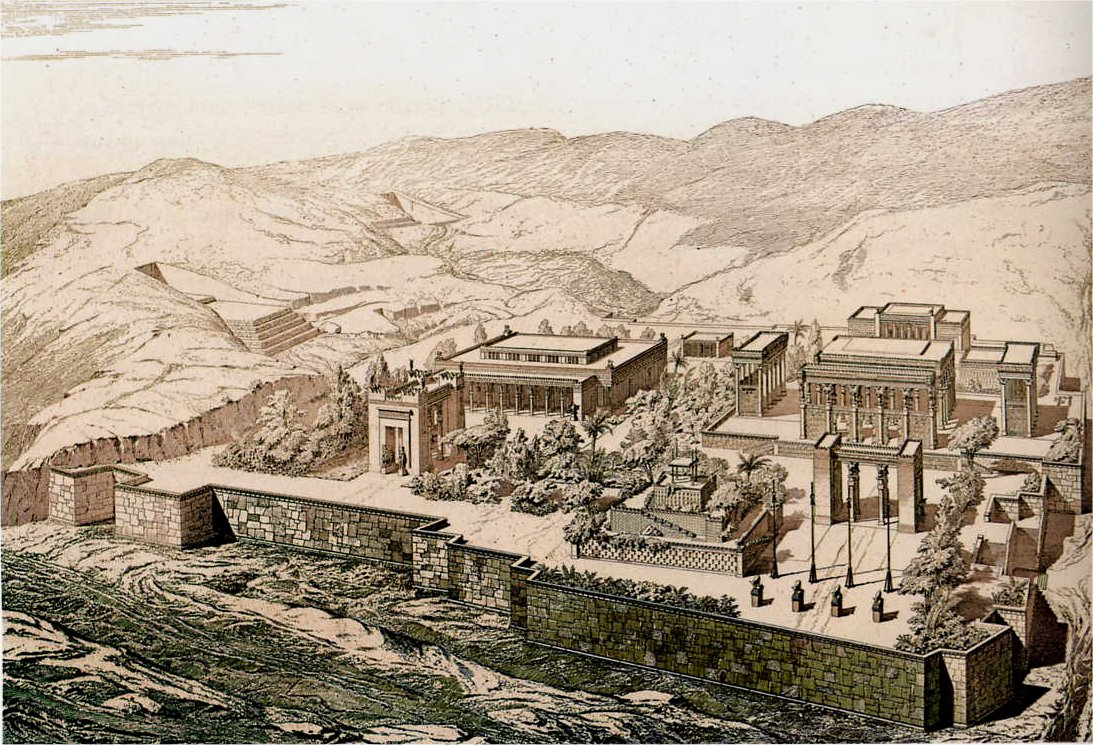
Persepolis ur fågelperspektiv, av Charles Chipiez (1884)

Under 1800-talet och 1900-talet blev de vetenskapliga expeditionerna till Persepolis många fler:,,,,,
Åren 1840 och 1841 besökte målaren Eugène Flandin och arkitekten Pascal Coste, knutna till Frankrikes ambassad, flera ruiner i Persien, däribland Persepolis. De upprättade där en topografisk och deskriptiv förteckning. 
De första verkliga arkeologiska utgrävningarna genomfördes 1878. Motamed-Od Dowleh Farhad Mirza, guvernör i Fars, ledde arbeten som frigjorde en del av palatset med 100 kolonner. Lite senare genomförde fransmännen Charles Chipiez och Georges Perrot en mycket betydelsefull undersökning av platsen. Tack vare en utarbetad arkitekturstudie av de utgrävda ruinerna och lämningarna tecknade Chipiez slående rekonstruktioner av palatsen och monumenten sådana som han antog att de måste ha varit under den akemenidiska epoken.
Den tyske lärde Franz Stolze utforskade också de arkeologiska fyndorterna i Fars och publicerade resultatet av detta 1882. De franska arkeologerna Jane och Marcel Dieulafoy utförde två arkeologiska expeditioner i Persien (1881–1882 och 1884–1886). De utforskade Persepolis varifrån de för första gången medförde fotografier. De gjorde också rekonstruktioner och tog hem många arkeologiska föremål. Från 1931 till 1939 utfördes grävningar av tyskarna Ernst Herzfeld och Erich Frederich Schmidt, på uppdrag av Chicagos universitet. Under 1940-talet utförde fransmannen André Godard, och senare iraniern A. Sami, grävningar finansierade av Iranian Archeological Service (IAS), senare integrerad i Irans kulturarvsorganisation. Senare ledde IAS under ledning av Ali Tajvidi utgrävningsarbeten och delvis restaurering i samarbete med italienarna Giuseppe och Ann Britt Tilia, från l’Instituto Italiano Per il Medio ad Estremo Oriente. Dessa utgrävningar visade att det troligen funnits två andra palats, tillskrivna Artaxerxes I och Artaxerxes III, som har försvunnit.
Alla byggnader i Persepolis har ännu inte grävts ut. Det återstår två kullar öster om Hadish och Tachara vars ursprung ännu inte är kända.

### Sentida historia

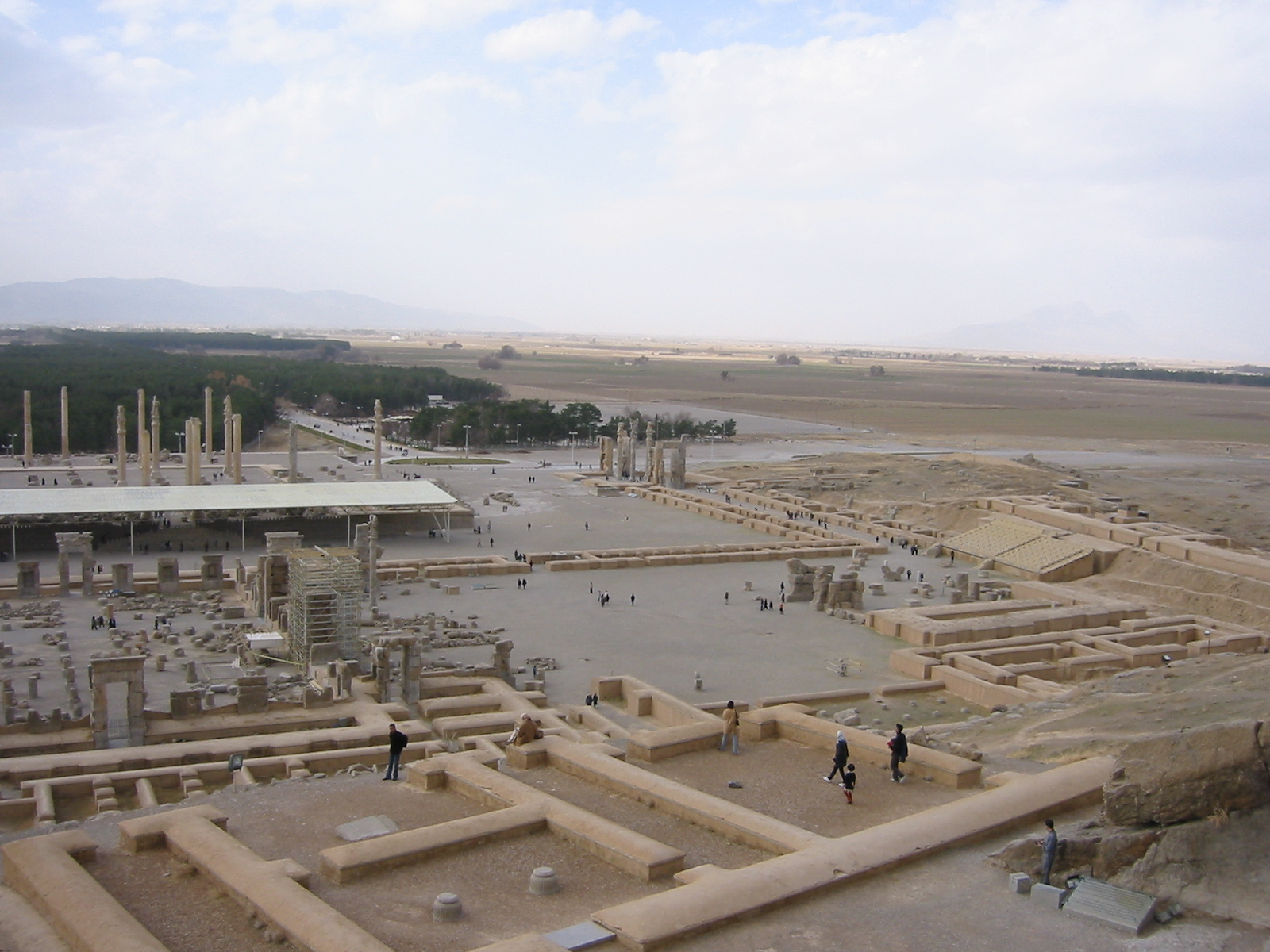
Persepolis, sett från Kuh-e Rahmat

Praktfulla ceremonier, i den akemenidiska periodens stil, hölls i tre dagar 1971, med anledning av firandet av 2500 år av monarki. Shahen Mohammed Reza Pahlavi inbjöd många internationella personligheter, däribland Sveriges dåvarande kronprins Carl XVI Gustaf. I samband med festligheterna hölls även en iranistik-konferens där bland annat Geo Widengren och H.S. Nyberg deltog. Ceremoniernas ståt framkallade en polemik i viss internationell press vilket utnyttjades av islamitiska och vänsterorienterade oppositionen i polemik mot Mohammed Reza Pahlavimonarkin. Storleken på utgifterna värderades vid tidpunkten till över 22 miljoner US-dollar men finansieringen inkluderade urbaniserings- och sociala projekt.
Efter den iranska revolutionen, med syftet att utrota en stark kulturell referens till den förislamiska perioden och till monarkin, försökte ayatollahn Sadeq Khalkhali med sina anhängare riva Persepolis med hjälp av bulldozers. Ingripandet av Nosratollah Amini, guvernören i provinsen Fars, och mobiliseringen av invånarna i Shiraz som ställde sig framför maskinerna gjorde att platsen räddades från förstörelse.
Persepolis är en bräcklig miljö vars bevarande kan äventyras av mänsklig verksamhet. Frågan väcks om skadligheten av vissa kemiska beståndsdelar som sprids av jordbruksföroreningar. Ett program för skydd av platsen har nyligen inletts, med syftet att begränsa de skador som är knutna till erosionen och besökares genomfart. Tak har redan satts på plats för att skydda vissa delar, som Apadanas östra trappa, och det planeras att återtäcka marken med ett brädgolv på platser där besökare passerar. Vattenhöjningen kan skada ett antal arkeologiska fyndplatser i Iran, däribland Persepolis. Dessutom väcker bygget av en järnvägslinje vars spår skulle kunna passera i närheten av Persepolis och Naqsh-e Rostam fruktan för skador för dessa platser, vilket skulle kunna flytta vissa från Unescos världsarvslista till Unescos lista över platser i fara. Det rättshandlingar som har förts av Kulturarvs- och turismorganisationens kontor i Fars har redan lett till dom mot transportministeriet. Parallellt är en fråga om att anknyta de angränsande platserna Naqsh-e Rostam, Naqsh-e Rajab, Ishtakr och Kuh-e Ramat till Unescos klassificering av Persepolis på gång, vilket skulle kunna motverka placeringen av järnvägen. Dessutom utsätts Persepolis regelbundet för stölder knutna till handel med antikviteter, rentav vandalism. Platsen undergår även skador på grund av vårdslöshet vid exempelvis filminspelningar. Det planeras att utvidga museet i Persepolis, men de exakta villkoren för detta är ännu inte fastställda. Klassificeringen av platsen som världsarv förbjuder i själva verket varje ombyggnad.

## Konsten i Persepolis

### Arkitektur

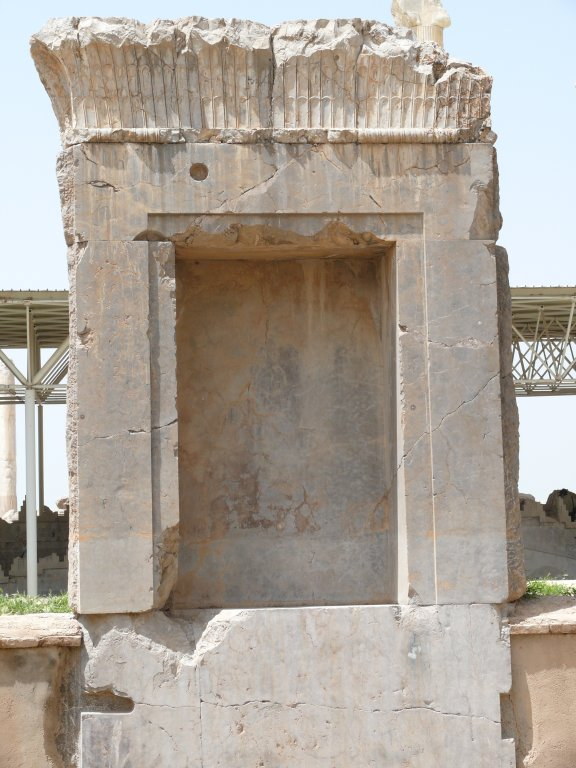
Kornisch i egyptisk faraonisk stil.

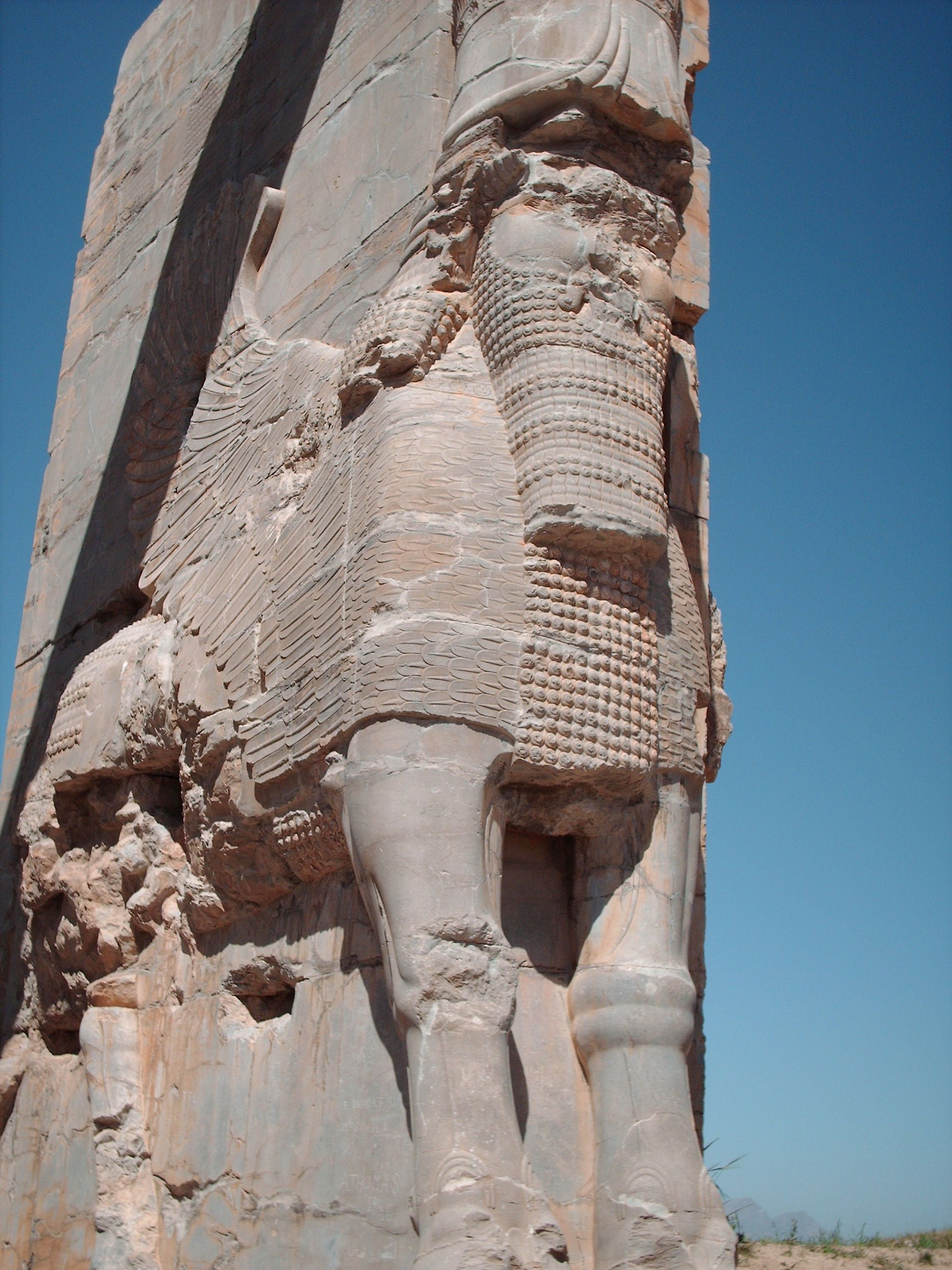
Tjur med människohuvud i assyrisk stil.

Perserna hade ursprungligen ingen egen arkitekturtradition. De var i början ett halvnomadiskt folk av herdar och ryttare. Men från det att Kyros II grundade Perserriket uppförde perserna monumentala byggnadsverk. Från början var de inspirerade av de erövrade folken, och de persiska arkitekterna integrerade dessa influenser och framställde snabbt en originell konst. Stadsplanen i Pasargadae visade fortfarande nomadiska influenser med utsträckta byggnader spridda i en stor park, men Persepolis stadsplan femtio år senare visade prov på rationalisering och jämvikt: den kvadratiska planen är systematiserad, kolonnerna är strikt ordnade (6x6 för Apadana, 10x10 i De hundra pelarnas sal...), däri innefattat största delen av de små rummen i haremet och palatsens annex. En annan större innovation var att portikerna flyttades till sidorna, som förstärktes av hörntornen på Apadana. De två stora portarna och olika passager fördelade trafiken mot de större byggnaderna.
Dessa utföranden är originalskapelser vars stil är ett resultat av en kombination av element från de underkuvade civilisationerna. Den persiska arkitekturen härstammade från hela rikets arkitekters och arbetares skicklighet och var nyttoinriktad, rituell och sinnebildlig. Persepolis visar också många element som vittnar om dessa mångfaldiga källor.
Från det att Jonien införlivades i rikets satrapier kännetecknades den akemenidiska persiska arkitekturen av starkt joniskt grekiskt inflytande, som är särskilt synligt i hypostylsalarna och portikerna i palatsen i Persepolis. Den joniska stilens uppsving i Grekland avbröts tvärt efter den persiska invasionen, men den visade sig på ett uppseendeväckande sätt i Persien, genom storslagna monument. Lydiska och joniska arkitekter var anställda vid byggena i Pasargadae och senare vid de i Persepolis och Susa. De utförde de huvudsakliga byggnadsdelarna där, och man hittar även graffiti på grekiska i stenbrotten nära Persepolis, där namnen på stenbrytarnas förmän omnämns. De spelade en betydande roll i den persiska stilens utveckling, lika mycket i stenhuggande som i murning. Grekers deltagande i resning av kolonner och i utsmyckningen av palats i Persien nämns både i dokument från Susa och av Plinius den äldre. Kolonnerna i Persepolis är i jonisk stil, med kannelerat och smalt pelarskaft: diametern är mindre än en tiondel av höjden och ingen kolonn i Persepolis är bredare än 1,9 m. Vissa kapitäl bär gripar inspirerade av arkaiska grekiska bronsgripar.
Bland de element av egyptisk faraonisk stil som är lätt igenkännliga anförs hålrummen i kornischerna som skjuter ut över portarna, liksom uppdelningen av kapitälen. Vissa tillskriver egyptierna också användningen av portiken.
Inflytandet från Mesopotamien är mycket närvarande, i synnerhet i palatsformeln som förbinder två palats, ett för offentlig audiens och ett för privat audiens. Detta inflytande är också synligt i motiven palmornament och blommande rosetter som utsmyckar reliefer och palats, och i de krenelerade tinnarna som påminner om ziqquraters form och som utsmyckar palatsens trappor. Emaljerade och mångfärgade reliefer är inspirerade av babylonisk konst. Slutligen är ortostaterna utsmyckade med lågreliefer på Apadana och de bevingade tjurmänniskorna på portarna i assyrisk stil.
Principen om inre rum som skapas av stöd och innertak i trä, som var närvarande i Mellanöstern före perserna, utvecklades och hypostylsalen blev palatsets centrala beståndsdel. Användning av grekiska tekniker tillät den persiska arkitekturen att utmynna i olika byggnader där rummet har olika funktioner. Frigörandet av vidsträckta ytor bland höga och smäckra kolonner utgjorde en arkitektonisk revolution som var säregen för Persien. Hypostylsalarna där var avsedda för folksamlingar och inte enbart för präster som i Grekland och Egypten.

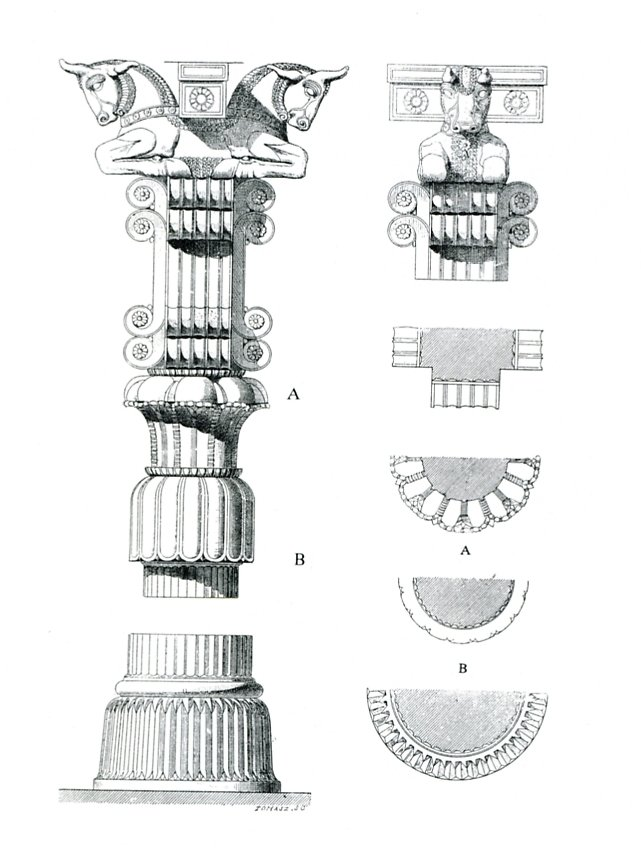
Kolonn från Apadana, av Eugène Flandin, 1840.

Större delen av kolonnerna var i trä, som eventuellt vilade på en bas av sten. Alla träkolonner har försvunnit. Det är endast när höjden är alltför viktig som sten används, som de i Apadana och Alla nationers port. De kolonner i sten som har bevarats är mycket sammansatta och visar ett inflytande från olika civilisationer i riket: den klockformiga basen är en akemenidisk skapelse som troligen är inspirerad av hettiterna, det kannelerade pelarskaftet, kapitälet, av en höjd som kan uppgå till ända upp till en tredjedel av kolonnen, börjar med ett kapitäl i egyptisk stil som följs av en kvadratisk stödjepelare med en dubbel volut, en iransk skapelse inspirerad av assyriska motiv. Helheten kröns av ett djurformat fält, ett annat motiv importerat från Mesopotamien denna gång, men vars funktion som stöd för bjälkar är en nyskapelse. Man kan i denna komposition se en sammanfattning av rikets mångfald.
Liksom alla akemenidiska palats hade de i Persepolis genomgående väggar i obränt tegel, vilket kan verka förvånande i ett område där byggsten finns tillgängligt i stor mängd. Detta är ett kännetecken som är gemensamt för alla folken i Orienten, som enbart använder stenväggar till tempel eller höga murar. Ingen mur i Persepolis har bevarats. De byggnadselement som fortfarande står upprätt är portarnas dörrposter och stenkolonnerna.
Fastän uppförandet av Persepolis var utspritt över två århundraden visar staden en anmärkningsvärd enhet i stil som kännetecknar den akemenidiska konsten. Den inleddes i Pasargadae och genomfördes under Dareios i Persepolis. Man noterar inte längre märkbara utvecklingar så mycket i arkitekturen som i dekorationerna och teknikerna. Endast de sista kungliga gravarna förlorar en arm i förhållande till de i Naqsh-e Rostam, antagligen på grund av platsbrist, men deras reliefer är strikt identiska med Dareios grav.

### Skulptur

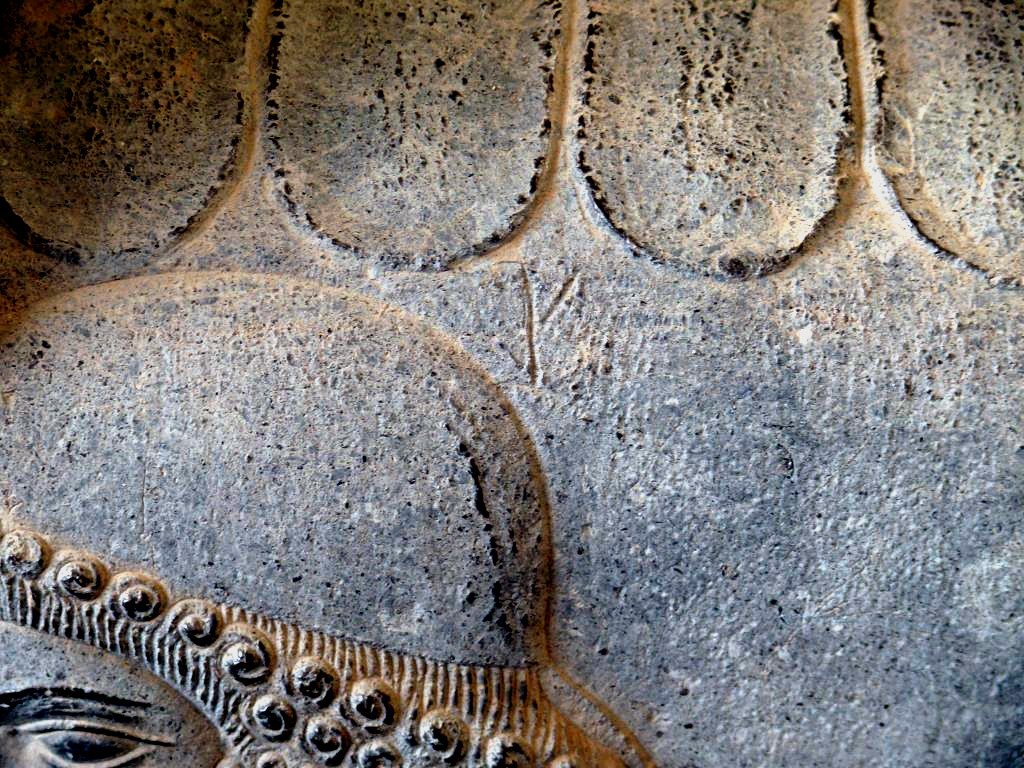
Detalj som visar konstnärens signatur (Tripylon).

Den mest kända och utbredda formen av akemenidisk skulptur är lågreliefen, särskilt i Persepolis, där lågrelieferna planmässigt dekorerar trapporna, sidorna av palatsens plattformar och det inre av öppningar i väggen. Man antar också att de användes i dekorationen av hypostylsalarna. I relieferna kan ses inspiration från egyptisk och assyrisk konst, och till och med grekiska inslag i finessen i utförandet. Man möter där flera stereotyper för antika orientaliska avbildningar: alla personer är framställda i profil, även om perspektiv ibland är närvarande, framställs de olika planen i allmänhet det ena under det andra, proportionerna mellan personer, djur och träd respekteras inte, och principen om isocefali tillämpas strikt, förstått som olika trappsteg. De ämnen som avbildas är defileringar som representerar folken i riket, audiensscener, kungaavbildningar och strider mellan en kunglig hjälte och verkliga djur eller fantasidjur. Dessa lågreliefer är anmärkningsvärda för sin kvalitet i utförandet, där varje detalj har åstadkommits med stor finess.

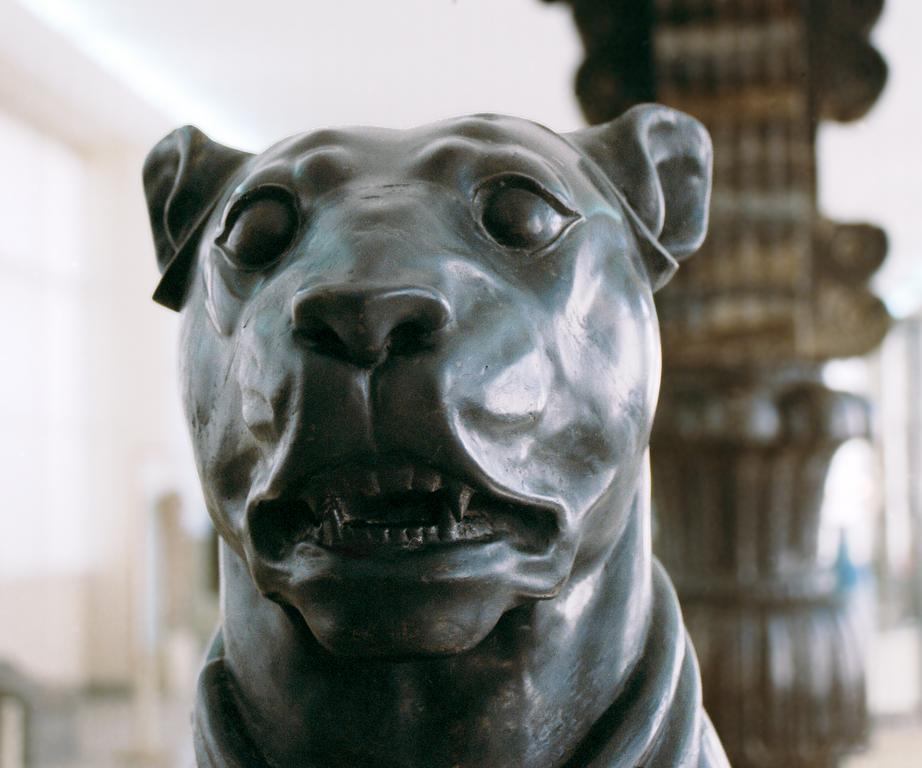
Staty av en hund, från det sydöstra tornet i apadanan Persepolis. Förvaras i Irans nationalmuseum i Teheran.

Mycket lite akemenidisk skulptur i full relief är känd. Skulpturen av Dareios i Susa är den mest kända (se bild). Denna är dock inte unik. Exempelvis nämner Plutarkos att det fanns en stor staty av Xerxes I i Persepolis.
Samtidigt fanns många dekorationselement som kunde betraktas som full relief. Det används framför allt för avbildningar av verkliga eller mytologiska djur, som ofta innefattas som byggnadselement i portar och kapitäl. Det är främst tjurar som avbildas som portarnas väktare, liksom i portiken till De hundra pelarnas sal. Kapitälen avslutas med fält med djurbilder: tjurar, lejon, gripar… Djuren är mycket stiliserade, utan någon variation. Några statyer som är helt och hållet i full relief har återfunnits, varav en som föreställer en hund, som dekorerar ett hörntorn i Apadana.

### Färger

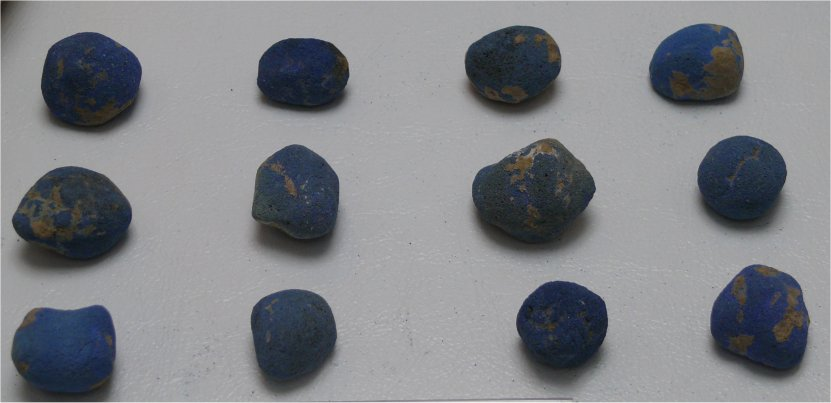
Klimpar av pigmenterad bottensats härflytande från väggarna, museet i Persepolis.

Användningen av färgmålningar i Persepolis har ofta undervärderats på grund av de många förändringar som pigmenten genomgår under årens lopp.
Upptäckten av mångfaldiga färger på de många föremål som kommit från de flesta palatsen och byggnaderna i Persepolis vittnar om hur många och vitt spridda de mångfärgade målningarna var i Persepolis. Beläggen för detta är inte bara pigmentspåren som finns kvar på föremålen, utan fasta bevis som hopgyttringar av målarfärg som bildar klimpar där färger har stelnat i klump i de skålar som har hittats på många platser på fyndorten.

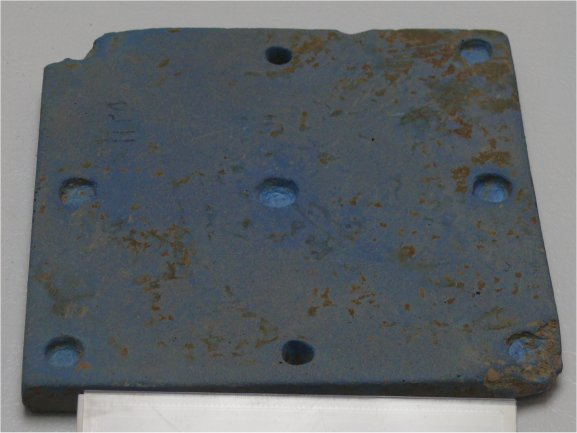
Azurblå emaljerad ruta, museet i Persepolis.

Dessa färger användes inte bara på byggnadselement (väggar, reliefer, kolonner, portar, husgrunder, trappor, statyer), utan även på vävnader och andra dekorationer. Lackerade tegelstenar, beklädnad av grunder med färgad kalk, målade kolonner och andra utsmyckningar fanns inuti och utanpå palatsen. Spår av röd färg har också hittats på statyn av Dareios som förvaras i Irans nationalmuseum i Teheran.
Den stora mångfalden av återfunna färger ger ett begrepp om den mångfärgade rikedom som fanns från början: svart (asfalt), rött (rött glas, cinnober, hematit av röd ockra), grönt, blått, vitt och gult (ockra eller förgyllt). Användning av växtpigment har föreslagits, men har hittills inte bevisats.
Det kan inte desto mindre vara svårt att återställa exakt den verkliga paletten av färger som fanns på ett visst ställe, då många reliefer eller palats blev återuppbyggda eller restaurerade genom att man använde delar eller fragment som kommer från många ställen. Undersökningen av skillnaderna mellan vissa reliefer och deras föregående teckningar av Flandin har möjliggjort till exempel att påvisa felaktigheter i restaurationer rörande en sfinx.

## Palatskomplexet

### Terrassen

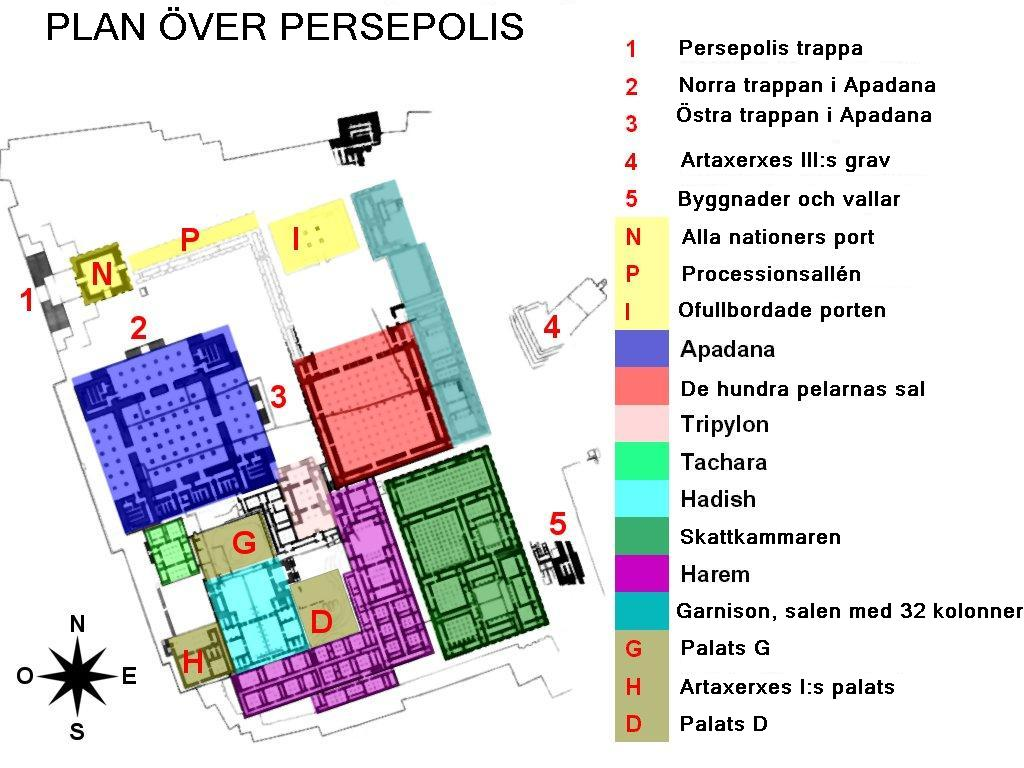
Plan över Persepolis

Palatskomplexet i Persepolis vilar på en terrass som är 450 x 300 m bred och 14 m hög, som har fyra nivåer om 2 m. Ingången ligger på den nivå som var reserverad för delegationerna. Adelsmännens kvarter ligger på en högre nivå. De kvarter som var reserverade för betjäning och administration låg på den lägsta nivån. De kungliga kvarteren låg på den högsta nivån, synliga för alla. Grå kalksten var den sten som användes mest som byggnadsmaterial. Byggnaderna är ordnade efter en rigoröst ortogonal plan.
Den östra sidan av terrassen bildas av Kuh-e Rahmat, i vars skiljevägg de kungliga gravarna som hänger ut över hela platsen finns utgrävda. De tre andra sidorna bildas av en stödjemur vars höjd över marken varierar från 5 till 14 m. Muren består av enorma tillhuggna stenar, som är avpassade utan murbruk och fästa med metallpluggar. Den västra fasaden utgör komplexets framsida och bildar det huvudsakliga tillträdet till Terrassen i form av en monumental trappa.
Den steniga marken jämnades till genom att fördjupningar fylldes igen med jord och stenar. Den slutliga jordschaktningen genomfördes med tunga stenar som också var fästa mellan sig med metallpluggar. Under denna första förberedande fas sattes dränerings- och vattenadduktionsnätet på plats, ibland utskuret i själva berget. Blocken skars ut och utformades med hjälp av bergborrar och stänger, vilket tillät söndersplittring av stenarna i plana ytor. Stenarna lyftes och ställdes på plats med hjälp av plankor.
På den södra fasaden har trespråkiga kilskriftsinskrifter återfunnits. Texten på elamitiska överensstämmer med en inskrift i Susa, och proklamerar:
”’Jag, Dareios storkonungen, kungarnas kung, kung över länderna, kung på hela jorden, son till Hystapes, akemeniden.’
Och kungen Dareios säger: ’på denna grund där denna fästning har byggts, där tidigare ingen fästning har byggts. Av Ahuramazdas nåd, denna fästning, den har jag byggt på så sätt som var Ahuramazdas avsikt, alla gudar med honom, att denna fästning skulle byggas. Och jag har byggt den, fullbordad och gjord vacker och motståndskraftig, på så sätt som detta hade föreskrivits mig.’
Och Dareios kungen säger: ’Jag, må Ahuramazda skydda mig, och alla gudar med honom, och även denna fästning, och åter det som har blivit anordnat för denna byggnadstomt. Det som den människa som är fientlig ska tänka, må detta inte vara erkänt!’”
Dessa inskrifter skulle kunna motsvara platsen för den första ingången till anläggningen, före bygget av den monumentala trappan och tillägget av Alla nationers port.
Terrassens utformning antyder att planen bakom bygget också har tagit i beräkning det som krävs för att försvara platsen mot ett eventuellt angrepp. En mur och flera torn utgör dess omkrets, dubblerad åt öster av en befäst fästningsvall och torn. Murarna har vinklats på så sätt att det öppnar ett maximalt synfält för försvararna mot utsidan.
Terrassen uppbär ett stort antal kolossala byggnader, utförda i grå kalksten som hämtats från det närliggande berget. Dessa byggnader utmärker sig genom en betydande användning av kolonnader och pelare, av vilka ett stort antal fortfarande står upprätt. Hypostylrymderna är beständiga, sådana som deras dimensioner var. De förenar salar som räknar 99, 100, 32 och 16 kolonner som följer variabla arrangemang (20 gånger 5 för en sal i skattkammaren, 10 gånger 10 för De hundra pelarnas sal). Vissa av dessa byggnader har inte fullbordats. Material och avfall från byggnadsarbetet har återfunnits, eftersom det aldrig hade avlägsnats. Fragment av behållare som har använts för att lagra målarfärg har också kommit i dagen av en slump 2005 i närheten av Apadanan. De bekräftar de redan kända indicierna om att målarfärg användes för utsmyckning av palatsen.

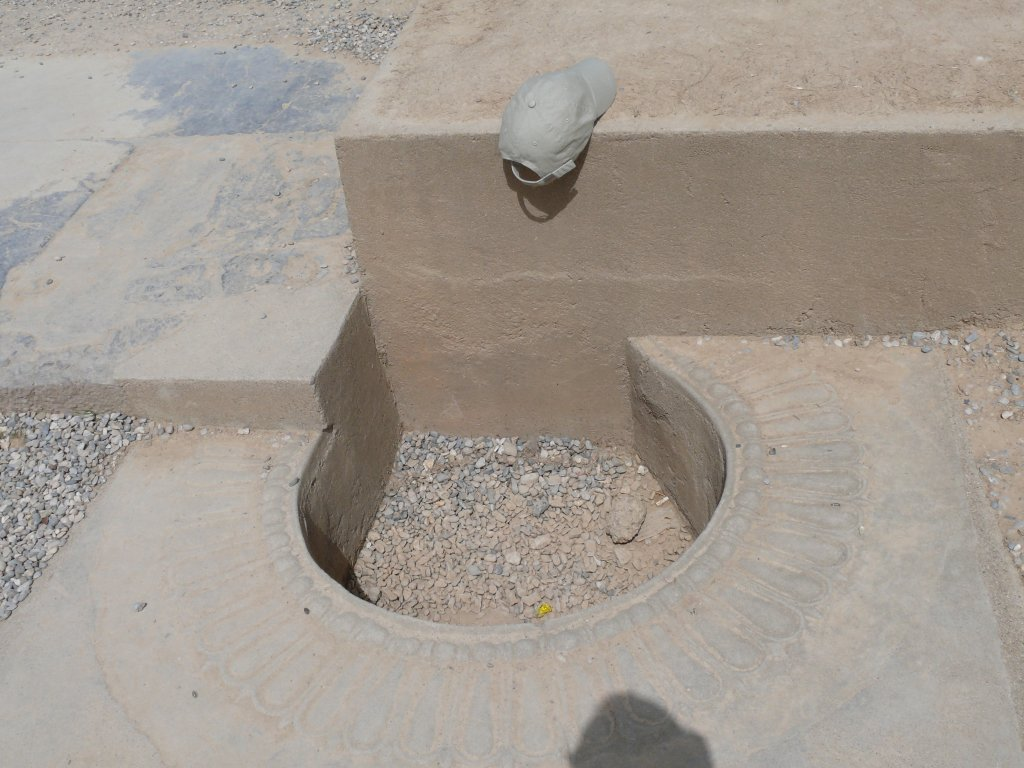
Hål till gångjärn till en dörr

### Huvudtrappan

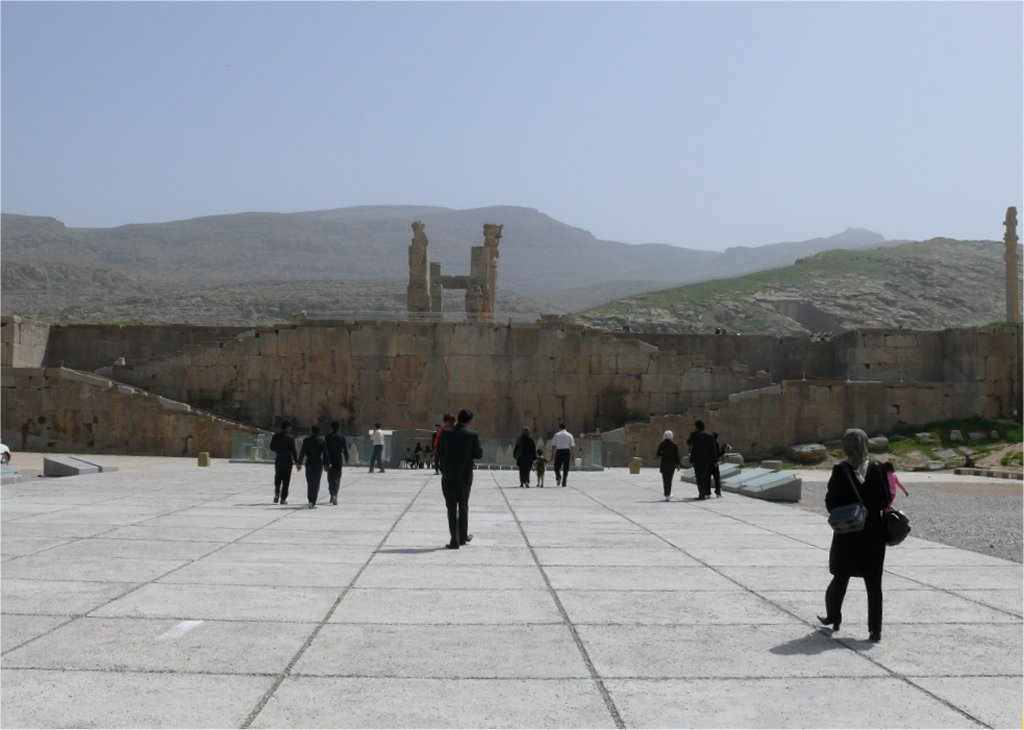
Huvudtrappan

Tillträdet till Terrassen skedde från västra fasaden med en symmetrisk monumental trappa med två trappavdelningar som går isär och sedan går ihop. Denna ingång lades till av Xerxes och ersatte den första ingången som var på södra sidan av terrassen. Trappan var den enda viktiga ingången. Sekundära ingångar kan ha funnits, i synnerhet på den östra sidan, som var lägre på grund av att marken sluttade. Trappan byggdes med massiva stenblock som var tillskurna och fastbultade. Varje trappavdelning omfattar 111 trappsteg, som var 6,9 m breda, 31 cm djupa, och sluttade 10 cm. Den svaga sluttningen gjorde det också möjligt för ryttare och hästar att beträda trappan. Vissa stenar har i sig själva samma storlek som fem trappsteg. Trappan avslutades upptill av trädörrar vars gångjärn svängde runt i urholkningar utskurna i grunden. Den mynnar ut mot en liten gård som vetter mot Alla nationers port.

### Alla nationers port

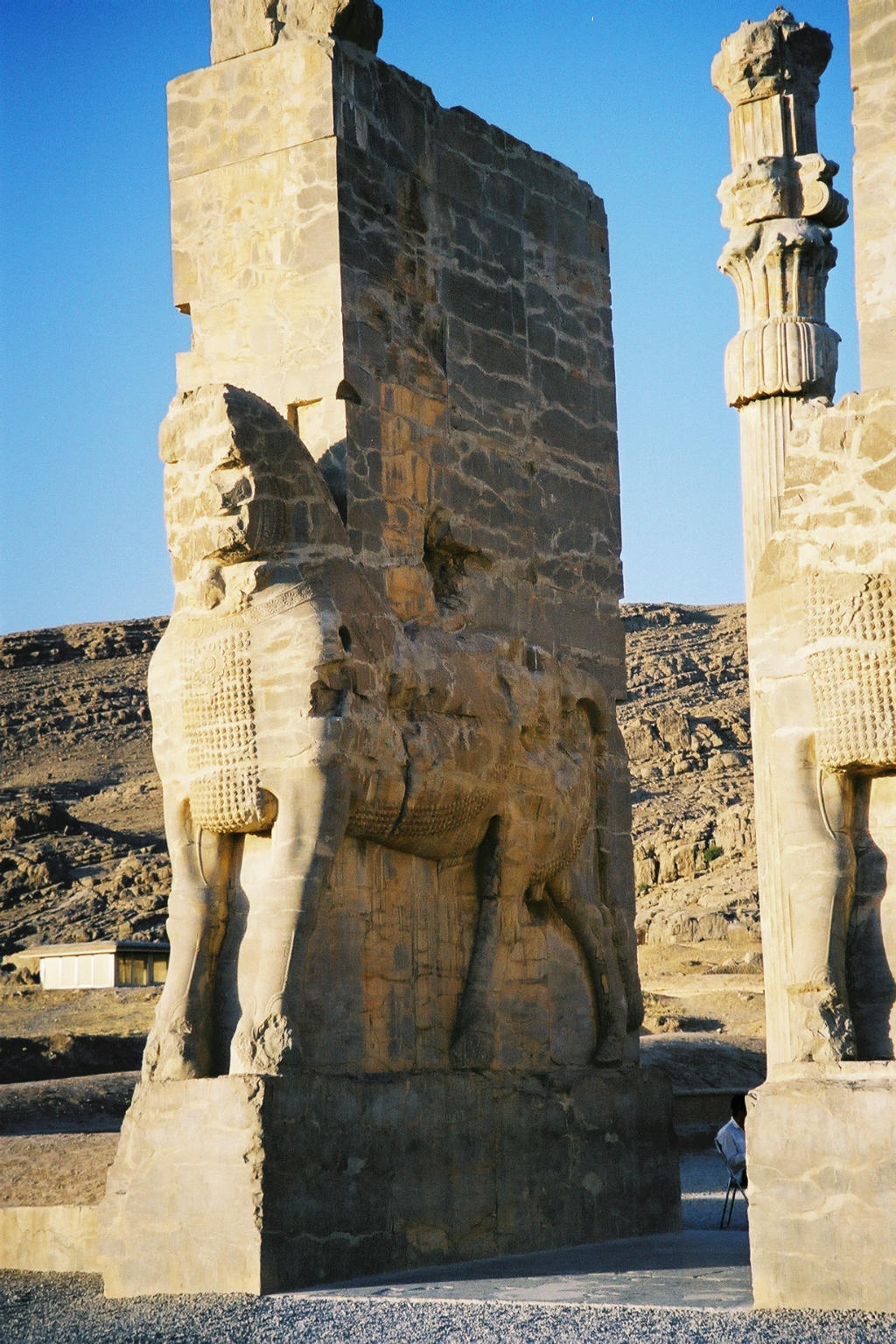
Tjurar vid Alla nationers port (tillträde från öster).

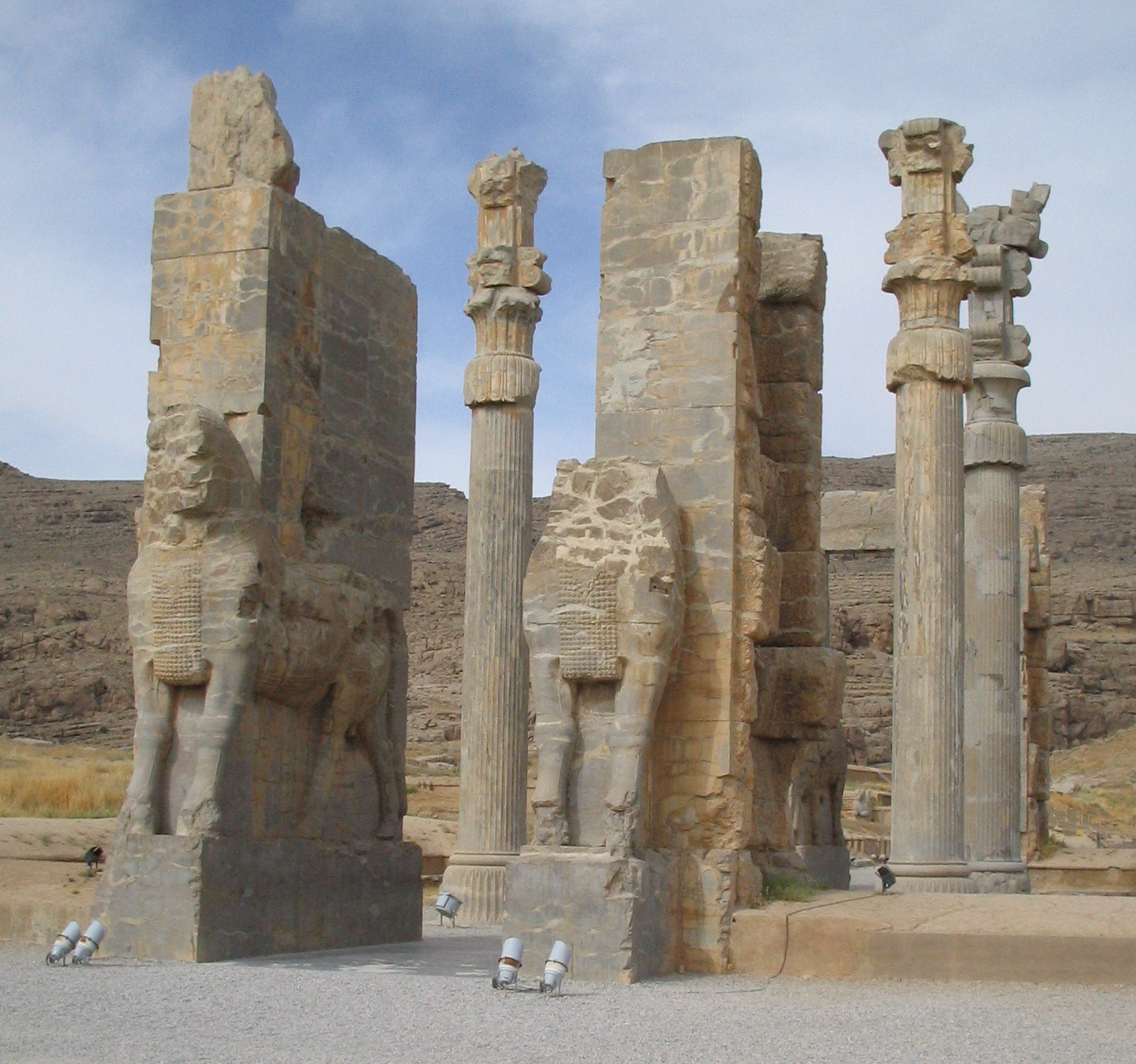
Alla nationers port (sedd från väster).

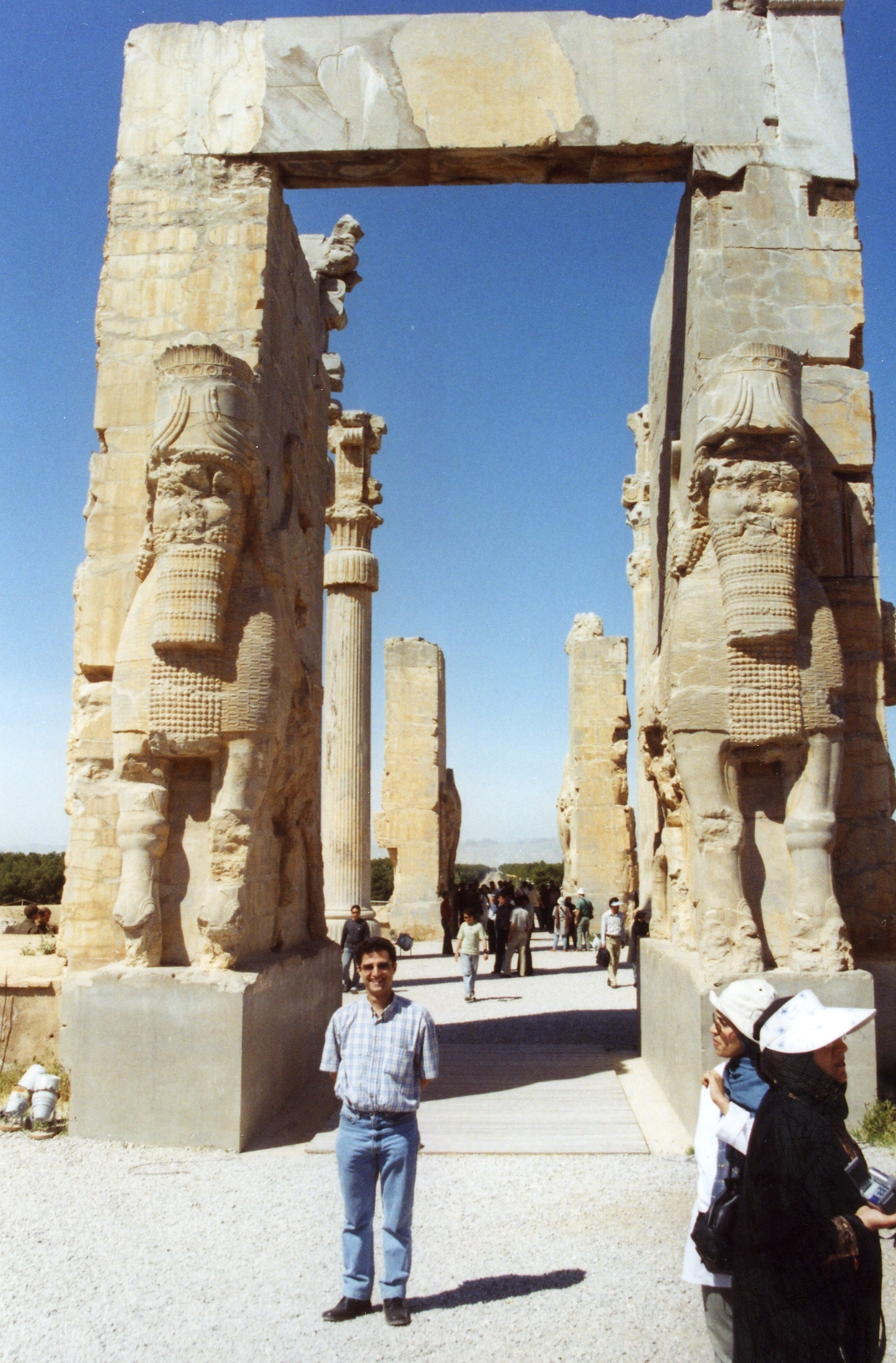
Tjurmänniskor vid Alla nationers port (tillträde från öster).

Alla nationers port, eller Xerxes port, uppfördes av Xerxes I, son till Dareios I. Det antagna byggnadsåret är 475 f.Kr.
Dess östra entré vaktas av två kolossala tjurar som bildar dörrposterna och är 55 m höga, inspirerade av assyrisk konst. Den vetter mot en central sal på 24,7 m². Marmorbänkar sträcker sig längs väggarna i salen, som ursprungligen var täckt. Dess tak stöddes på fyra 18,3 m höga kolonner, som symboliserade palmer, och vars skulpterade toppar avbildade stiliserade palmblad. Vid den västra ingången finns två utgångar: en mot söder som vetter mot Apadanas gård, och en mot öster som vetter mot processionsallén. Denna senare vaktas av ett par kolossalstatyer som avbildar bevingade tjurmän. Dessa beskyddande figurer finns också på kapitälen på kolonnerna i Tripylon. Man observerar också rester av fötter vid basen av dörrposterna till den ofullbordade porten. Varje ingång till Alla nationers port var stängd av en trädörr med två halvdörrar vars gångjärn svänger runt i hålrum som skurits ut i marken. Dörrarna var utsmyckade med dyrbara metaller.
En kilskriftsinskrift är ingraverad ovanpå tjurarna på den västra fasaden på de tre främsta språken i riket (fornpersiska, babyloniska och elamitiska): 

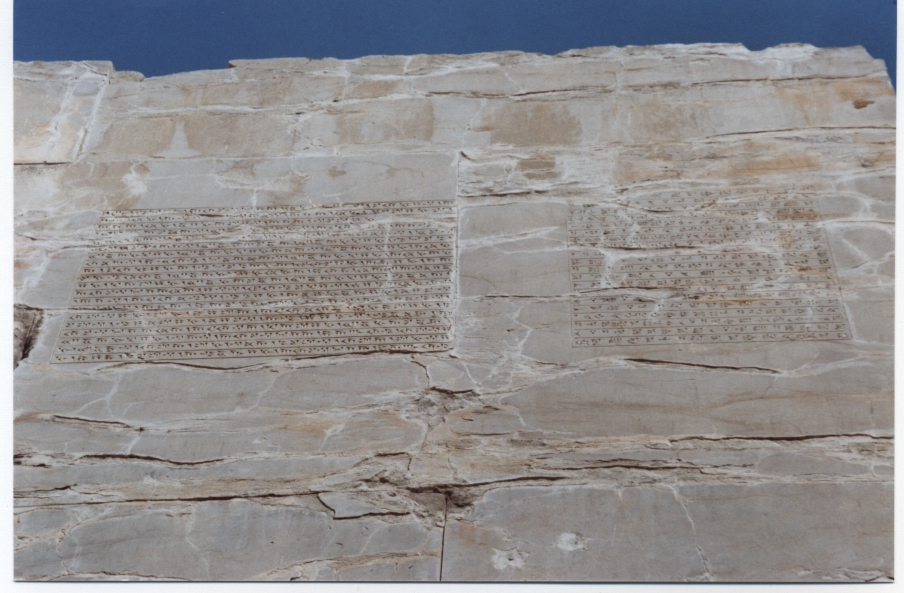
Alla nationers port: Kunglig kilskriftsinskrift av Xerxes

Ahuramazda är den store guden, som har skapat denna jord, som har skapat denna himmel, som har skapat människan, som har gjort Xerxes till kung, enda kung över många, enda regent över många.
" Jag är Xerxes, storkonungen, kungarnas kung, kungen av folken av många ursprung, kungen av denna stora jord i fjärran, son till kung Dareios akemeniden. "
Kung Xerxes tillkännager: "Tack vare Ahuramazda har jag gjort denna Alla folkens portik. Det finns mycket annat gott som har gjorts i detta Persien, som jag har gjort och som min far har gjort. Allt detta som dessutom har gjorts, som visade sig gott, allt det har vi gjort tack vare Ahuramazda."
Kung Xerxes tillkännager: "Må Ahuramazda skydda mig, liksom mitt rike, och det som jag har gjort, och det som min far har gjort, må Ahuramazda skydda detta också."
Denna inskrift ger alltså intrycket att Alla nationers port har kallats så av Xerxes med syftning på de många folk och riken som utgjorde det akemenidiska riket. Denna inskrift har också hittats ovanpå tjurmänniskostatyerna.

### Processionsallén och den ofullbordade porten
Processionsallén sträcker sig från väster till öster längs norra delen av Terrassen och leder från Alla nationers port till en liknande byggnad: Den ofullbordade porten (även kallad Det ofullbordade palatset), som kallas så därför att det sena bygget av den inte avslutades innan platsen förstördes av Alexander. Denna port återfinns alltså i Terrassens nordöstra hörn, och har fyra kolonner. Den mynnar ut mot en gård som vetter mot De hundra pelarnas sal. En dubbel vägg avgränsar allén på båda sidor och skyddar Apadana och de privata palatsen från insyn. I flyglarna finns vaktrum och förråd. Endast de låga delarna av dessa murar består idag, men vissa anser att de nådde samma höjd som tjurmänniskostatyerna. I en alkov på en sida av allén kan två delvis restaurerade griphuvuden ses, som aldrig verkar ha varit uppställda på kolonner. De kan ha varit avsedda för en ytterligare byggnad.

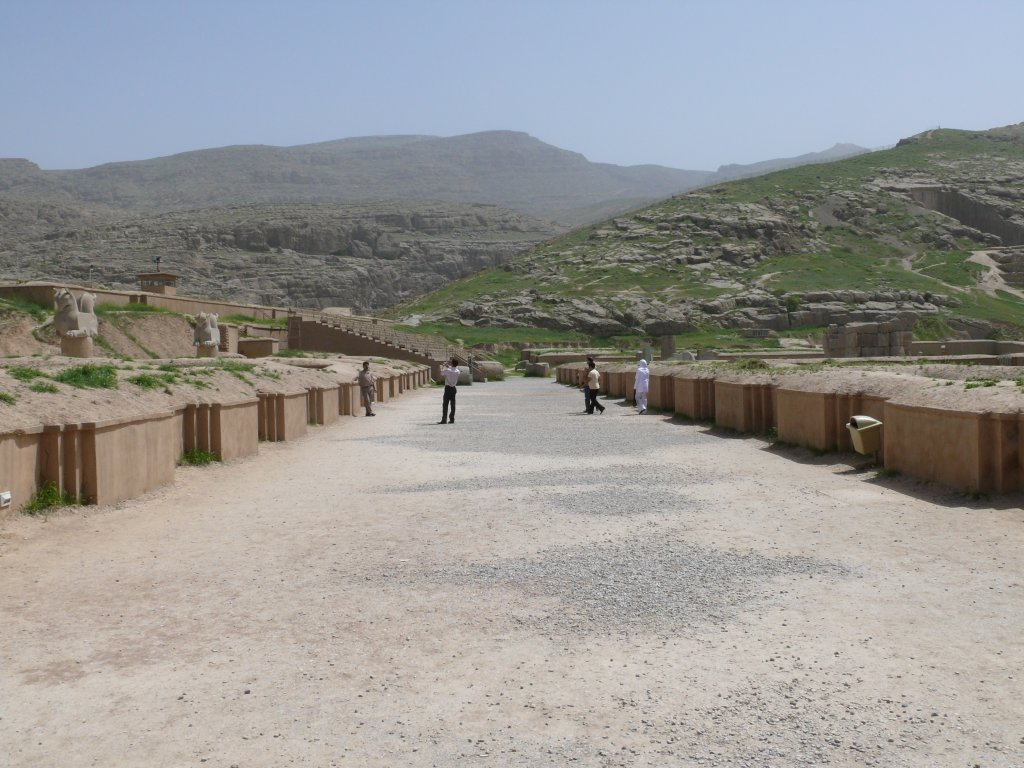
Processionsallén (sedd från väster)
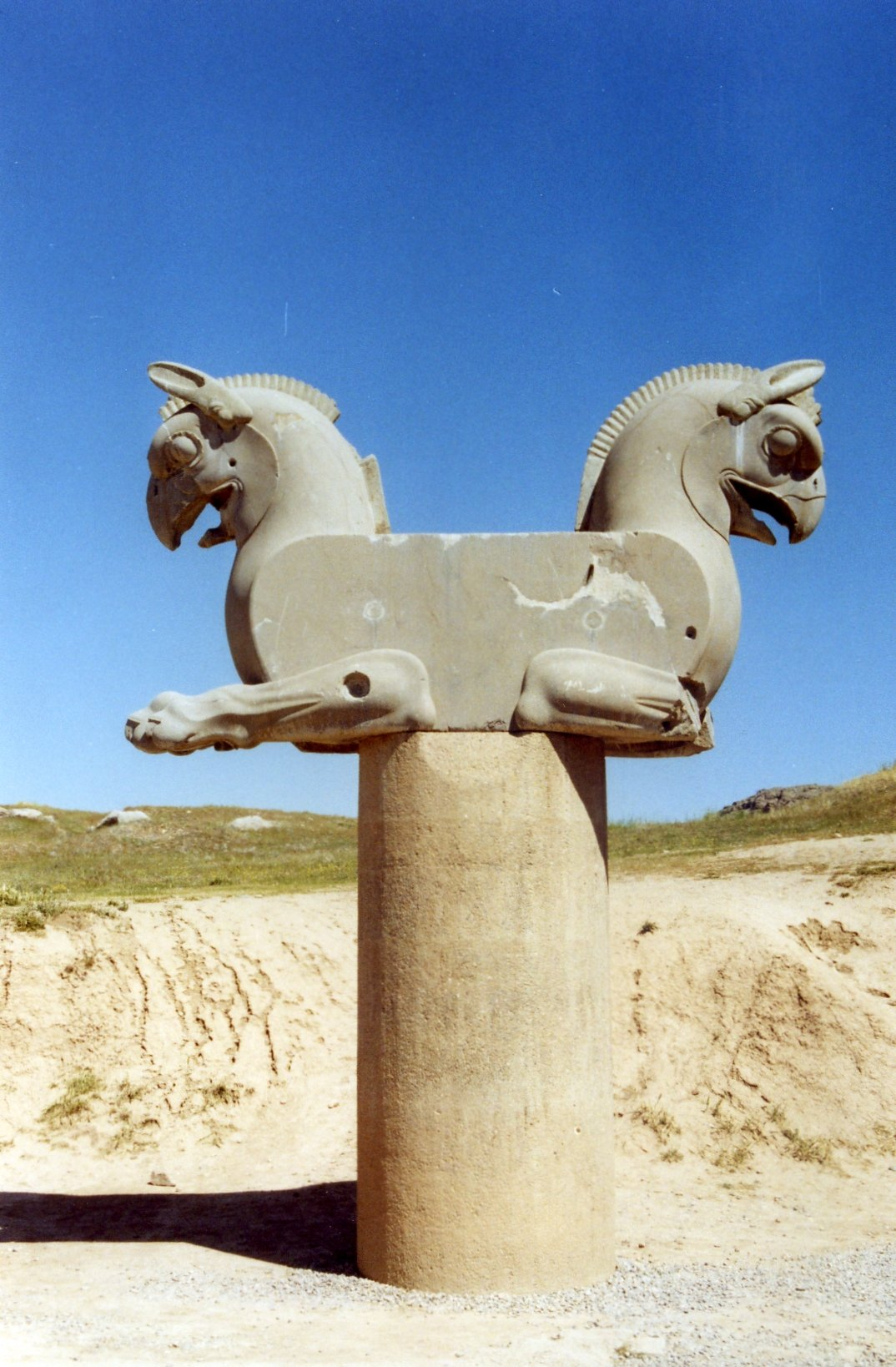
Kapitäl med gripfigurer (processionsallén)
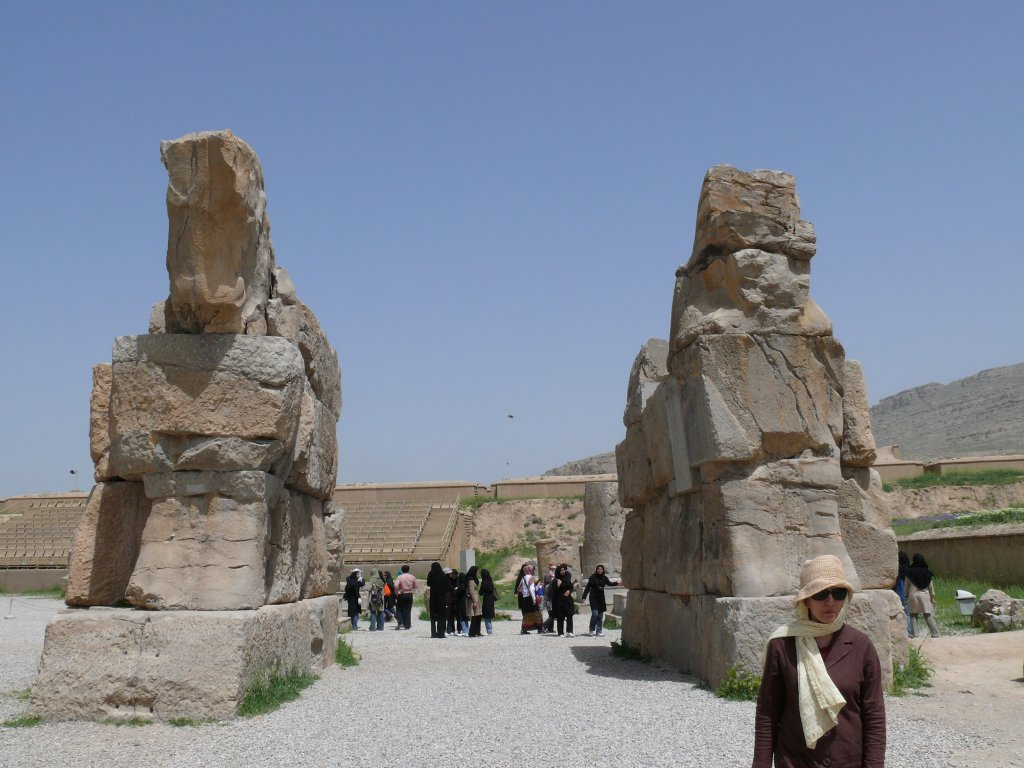
Ofullbordade porten (sedd från söder)

### Apadana

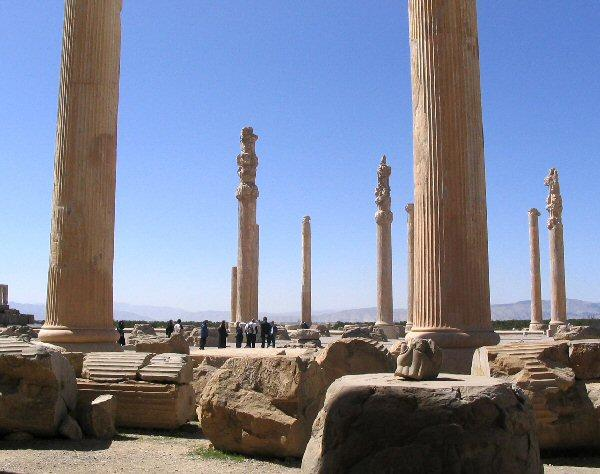
Joniska kolonner och delar av kolonner (Apadana)

Apadana (eller Dareios audienssal) uppfördes av Dareios den store. Året då den började byggas var 515 f.Kr., enligt två tavlor av guld och silver som har hittats i stenkistor som var införda i grunderna. Dareios lät där rista in sitt namn och en uppräkning av sitt rike. Bygget ska ha varat länge och blivit fullbordat under Xerxes I. Apadana är tillsammans med De hundra pelarnas sal det största och mest komplexa av de monumentala byggnaderna i Persepolis. Den är belägen i mitten av den västra delen av Terrassen. Den är placerad på en hög nivå och är tillgänglig genom två monumentala trappor i dubbla symmetriska och parallella ramper, som flankerar de norra och östra sidornas byggnadsgrund.

#### Palatset

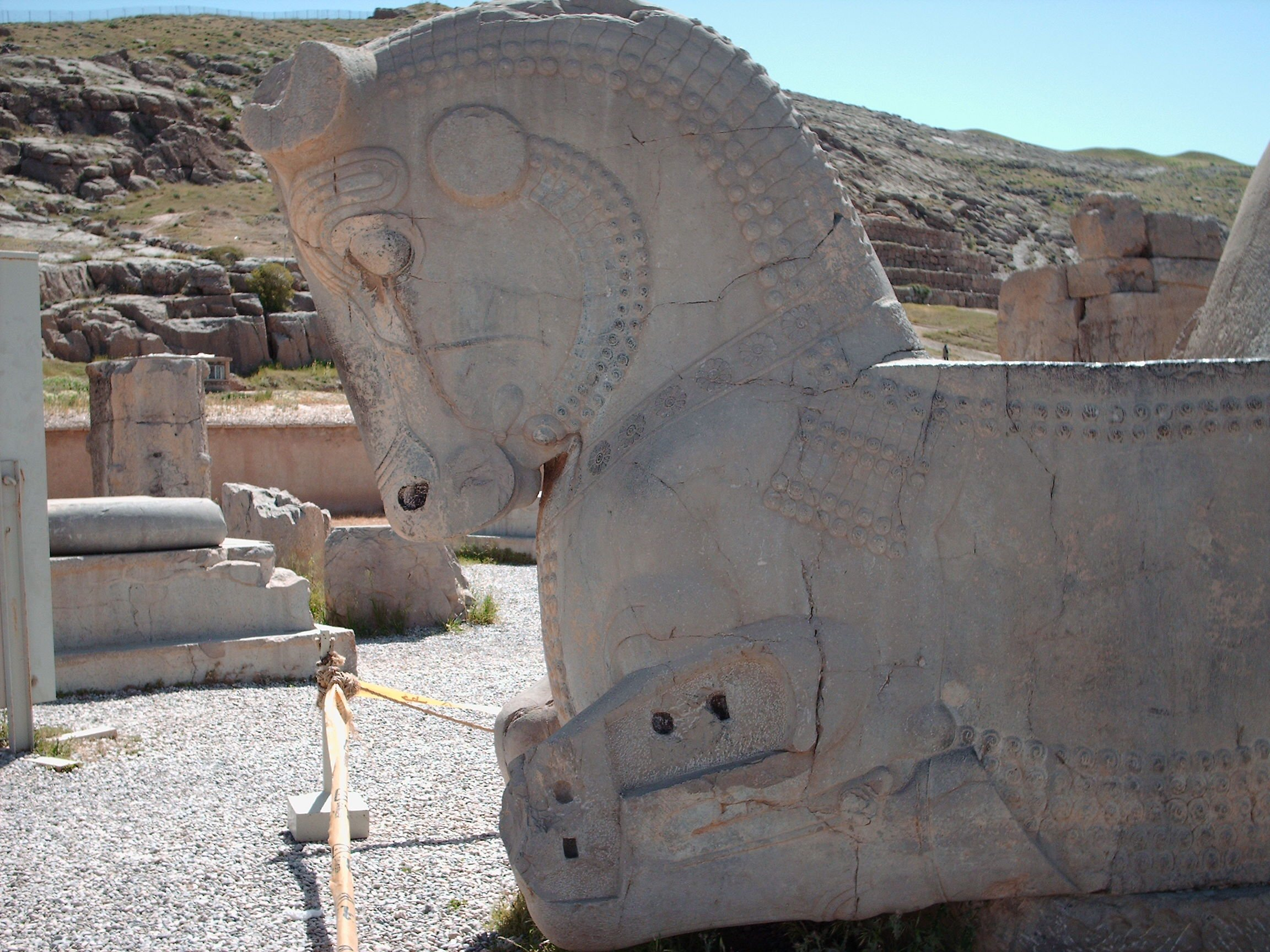
Kapitäl med bild av en tjur (Apadana)

Palatset har en kvadratisk plan med 60,5 m långa sidor. Det innehöll 72 kolonner av vilka 13 fortfarande står upprätt. Kolonnerna är nästan 20 m höga och restes troligen med hjälp av jordramper som möjliggjorde att föra in och sedan ställa upp stenarna till önskad höjd. Ramperna restes troligen allteftersom kolonnerna flyttades fram, och sedan tömdes jorden. Ett vittnesmål om det joniska inflytandet är att Apadanas kolonner uppvisar samma diameter och liknande höjd som de i Hera-templet på Samos, och dessutom har de likartade kannelyrer.

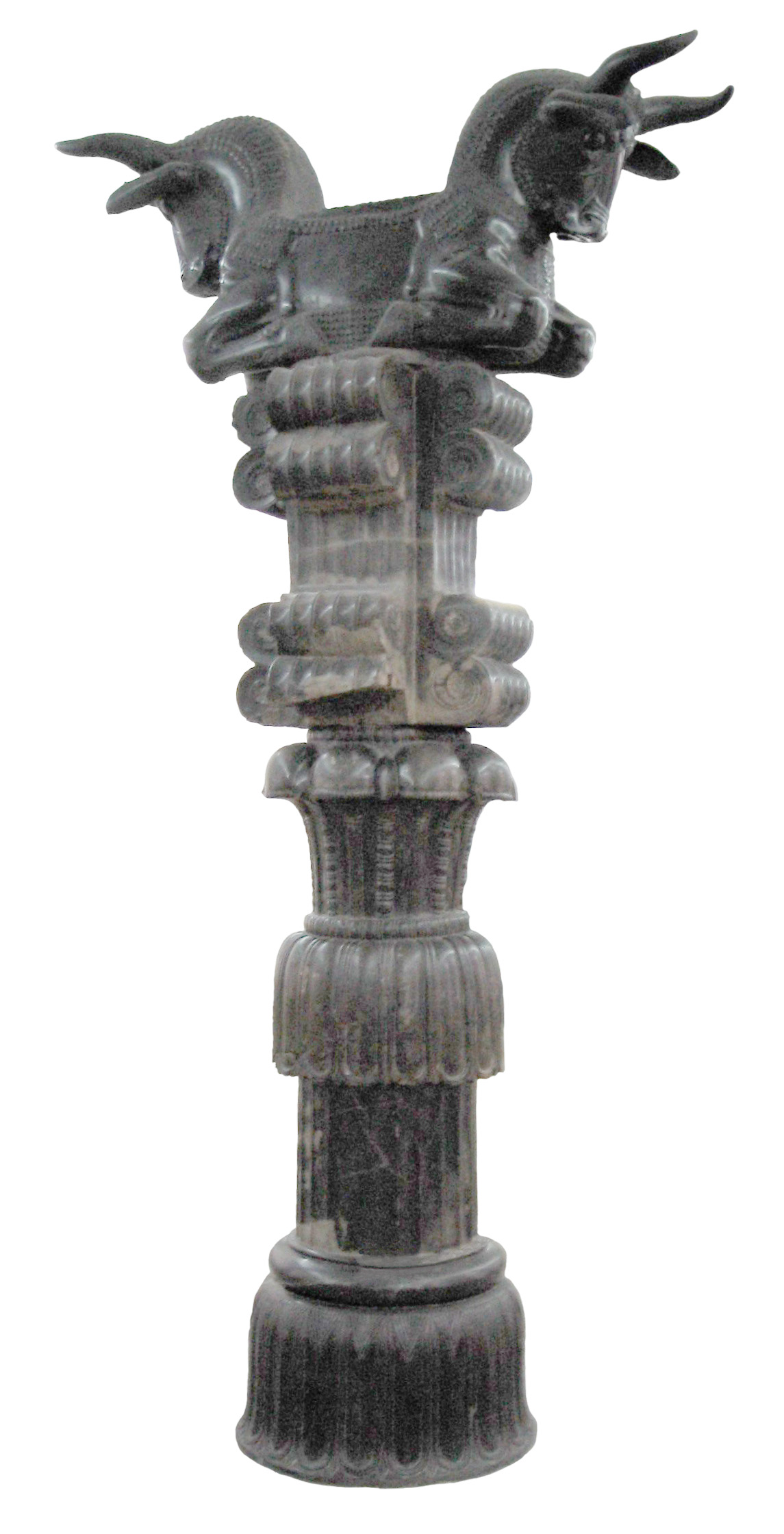
Delar i grå marmor, återmonterade på en kolonn i Apadana. Irans nationalmuseum, Teheran

De inledande planerna för palatset var mycket enkla: då Persepolis trappa och Alla nationers port hade uppförts längre bort blev en ingång till palatset från norr nödvändig. Detta förklarar tillägget av en trappa på den norra sidan av husgrunden. Den centrala delen, en stor hypostylsal av kvadratisk form, hade 36 kolonner ordnade i sex rader. 
Den omges i väster, i norr och i öster av tre rektangulära portiker som var och en har tolv kolonner ordnade i två rader. Den södra delen består av en serie små rum, och vetter mot Dareios palats, Tachara. Hörnen upptogs av fyra torn. Dessa hörnelement garanterade effektivt stöd mot vinden för utomhusutrymmen.

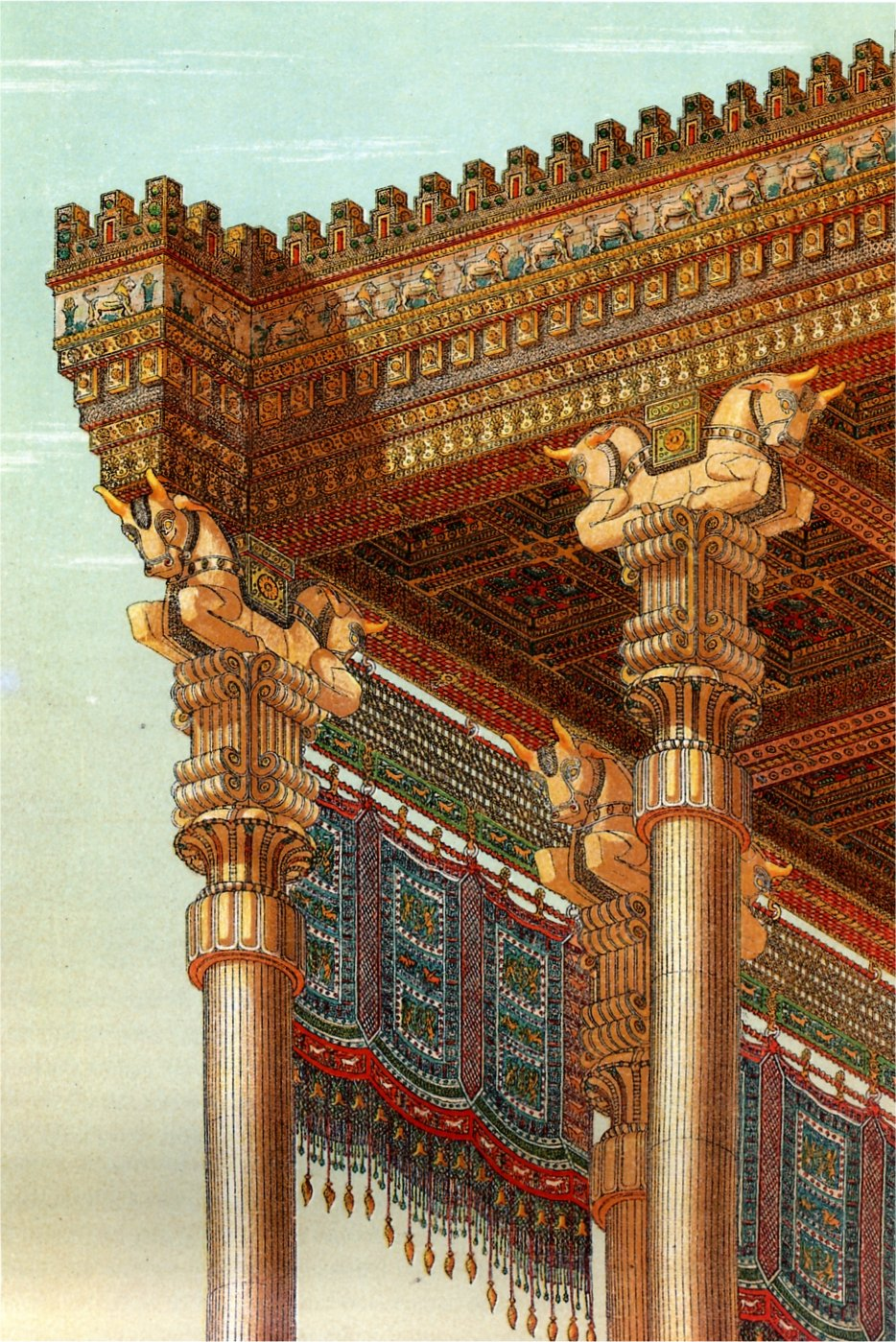
Apadanas tak, av Charles Chipiez (1884)

Taket stöddes på bjälkar som vilade på skulpturer av tjurar och lejon. Dessa figurer var ställda mot varandra och bildade på så vis ett ställ på vilket en huvudbjälke var placerad. De två huvudena gjorde på så sätt en utbuktning i sidled på omkring en meter. Även tvärlagda bjälkar låg direkt på huvudena, stabiliserade av det skulpterade djurets öron eller horn. Dessa djurelement var fästa med järnbultar. Tvärbjälkarna förband kolonner i närliggande rader, medan de kvarvarande utrymmena var täckta av sekundära bjälkar. Helheten var kalfatrad och täckt av ett lager murbruk av torkad gyttja. Bjälkarna var av ek, ebenholts och Libanonceder. Användningen av lätta tak i ceder som ansluter sig till de joniska kolonnadteknikerna tillåter friläggning av ett betydande utrymme: mittlinjen mellan kolonnraderna i Apadana är 8,9 m, för ett förhållande mellan kolonnernas diameter och avstånd mellan pelarskaften på endast 1 för 3,6. I jämförelse är förhållandet för hypostylsalen i Karnak 1 för 1,2. Stiliseringen av pälsen visar en vilja att frigöra sig från realismen för emblematiska djur.

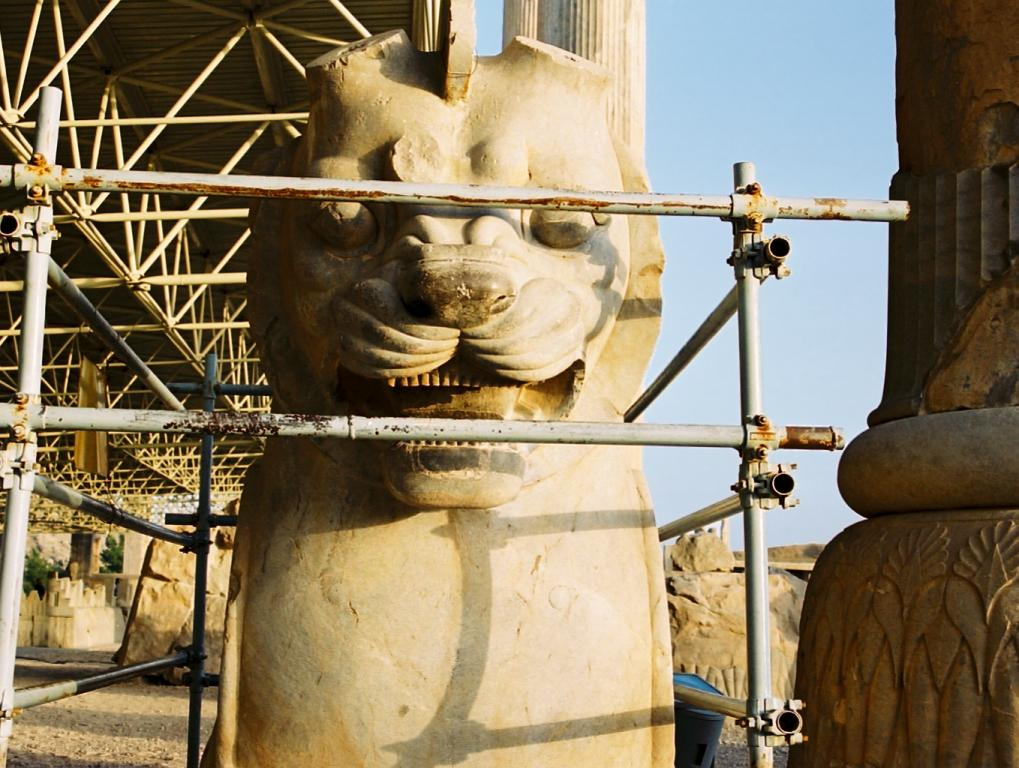
Kapitäl med lejonfigur (Apadana)

Helheten var rikt målad, som visas av många spår av pigment som har hittats på baserna till vissa kolonner, väggarna och relieferna i trapporna. Det inre av gapet på ett skulpterat lejon bär fortfarande distinkta spår av röd färg. Väggarna var täckta av ett lager stuck, av vilket fragment har återfunnits, och utsmyckade med väggbonader broderade i guld, stensatta med keramik och dekorerade med målningar som avbildar lejon, tjurar, blommor och växter. Trädörrarna och bjälkarna bar också guldplåtar, infattningar av elfenben och dyrbara metaller. Kapitälen på kolonnerna var olika utsmyckade beroende på deras positioner: tjurar för kolonnerna i mittsalen och norra portiken, andra djurfigurer för östra och västra portikerna.

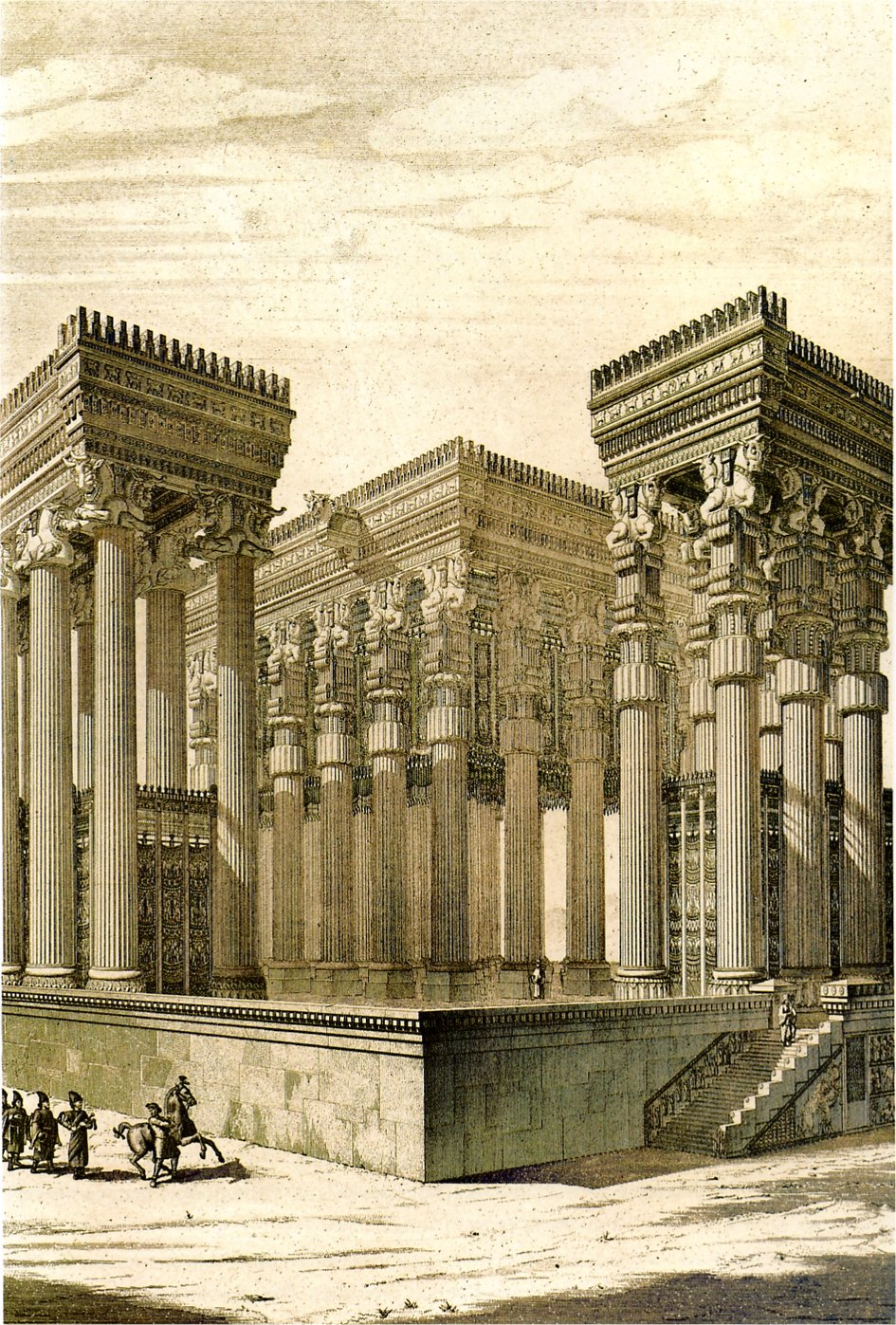
Rekonstruktion av Apadana, av Charles Chipiez (1884)

Enligt arkeologen David Stronach motsvarar utformningen av ett palats som Apadana två huvudsakliga funktioner. Dess storlek möjliggör mottagande av 10 000 personer, vilket garanterar en viktig audiens hos kungen. Å andra sidan tillät dess upphöjning kungen att observera ceremonier och parader som ägde rum på slätten.
De utgrävningar som har genomförts i Susa, i ett palats som också uppfördes för Dareios I, har visat en stenhäll i Apadana, som fanns i palatsets axel i förhållande till den södra muren. En jämförelse har visat att de två palatsen upprättats efter liknande principer och det är troligt att det fanns en tron fäst i grunden även i Persepolis Apadana. Dessutom tillät två närliggande passager kungen att dra sig tillbaka till de kungliga våningarna i närheten.

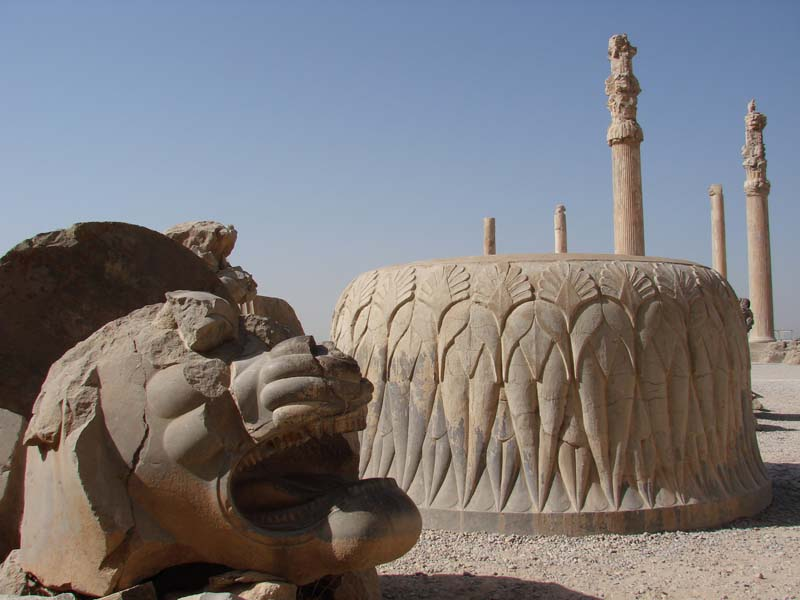
Lejonhuvud och klockformad bas av kolonn (Apadana)

När Alexander den store brände ned Persepolis störtade Apadanas tak samman åt öster, vilket skyddade relieferna i denna del från nötning under närmare 2100 år. Ett massivt lejonhuvud har återfunnits i en grop nära muren som skiljer Apadana från De hundra pelarnas sal. Det tycks ha haft som funktion att bära upp viktig takbjälke. Det är dock inte förklarat varför den fanns i en grop under marknivån. En replik av Apadanas portik finns i museet på platsen och ger en idé om palatsets storslagenhet.

#### Östra trappan

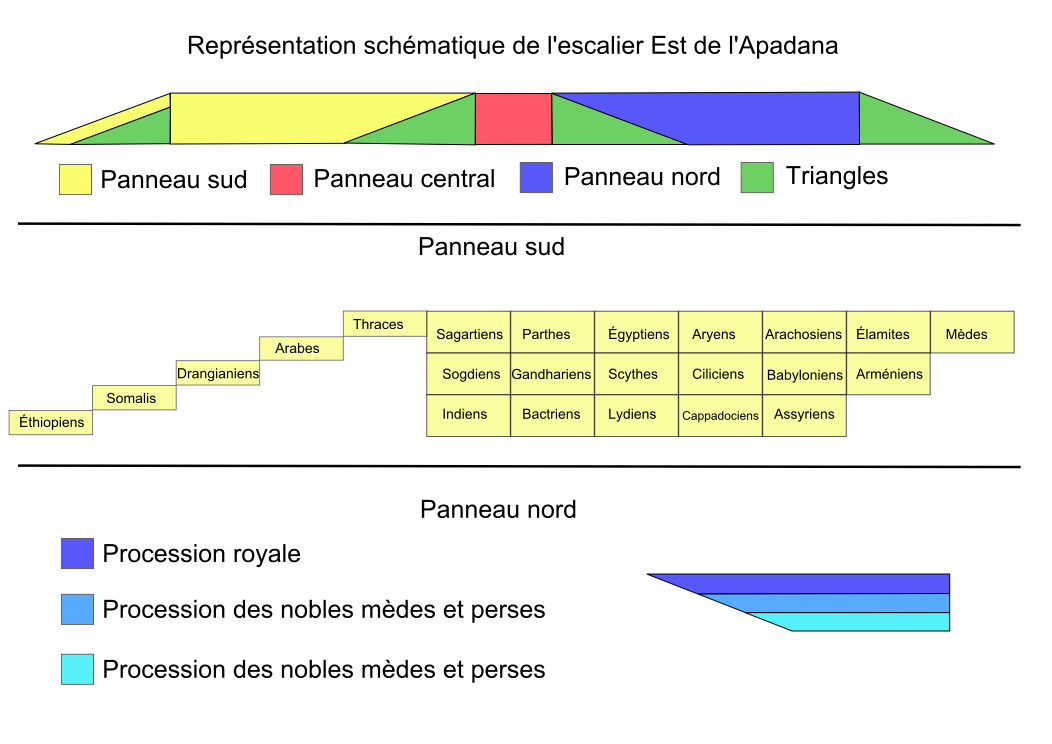
Schema över östra trappan i Apadana

Den östra trappan, som täcktes av skräp från Apadanas brända tak, har bevarats märkvärdigt väl. Den är uppdelad i paneler (norra, centrala och södra) och i trianglar under trappstegen. Den norra panelen visar mottagning av perser och meder. Den södra panelen visar mottagning av personer som tillhör de underlydande nationerna. Trappan omfattar många fruktbarhetssymboler: skott och blommor av granatäpple, rader avdelade av blommor med tolv kronblad, och träd och frön som dekorerar trianglarna. Träden, furor och palmer, symboliserar palatsets trädgårdar. Panelerna bär inskrifter som anger att Dareios har byggt palatset och att Xerxes har färdigställt det och bett Ahuramazda att försvara landet från svält, förräderi och jordskalv. Personerna i relieferna iakttar en stolt hållning. De etniska kännetecknen är noggrant överförda, och detaljerna är utarbetade med finess: pälsar, skägg och hår är avbildade i små ringar och kläder och djur karakteriseras med noggrannhet. En undersökning av oavslutade scener talar för en utposterad organisation för arbetet, som engagerade specialiserade hantverkare (ansikten, frisyrer, smycken).

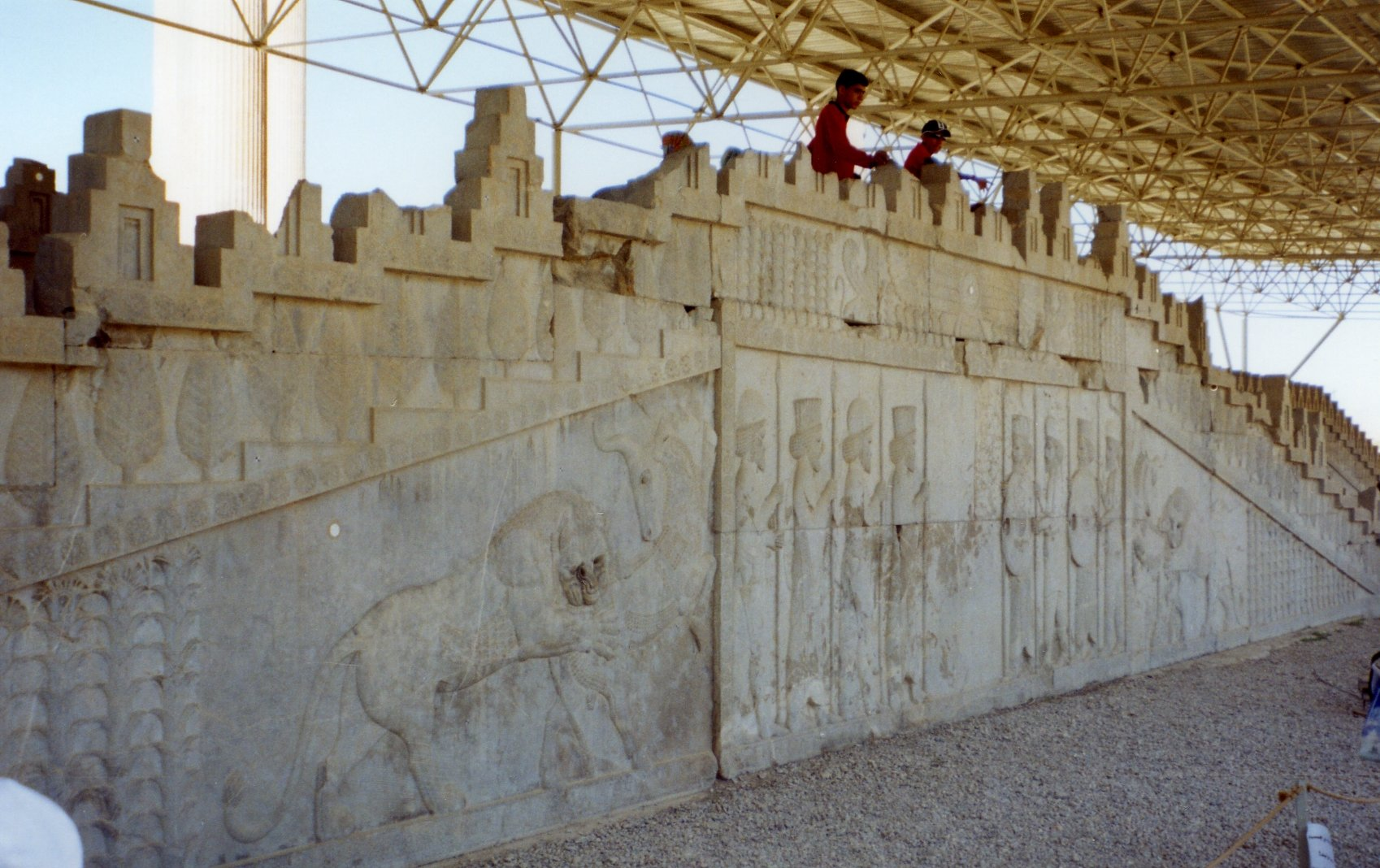
Mittpanelen och dess trianglar (Apadana, östra trappan)

Konstnärerna och arbetarna som deltog i bygget hade ingen kreativ frihet, utan var tvungna att rigoröst följa de instruktioner som lämnades av kungens rådgivare. Genomförandet av verken följde ett program som inte lämnade något utrymme för improvisation. Friserna, som till en början var mångfärgade, svarade på fastställda befallningar från regenten och värdesattes för ordning och stränghet. Dessa kännetecken medförde en statiskhet i avbildningarna som leder tanken till de assyriska palatsens ortostater. Fördelningen i fastställda rader och de avbildades stelhet avspeglar inflytande från den stränga joniska stilen.
Trianglar och mittpanel.
Trianglarna upptas av reliefer som symboliserar nyåret: ett lejon som slukar en tjur. Vårdagjämningen visar en himmel där stjärnbilden Lejonet står i zenit, medan Oxen försvinner vid den södra horisonten. Nouruz markerar början av jordbruksarbetet efter vintern. Mittpanelen har religiös betydelse. Den visar Ahuramazda vaktad av två gripar med människohuvuden, som höjer sig över fyra persiska och mediska vakter. Perserna håller en typisk rund sköld i vänster hand och assegajer i höger hand.

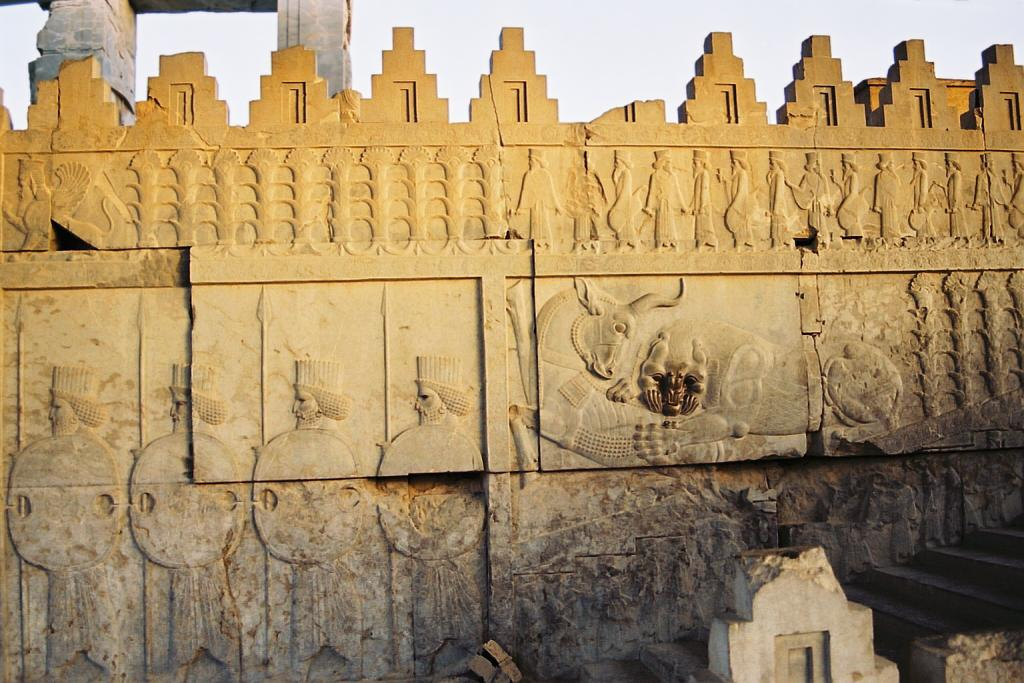
Kam utsmyckad med tandade tinnar (Apadana, östra trappan)

Liksom på de andra relieferna på platsen är de persiska vakterna klädda i en lång draperad kappa, och bär räfflade huvudbonader. Mederna bär korta mantlar och byxor, och har runda eller veckade mössor, ibland med en svans.
Norra panelen.

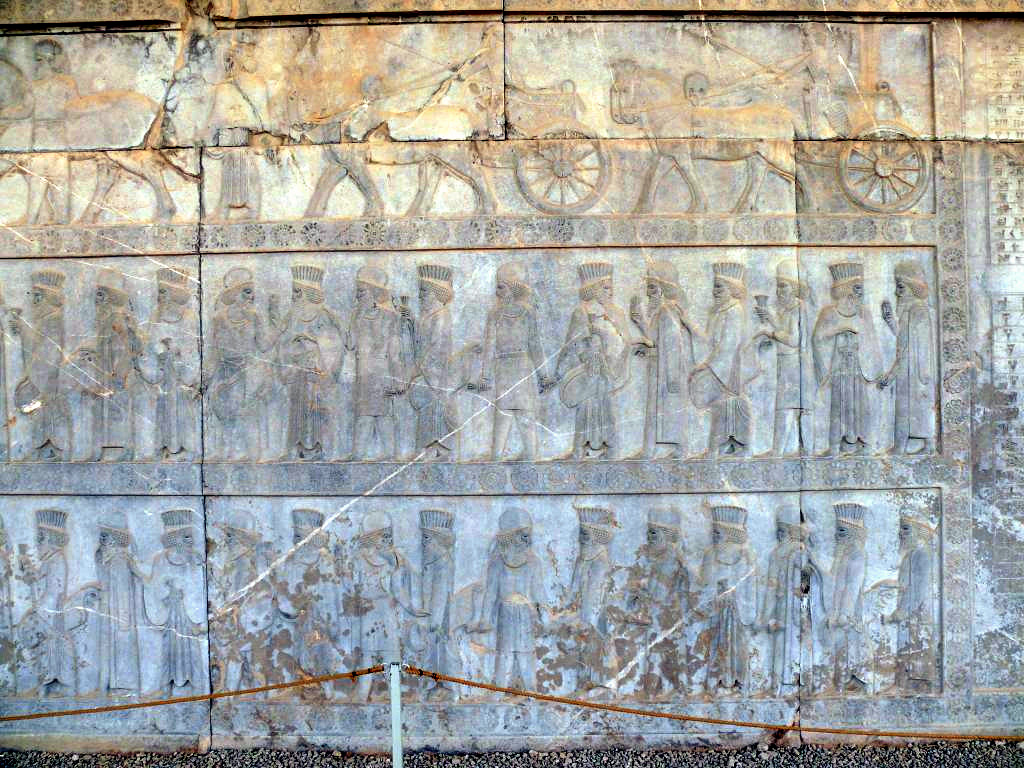
De tre delarna på den norra panelen (Apadana, östra trappan)

Den norra panelen är indelad i tre delar och visar mottagandet av det nya året under formen av en parad.
Från mitten mot den norra utkanten visar den övre delen "Odödliga" som följs av en kunglig procession. De Odödliga bär mössa och är utrustade med lansar och pilkoger. Den kungliga processionen utgörs av en medisk ämbetsman som går framför tjänare och därefter bärare av kungliga tronen. Den kungliga tronen bärs med hjälp av bälten på bärarnas axlar. Själva tronen utgörs av en ram av skulpterat trä, vars fötter har formen av djurtassar. En tjänare bär trappstegen som användes av kungen, som inte fick röra marken. Dess fördärvade ben bär spår av en reparation som fästs med järnklampar. Processionen följs av den ansvarige medern i de kungliga stallen, i täten för kungens hästar som var och en leds av en page. Hästarna är fint utarbetade så att detaljer av betslen är synliga. Kortegen avslutas av två vagnar som leds av en elamit. Draghästarna är mindre och finare än de som föregår dem, och är alltså av en annan ras. De drar två vagnar vars hjul har tolv ekrar (som symbol för årets tolv månader) och vars vagnsaxlar är snidade. Den första vagnen skiljer sig från den andra: lejon skulpterade på lådan tycks ange att det rör sig om ett jakt- eller krigsspann.

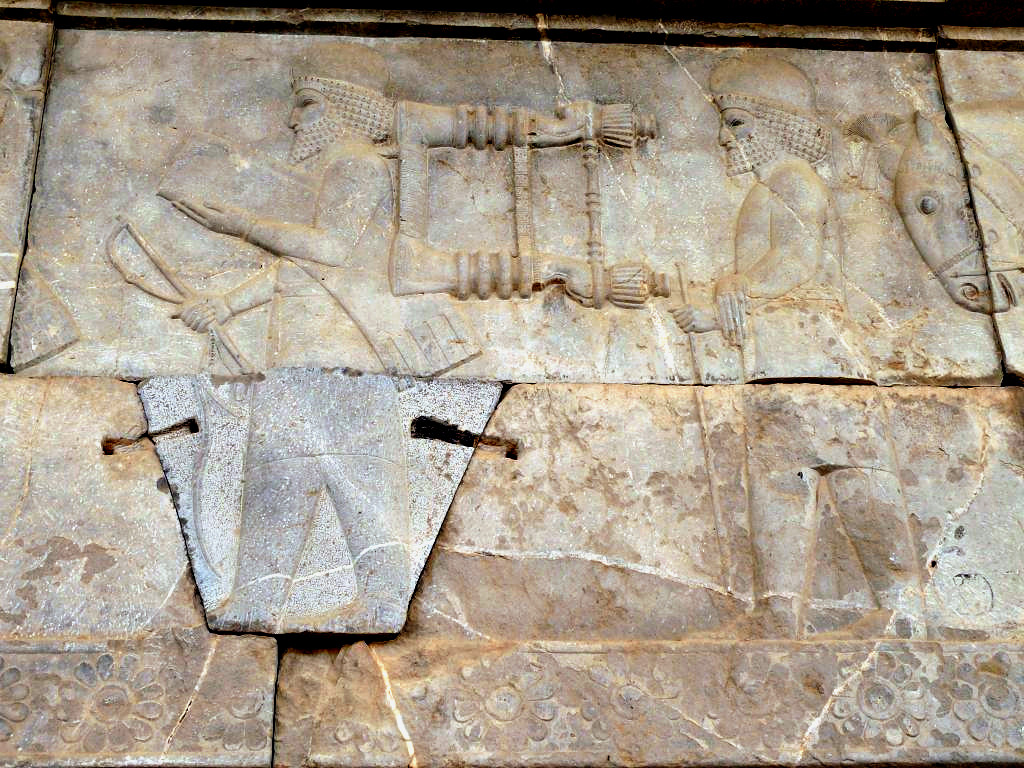
Bärare av kungatronen (samtida reparation med hjälp av metallspännen) (Apadana, östra trappan)

De lägre och mellersta delarna visar också Odödliga som följs av omväxlande persiska (med räfflade eller befjädrade huvudbonader) och mediska (rundade huvudbonader med liten svans) adelsmän. Vissa bär bagage, andra groddar och blommor av granatäpplen. De subtila skillnaderna i deras kläder och smycken antyder olika funktioner eller bestämmelser. Adelsmännen är avbildade diskuterande och leende. Deras attityd är avspänd och inte ceremoniös. Ibland håller de varandra i hand och vänder sig mot varandra, eller lägger handen på den föregåendes axel i välvilliga attityder som symboliserar deras enighet.

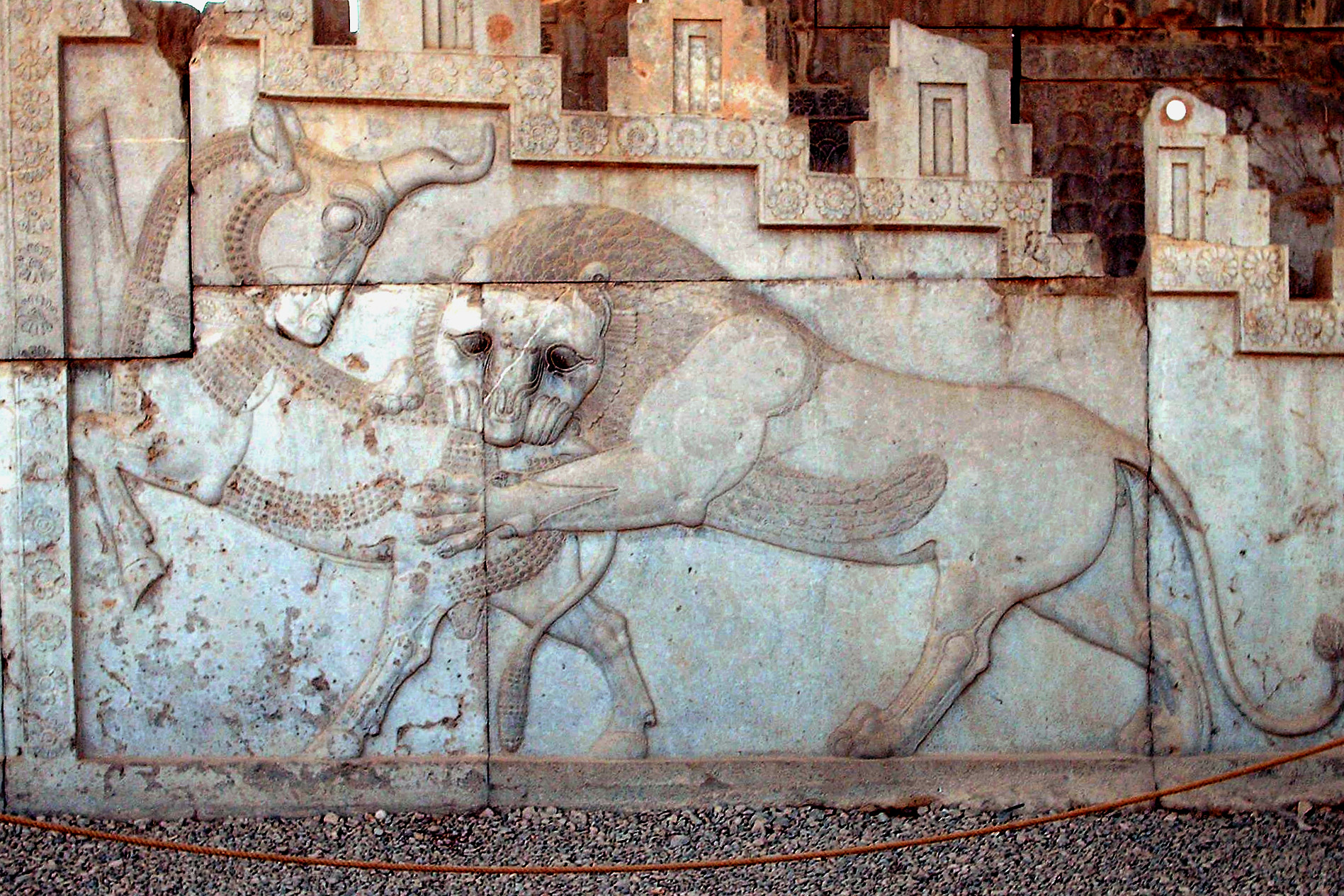
Triangel (Apadana, östra trappan)

De Odödliga på den lägre delen av reliefen är perser. De är beväpnade med lans, pilbågar och koger. Var och en trampar på ett trappsteg i en avbildning av uppgång. De i den mellersta delen bär mössa och är bara beväpnade med lansar.
Södra panelen.
Södra panelen är anmärkningsvärd eftersom den avbildar ankomsten av delegationer från tjugotre underkuvade nationer, som omväxlande leds av persiska och mediska vägledare. Delegationerna skiljs från varandra av furor och vägledaren leder den främste delegaten vid handen. Kvaliteten i utförandet skiljer sig för varje arbete. Alla reliefer har inte polerats och detaljgraden är varierande. I defileringen förekommer nästan 250 personer, fyrtio djur, samt ett antal vagnar. Panelens avdelningar är 90 cm höga och har en total längd från ände till ände på 145 m.

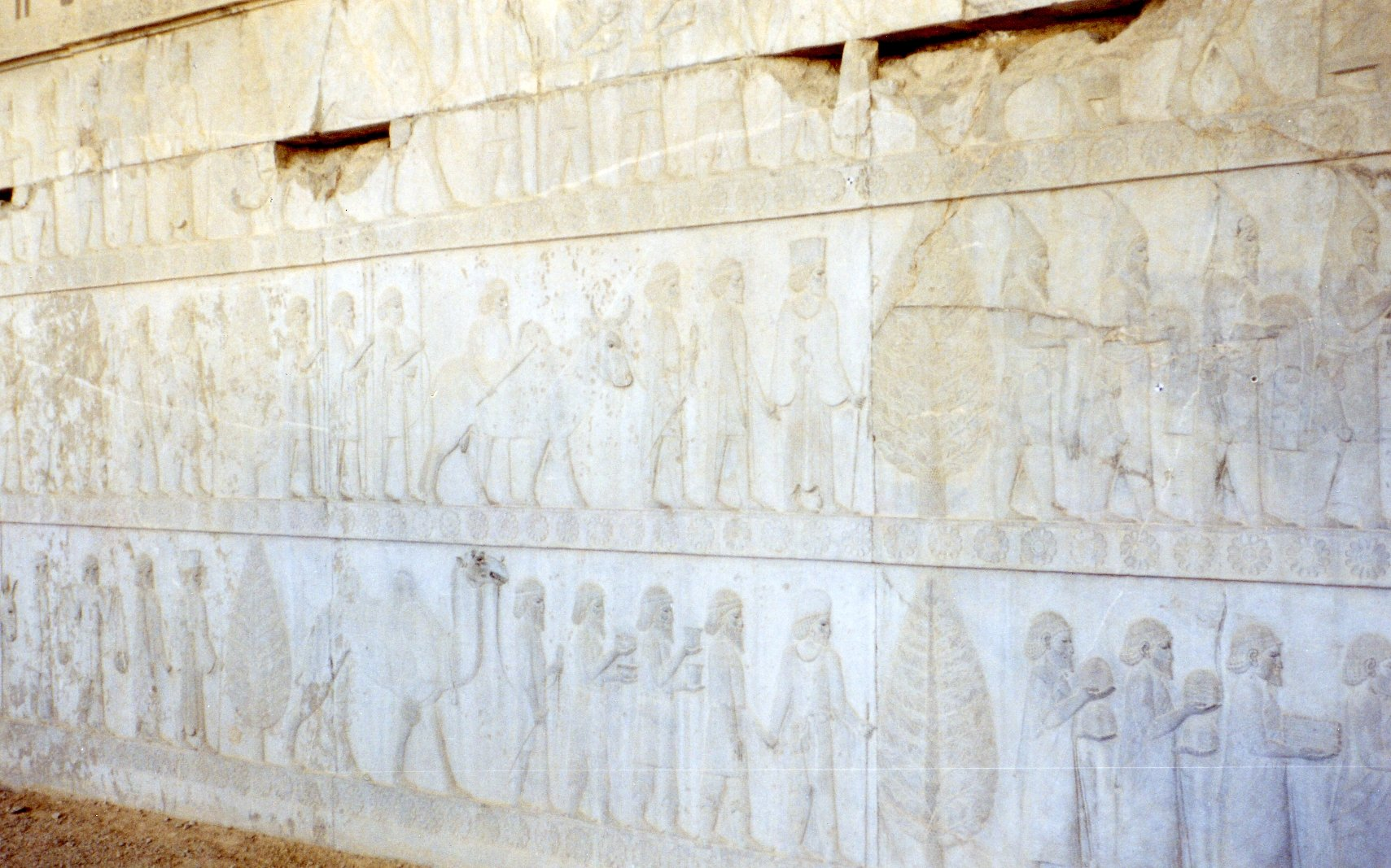
Delegationer från underkuvade nationer (Apadana, östra trappan)

Enligt Dutz är symbolerna i Persepolis tunga på mening och deras ordning har inte upprättats av en tillfällighet. Bildernas organisation skulle alltså kunna motsvara en vedertagen ordning. Det går inte att veta om en sådan ordning följer en bestämd följd genom de horisontella eller de vertikala raderna (se schema). I vartdera fallet skulle det framträda tydligt att mederna är de första och etiopierna de sista. Inget av de möjliga arrangemangen följer den ordningsföljd i listan över satrapier som ges i kungens inskrift. Anordningen av delegationerna tycks inte heller följa ordningen för de olika satrapiernas införlivande i riket. Däremot skulle det kunna vara en funktion av den restiden som skiljer dem från Persepolis. Detta resonemang stödjer sig på Herodotos skrifter: 
" av alla nationer ärar perserna i första hand dem som bor närmast dem själva, i andra hand dem som är mer avlägsna, och har minst uppskattning för dem som är längst borta ". Man vet genom tavlorna i skattkammaren att de offer som bärs av delegationerna inte motsvarar en beskattning. De utgör alltså antingen gåvor ämnade för kungen eller ett ceremoniellt bruk.

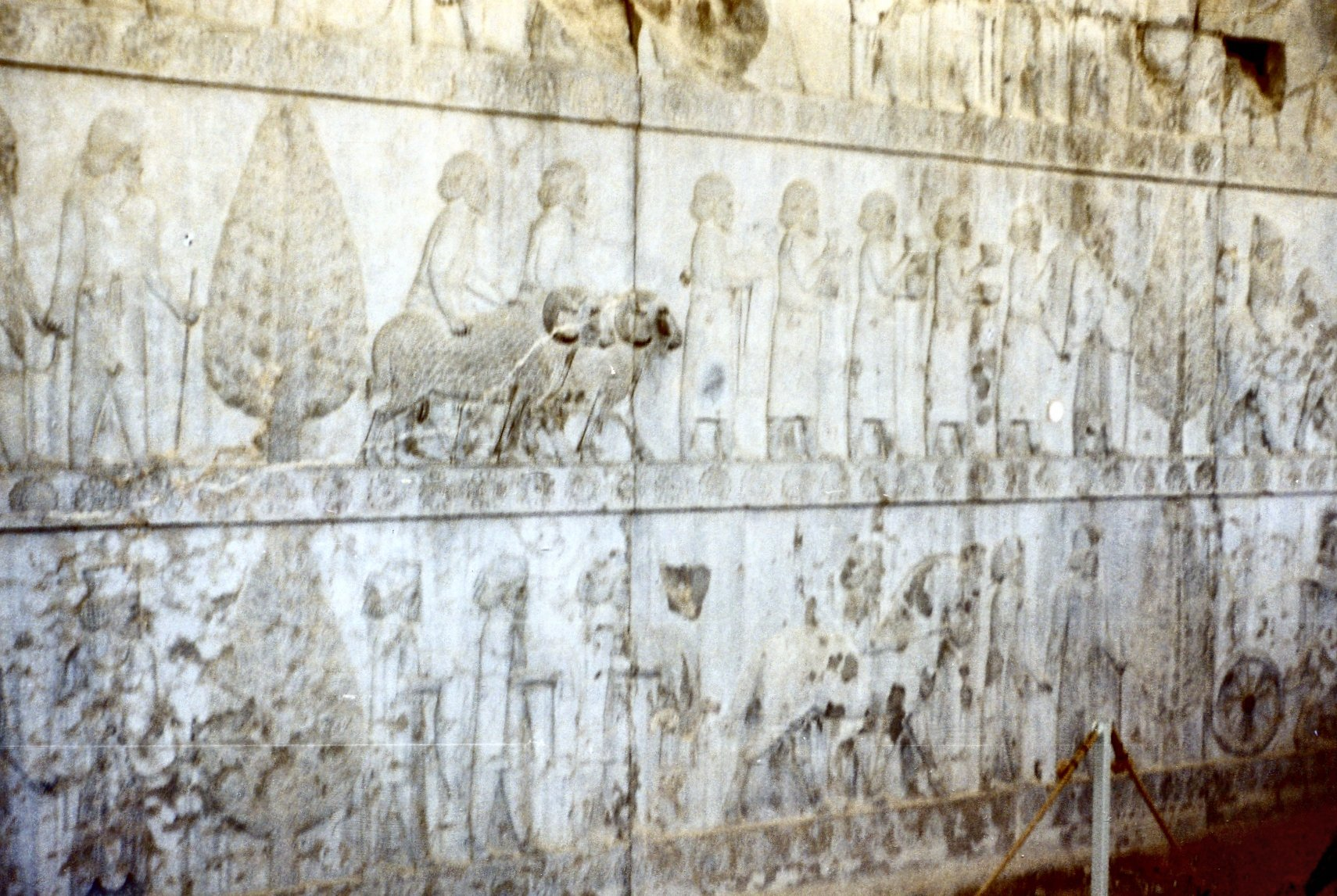
Delegation av kilikier (Apadana, östra trappan)

I frånvaro av inskrifter är det fortfarande ett problem att identifiera delegationerna eftersom identifieringen framför allt bygger på klädseln och gåvorna. Trots jämförelser med andra avbildningar kvarstår många osäkerheter. I praktiken är närvaron, frånvaron, presentationsföljden och rentav benämningen på varje folk i riket mycket varierande både i skulpturerna och i de kungliga inskrifterna. Dessa sista utgör inte ett administrativt inventarium som har genomförts för eftervärlden, utan motsvarar snarare en idealsyn på riket som kungen önskade lämna som minne.

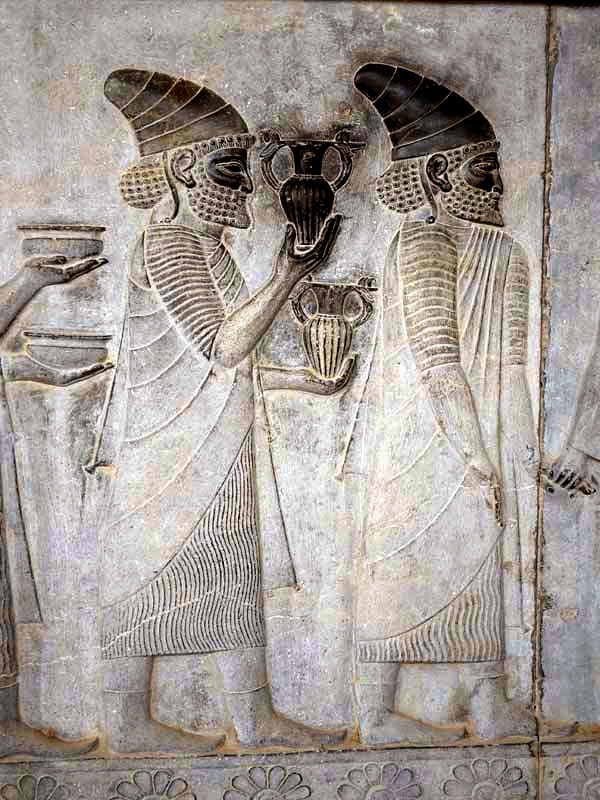
Detalj av den lydiska delegationen (Apadana, östra trappan)

Rekonstruktion av delegationerna efter Dutz, Stierlin, och Briant: 
- 1 Meder: Denna delegation, som leddes av en perser, var den viktigaste. De avbildade personerna medför kläder, armband eller halsband, ett svärd, krukor och en vas. Det rör sig troligen om andra mediska stammar än de som tjänade riket från dess grundande, vilket förklarar deras ställning som underlydande. Vid Perserrikets början förblev vissa stammar trogna Astyages medan andra anslöt sig till Kyros.
- 2 Elamiter: Elam var persiskt från och med rikets grundande av Kyros den store. Delegationen, som leds av en meder, frambär en lejonhona och två lejonungar, samt svärd och bågar.
- 3 Armenier: denna delegation frambär en fint utarbetad vas med två handtag samt en häst.
- 4 Arachosier (eller arier): Byxorna bärs fortfarande i Baluchistan. En av personerna är klädd i en kattdjurspäls. Gåvorna består av en kamel och några krukor.
- 5 Babylonier: denna delegation skänker en tjur, några skålar och en vävnad identisk med den som avbildas i Palatset med 100 kolonner, skattkammaren och Tripylon.
- 6 Assyrier och fenicier (eller lydier): denna relief är mycket detaljerad. Gåvorna består av utarbetade vaser och skålar (vaser med stora halsar, av brons eller silver, med dubbla handtag som avbildar bevingade tjurar), smycken (armband med spännen smyckade med bevingade gripar), och en vagn förspänd med små hästar. Personernas kläder och frisyrer är mycket utarbetade. Till och med de lockar som bärs av ortodoxa judar kan urskiljas.
- 7 Arier (eller arachosier): undersåtarna från denna satrapi som motsvarar områdena vid Herat och Mashhad är i praktiken omöjliga att urskilja från arachosier. Gåvorna består av en kamel och några vaser.
- 8 Kilikier eller assyrier: denna delegation som kommer från södra Anatolien skänker två gumsar, pälsar, en klädnad, skålar och vaser. Denna avbildning är minutiöst utarbetad och låter klädernas detaljer framträda (snörband, bälten, huvudbonader).
- 9 Kappadokier: de kännetecknas av att manteln är fäst ovanför axeln, och tillhör samma grupp som armenierna, mederna och sagartierna. De skänker kläder och en häst.
- 10 Egyptier: höjden på den relief som avbildar denna delegation har blivit kraftigt skadad av förstörelsen av Apadana. De lägre partierna som finns kvar räcker ändå för att identifiera de avbildade personernas ursprung tack vare kännetecken i deras dräkter.
- 11 Skyter (även kallade saker): denna satrapi sträckte sig från Ukraina till de nordkaukasiska stäpperna, ända till norra Sogdiana. Personerna bär typiska skytiska mössor. De medför en häst, kläder och vad som skulle kunna vara armband med spännen.
- 12 Lydier eller joner: dessa grekiska satrapier slogs ihop och administrerades från Sardes. Personerna är klädda på samma sätt. De bär med sig vävnader, garnnystan och skålar som möjligen innehåller färger.
- 13 Parther: under akemeniderna var partherna underkuvade, och det var inte förrän efter den seleukidiska grekiska perioden som de dominerade Persien. Parthien motsvarar det nuvarande Turkmenistan. Delegationen bär med sig vaser och en kamel. Personerna är iförda turban som även omger halsen.
- 14 Gandharier: denna satrapi finns uppströms Indus, mellan Kabul och Lahore, i västra delen av nuvarande Punjab. Personerna på bilden skänker lansar och en asiatisk buffel.
- 15 Baktrier: delegationen medför en kamel och vaser. De kommer från Baktrien i norra Afghanistan och bär bindel på huvudet.
- 16 Sagartier: deras kläder och gåvor (klädnader och häst) liknar medernas, kappadokiernas och armeniernas, vilket antyder tillhörighet till samma grupp. Deras ursprungsområde är dåligt känt: det kan ha gränsat till Thrakien i Mindre Asien, eller legat nära Svarta havet och Kaukasus, eller rentav på stäpperna i Centralasien i närheten av Baktrien.
- 17 Sogdier: denna folkgrupp hade sitt ursprung i Sogdiana i nuvarande Pakistan och tillhörde gruppen skyter. Liksom övriga skyter bär de mössor. De medför en häst, yxor, föremål som kan vara halsband och ett svärd.
- 18 Indier: denna folkgrupp kommer från Sind, nedre Indusdalen. De är klädda i höftskynke och sandaler. De medför en åsna, yxor och proviantkorgar som bärs på ryggen.
- 19 Thraker (eller skyter): Thrakien låg mellan Egeiska havet och Svarta havet, på ett territorium som idag delas mellan Grekland, Turkiet och Bulgarien. Personerna på bilden medför en häst. De bär spetsig mössa med långa tofsar, liknande skytiska mössor.
- 20 Araber: dessa undersåtar kommer från Fenicien-Assyrien. De har sandaler på fötterna och är klädda i tunikor med broderade bårder. De medför en dromedar och ett klädesplagg.
- 21 Drangianier: författarna är inte ense rörande denna grupps ursprung. Enligt vissa kommer de från Merv i Baktrien (i de nuvarande staterna Afghanistan, Uzbekistan och Tadzjikistan). Enligt andra kommer folkgruppen från området Kerman, i östra Iran. Dessutom antyder deras huvudbonaders utformning att de härstammar från närheten av Kandahar, liksom deras sköldar, lansar och den typ av oxe som de medför.
- 22 Somalier (eller lydier): denna delegations ursprung är omstritt. De åtföljs av en vagn och bär med sig en kudu eller en stenbock, är klädda i hudar, men har inte negroida drag. Personernas utseende liksom närvaron av en vagn antyder ett libyskt ursprung, medan antilopen och hudarna tyder på ett mer sydligt ursprung (Jemen eller Somalia).
- 23 Nubier (eller etiopier eller abyssinier): dessa personer har negroida drag och medför en okapi eller giraff, elefantbetar och en vas.

#### Norra trappan

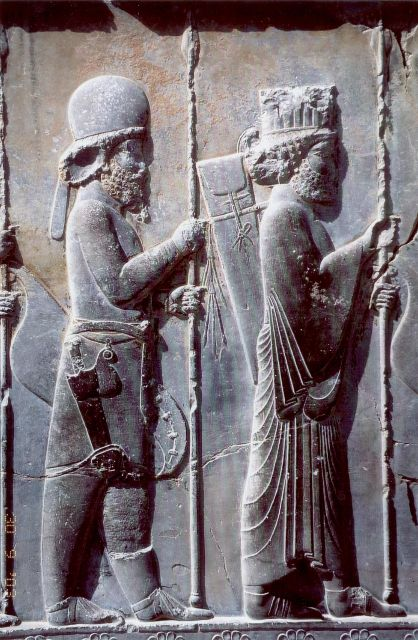
Detalj av mediska (vänster) och persiska (höger) vakter

Den norra trappan lades till av Xerxes I (regeringstid 486–465 f.Kr.) för att underlätta tillträdet till Apadana från Alla nationers port. Relieferna i denna trappa visar samma teman som de på östra trappan men är mer skadade.
Den mellersta panelen visade till en början Xerxes I, Dareios den store och en tjänsteman. Den senare skulle kunna vara en ganzabara (direktör för skattkammaren) eller en kiliark (officer som för befäl över vaktstyrkan). Denna relief flyttades senare till skattkammaren, och ersattes av en annan som visade åtta vakter. En trespråkig inskrift i kilskrift på den östra trappan upprepar till stor del texten från inskriften vid Alla nationers port, utan att ange byggnadens namn.

### Tachara

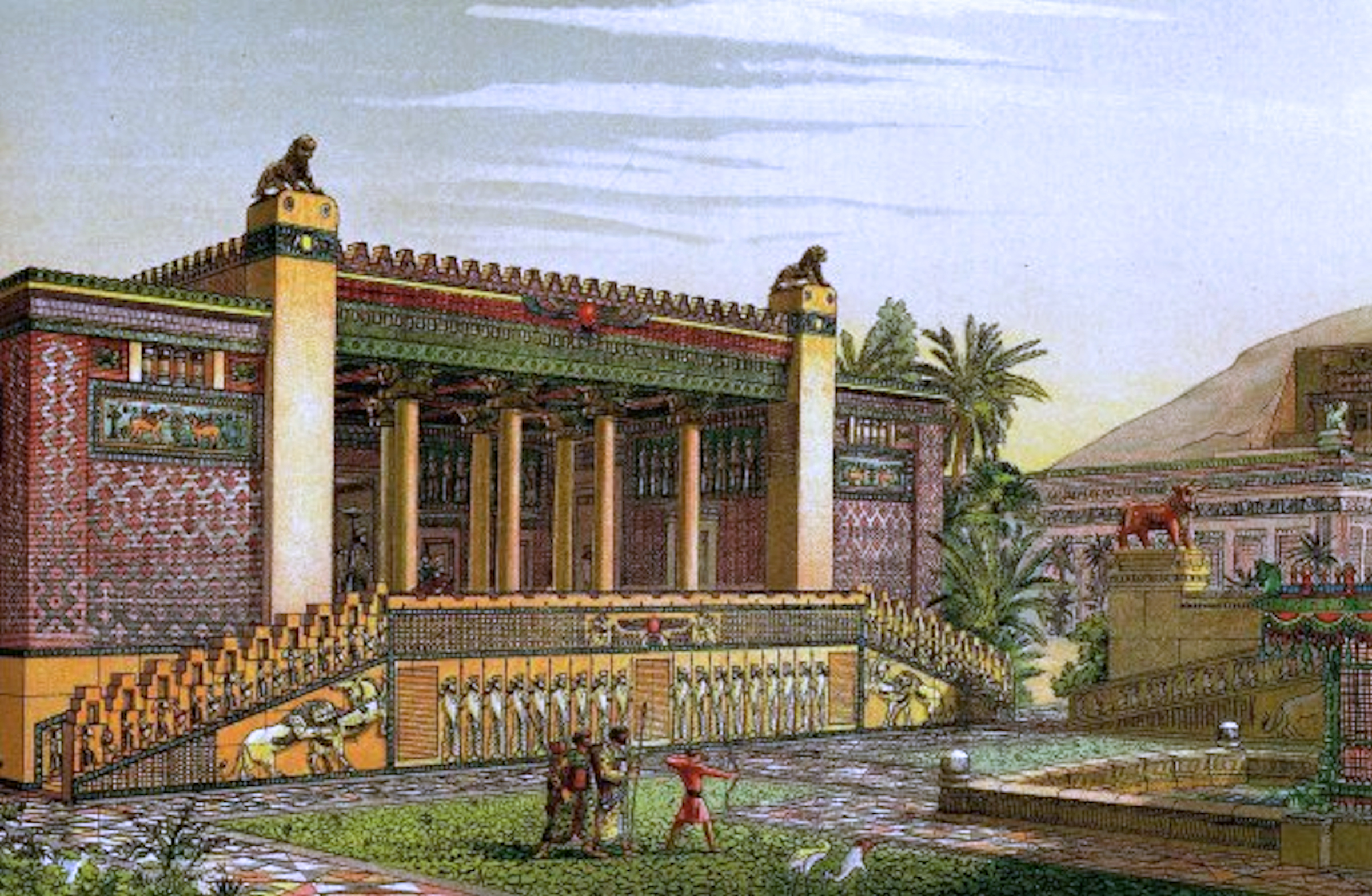
Rekonstruktion av Tachara, av Charles Chipiez (1884)

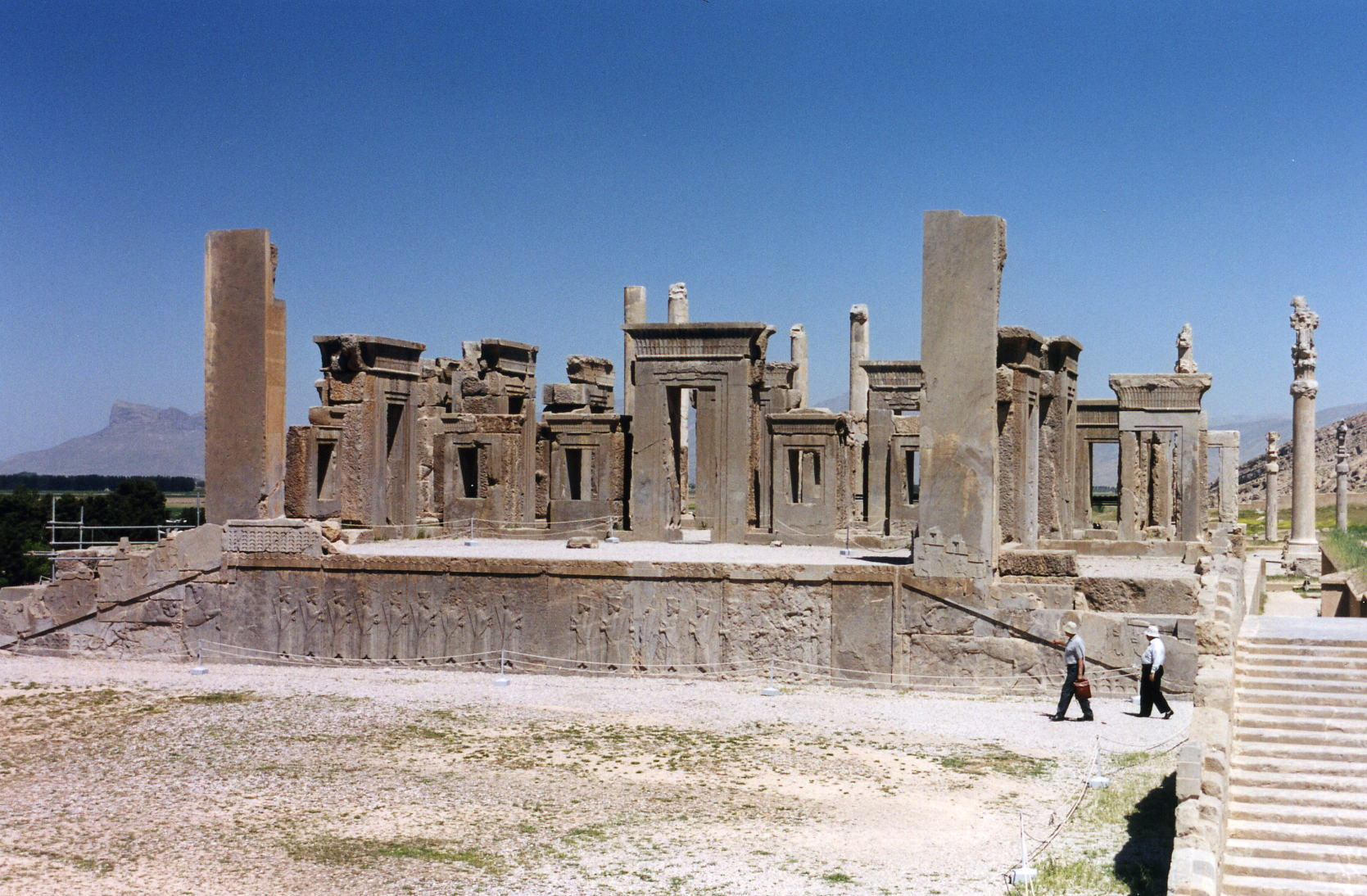
Tacharas södra trappa

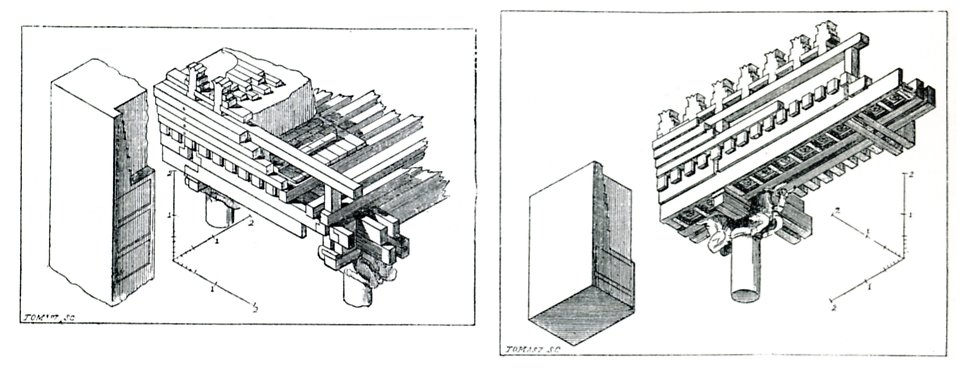
Studie av Tacharas tak, av Charles Chipiez (1884)

Tachara, som benämns så av en inskrift som finns på en dörrpost på dess södra port, ligger söder om Apadana. Det kallas även Dareios palats. Det är det enda av palatsen som har en ingång i söder genom en portik. Tillträdet till palatset skedde i början från denna sida genom en dubbel trappa. Palatset uppfördes av Dareios I och kompletterades senare av Xerxes I som utvidgade det, samt Artaxerxes III (regerade 359–339 f.Kr.) som tillfogade en andra trappa mot väster. Denna nya ingång skapade en asymmetri som inte fanns där tidigare. Kläderna på de meder, kilikier och sogdier som är avbildade där skiljer sig från de vid de andra tidigare trapporna, vilket antyder en förändring i modet, och stärker tesen att bygget skedde senare.

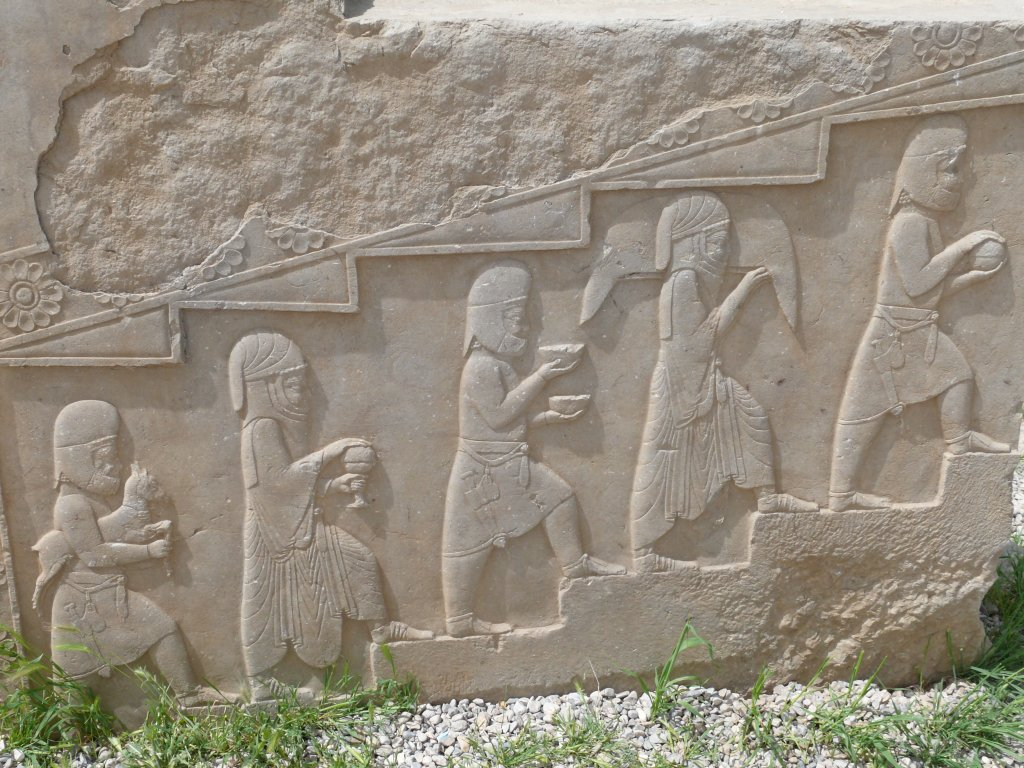
Mediska och arachosiska präster

Hörnstenarna på den södra trappan uppvisar symboler för Norouz: ett lejon som slukar en tjur. De stigande delarna avbildar meder och arachosier som medför djur, lerkrukor med mera. Det rör sig troligen om präster som kommer från zoroastriska heliga platser som Urmiasjön i Medien och Helmandsjön i Arachosien, och som bär det nödvändiga för ceremonier. Den mellersta panelen visar två grupper av nio vakter och tre paneler som bär en trespråkig inskrift av Xerxes II som anger att detta palats har byggts av hans far. Helheten kröns av den bevingade skivan, symbol för både Ahuramazda och för den kungliga äran, inramad av två sfinxer.
Tillträdet till palatset sker genom en sal, via en port med en relief som avbildar vakter. Denna sal följs av en annan port som vetter mot den huvudsakliga salen, på vilken det finns en relief som avbildar kungen som bekämpar det onda i form av ett djur.

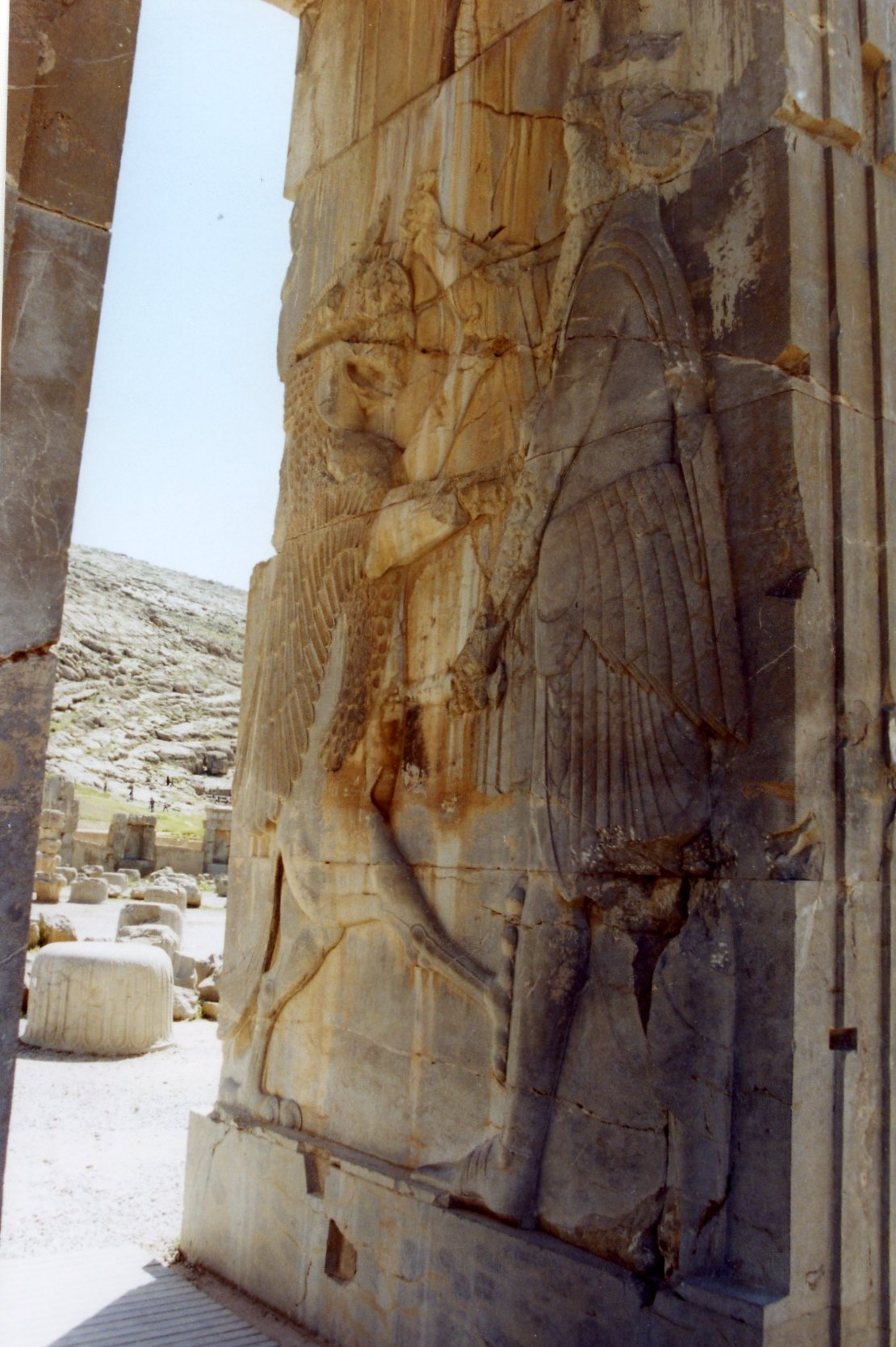
Kung som bekämpar det onda (Tachara)

Detta tema finns även på andra portar i palatset, i Palatset med 100 kolonner, samt i haremet. Den ondskefulla figuren symboliseras av ett lejon, en tjur eller ett vidunder. Typen av figur skulle kunna ha en förbindelse med det ifrågavarande rummets funktion, eller med astrologiska teman.

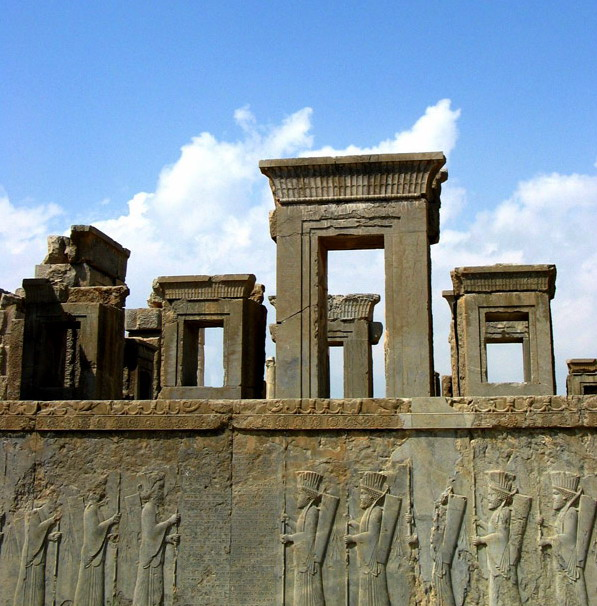
Tachara

En port vetter mot det kungliga badrummet. Den är utsmyckad med en relief som visar en kung som är förberedd för en ceremoni och åtföljd av två tjänare som håller ett parasoll och en flugviska. Kungen är krönt och klädd i en rik utstyrsel som är prydd med dyrbara stenar och stycken. Han bär armband, och smycken är upphängda i hans flätade skägg. En annan relief visar troligen en eunuck. Den är den enda skägglösa avbildningen på platsen. Han bär en flaska med salva och en handduk. Vattencirkulationen ombesörjdes med en täckt kanal vid golvet som passerade i mitten av rummet. Man kan observera rester av den röda cement som täckte salens golv. Inristade inskrifter som härrör från den islamiska perioden kan ses på dörrkarmar på palatsets port.
Palatset innehöll också två andra små rum som låg på sidorna. Den södra portiken vetter mot en gård som avgränsas av de andra palatsen. På alla dörrars och fönsters tvärslån är en underlig inskrift inristad:
| ” | fönster i sten gjort i Dareios hus | „ |

Namnet Tachara härrör från en trespråkig inskrift i kilskrift på varje stolpe på den södra portiken:
"Dareios storkonungen, kungarnas kung, folkens kung, son till Vistaspa, akemeniden, som har gjort denna Tachara".
Samtidigt är det tveksamt om detta ord, vars exakta betydelse är okänd, syftar på själva byggnaden. Man har faktiskt återfunnit kolonnbaser på andra platser i Persepolis som bär inskrifter av Xerxes och nämner detta ord:
"Jag är Xerxes, storkonungen, kungarnas kung, folkens kung, kungen på denna jord, son till kung Dareios, akemeniden." Kung Xerxes tillkännager: "Jag har gjort denna Tachara."

### Tripylon

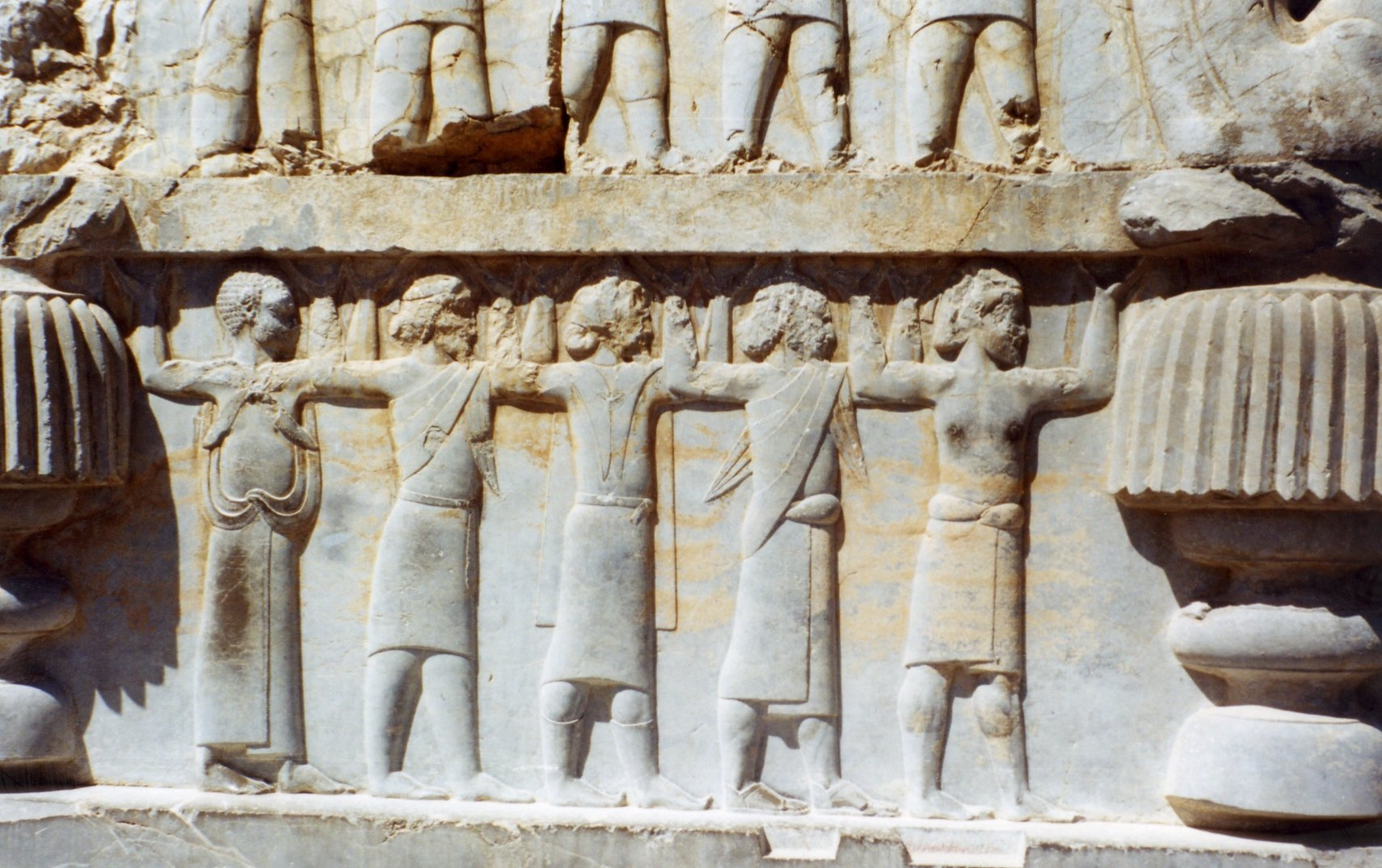
Nedre detalj av en relief i Tripylon

Tripylon, eller Xerxes audienssal, eller Centrala palatset, är ett litet palats som ligger i centrum av Persepolis. Namnet Tripylon kommer av dess tre ingångar. Det är tillgängligt från norr genom en skulpterad trappa vars reliefer visar främst mediska och persiska vakter. Andra reliefer avbildar adelsmän och hovmän på väg till en bankett. Tripylons södra trappa finns numera i Irans nationalmuseum i Teheran. En korridor vetter åt öster mot en port smyckad med en relief som visar: 
- upptill Dareios på sin tron framför Xerxes krönt som prins, skyddade av ett skärmtak utsmyckat med gudomliga symboler, tjurar, lejon och ollon. Kungen och prinsen håller palmblad, som symboliserar fruktsamhet, i händerna
- nedtill undersåtar från tjugoåtta länder som bär dem.

Denna relief anger tydligt för alla Dareios vilja att utse Xerxes som legitim arvtagare till tronen.

### Hadish

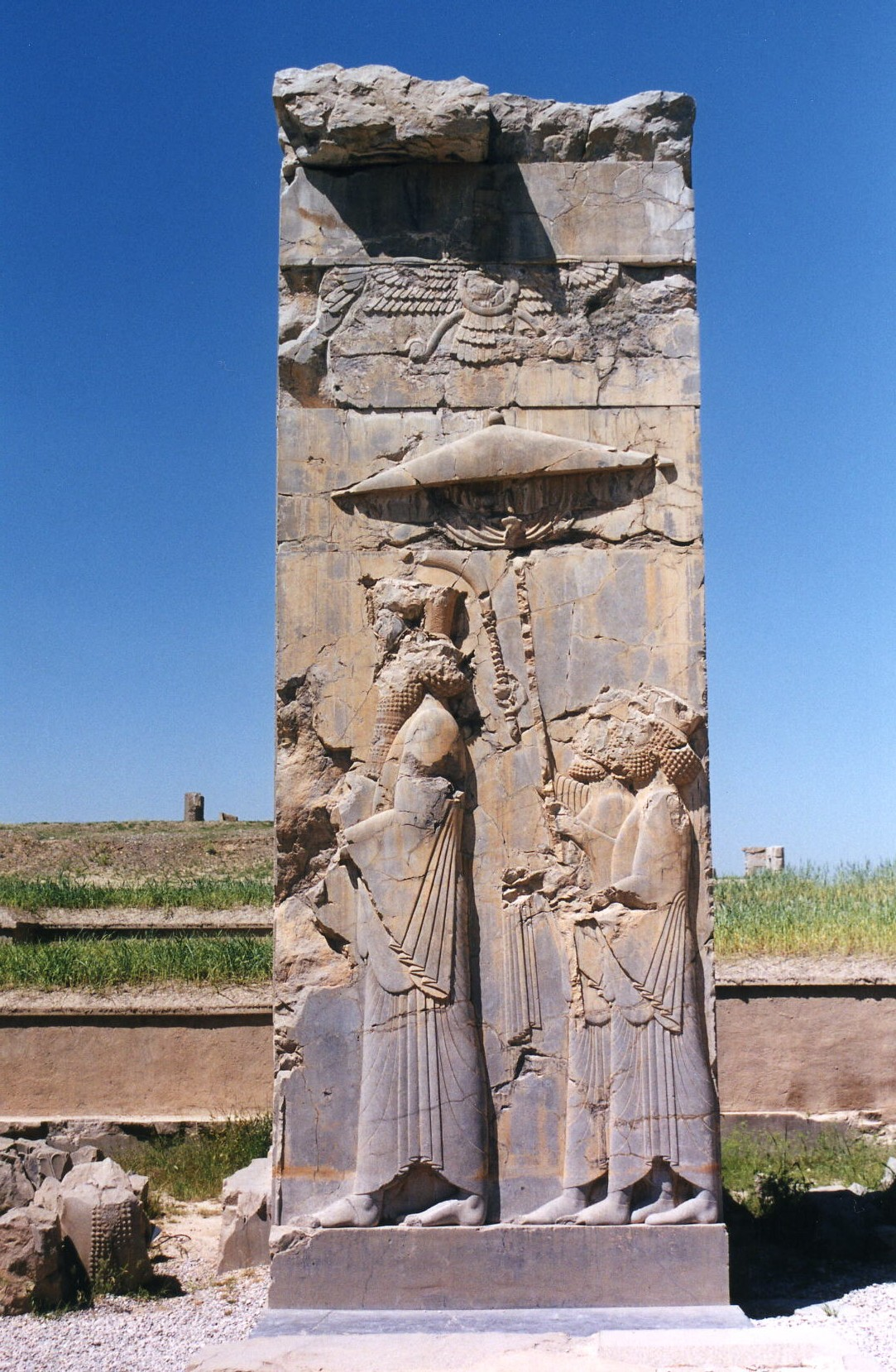
Kunglig procession (Hadish)

Hadish, eller Xerxes palats, ligger söder om Tripylon. Det är byggt efter en plan liknande Tacharas, men dubbelt så stor. Dess mittsal innehåller trettiosex kolonner av sten och trä. Inget finns längre kvar av träkolonnerna, som var utskurna ur stora och tjocka trädstammar. Mittsalen är omgärdad i öster och väster av små rum och korridorer, vars dörrar också har skulpterade reliefer. Där syns kungliga processioner som avbildar Xerxes I åtföljd av tjänare som skyler honom under ett parasoll. Den södra delen av palatset utgörs av våningar vars funktion är omstridd. En gång beskrevs de som avsedda för drottningen, men senare ansågs de som förråd eller annex till Skattkammaren. Tillträde till Hadish skedde genom en monumental trappa i öster, med dubbla trappavdelningar som gick isär och sedan ihop, och en mindre trappa med konvergerande trappavsatser i väster. De två trapporna hade samma dekor som den södra trappan i Tachara: tjurar och lejon, persiska vakter, bevingad skiva och sfinx.
Hadish är ett fornpersiskt ord som figurerar i en trespråkig inskrift i fyra exemplar, på portiken och trappan. Det betyder "palats". Det är arkeologernas praxis att kalla detta palats hadish, då det ursprungliga namnet inte är känt. Palatset kan med säkerhet tillskrivas Xerxes eftersom denne, förutom dessa fyra inskrifter, har låtit inrista sitt namn och sin titulatur inte mindre än fjorton gånger.

### De hundra pelarnas sal
De hundra pelarnas sal, även kallad Tronsalen, har formen av en kvadrat med 70 m långa sidor. Det är det största palatset i Persepolis. Vid tiden för den första partiella utgrävningen av palatset visade det sig att det var täckt av ett över tre meter tjockt lager av jord och aska av ceder. Det var allvarligt skadat av branden och endast kolonnernas baser och portarnas dörrposter fanns kvar.
Två kolossala tjurar utgör baserna till de huvudsakliga kolonnerna på 18 m som bar upp taket till portiken vid ingången, vid palatsets norra sida. Ingången var genom en port som var rikt dekorerad med reliefer. Bland avbildningarna beskriver den ena sakernas ordning, visat från höjden nedåt: Ahuramazda, kungen på sin tron, sedan flera ranger av soldater som stöttar honom. Kungen har alltså sin makt från Ahuramazda som skyddar honom, och styr armén som uppbär hans makt.

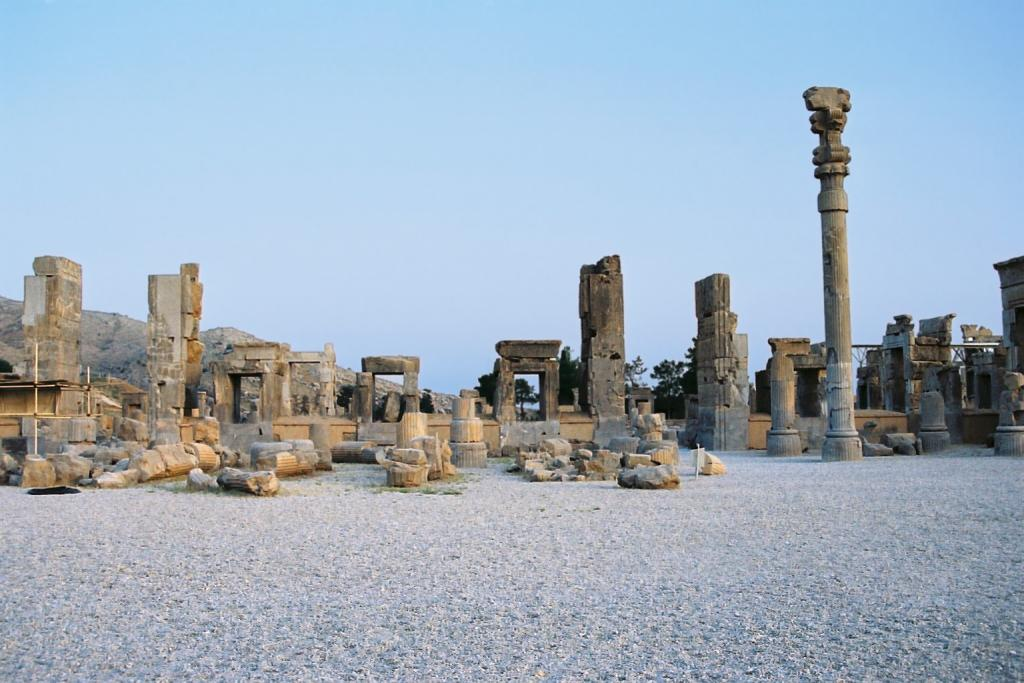
De hundra pelarnas sal (sett från norr)
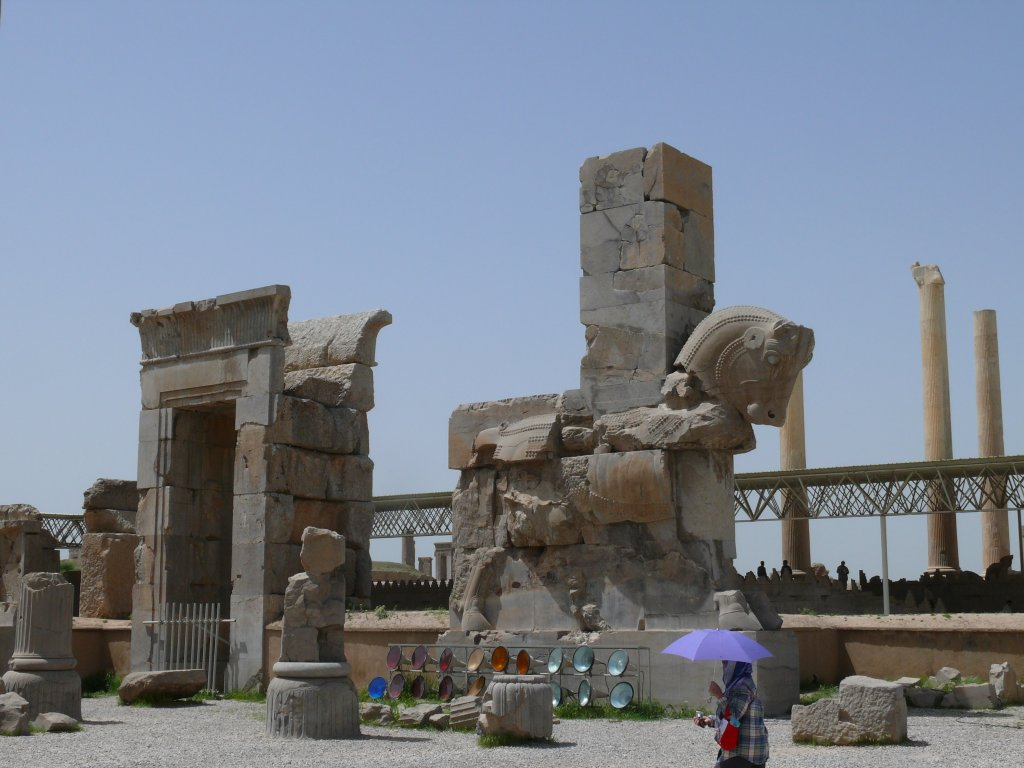
Tjur (norra portiken)
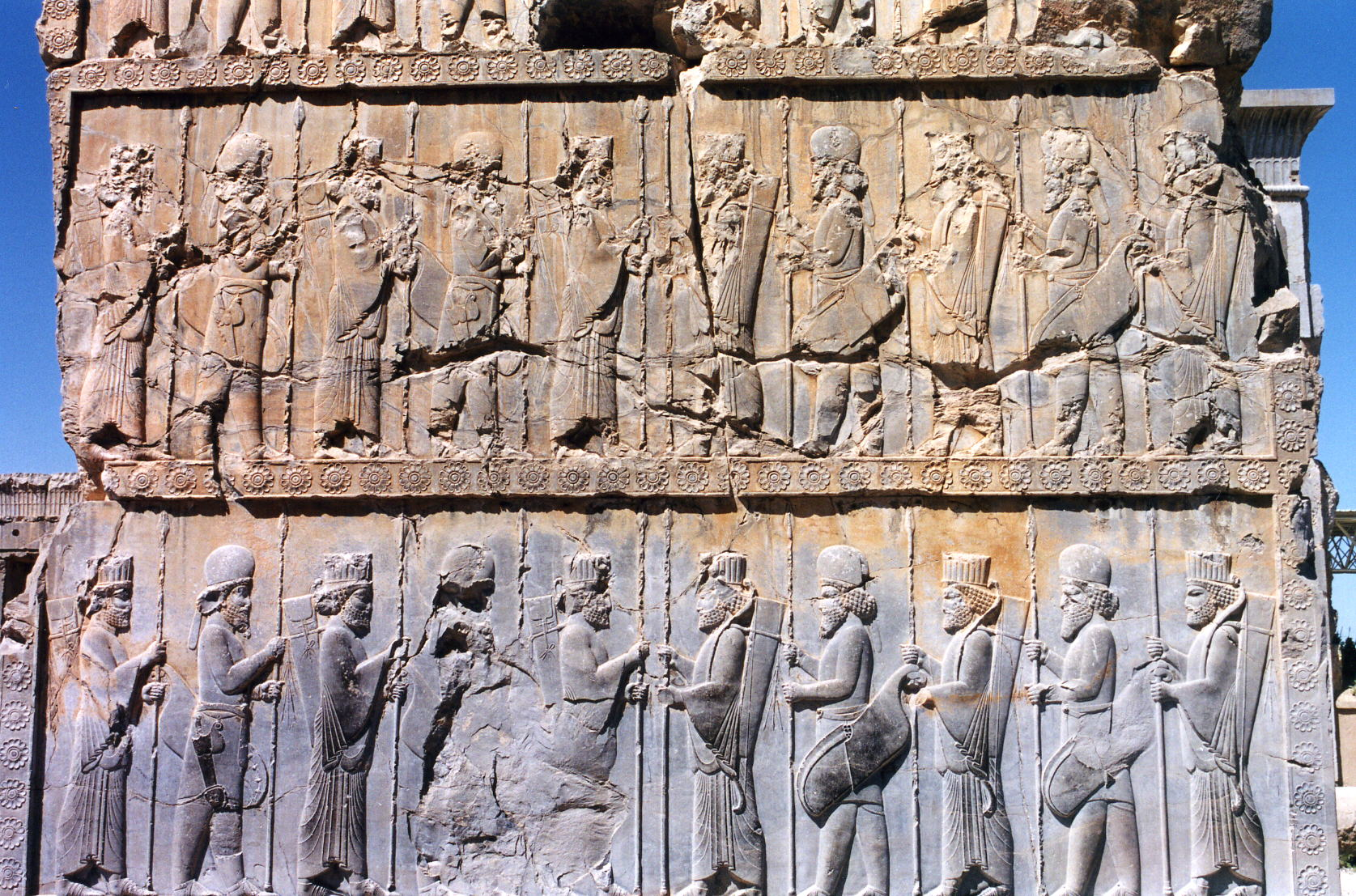
Vaktstyrka av Odödliga (De hundra pelarnas sal)
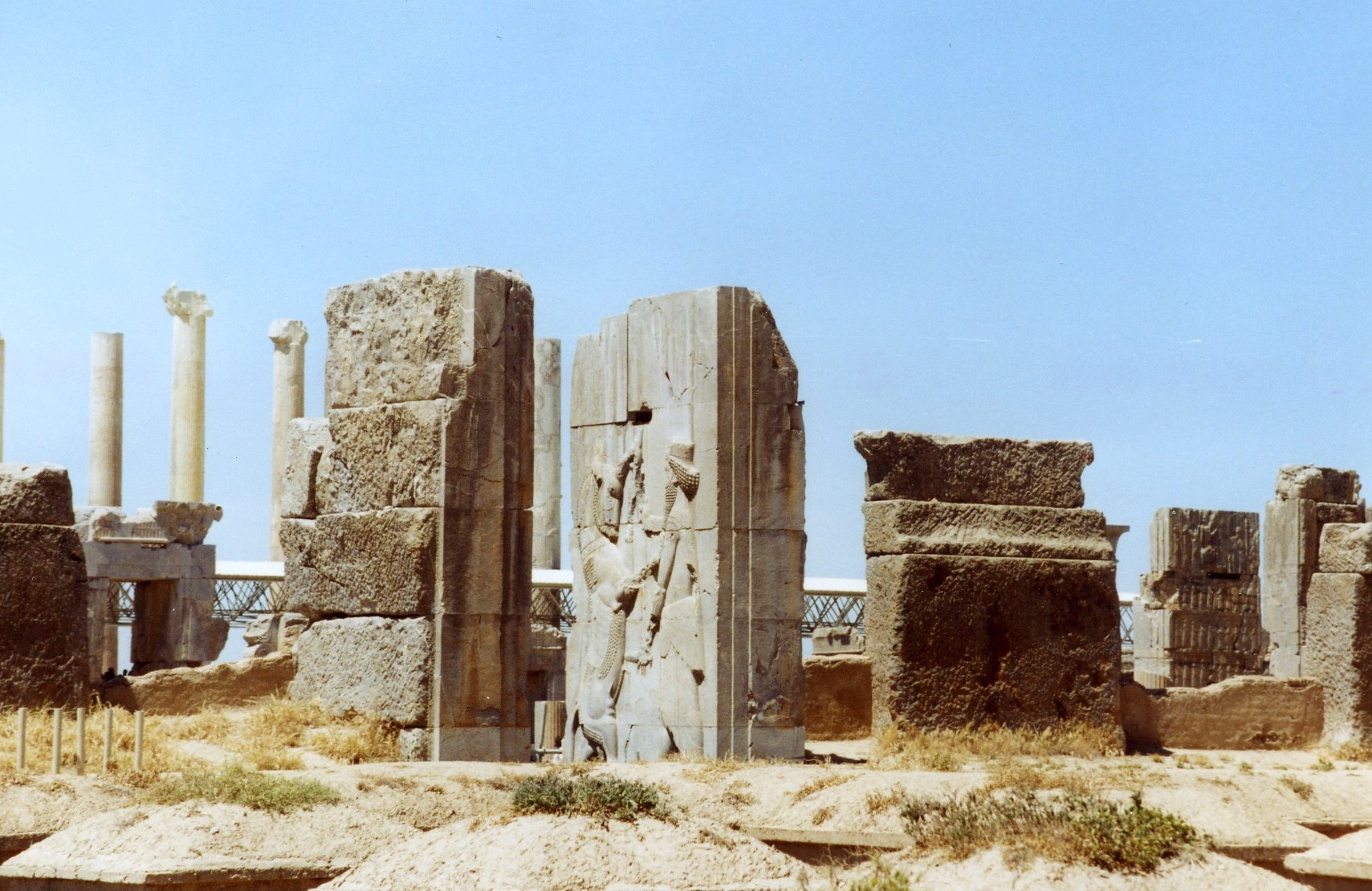
Kung som kämpar mot det onda (De hundra pelarnas sal)
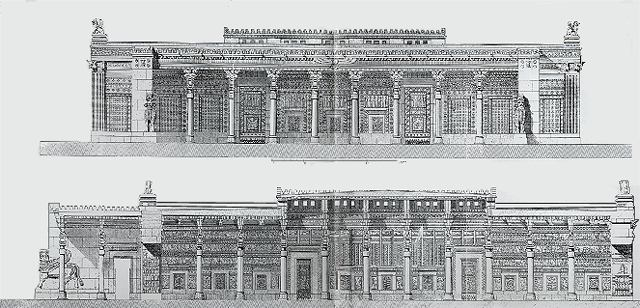
De hundra pelarnas sal rekonstruerad av Charles Chipiez (1884)
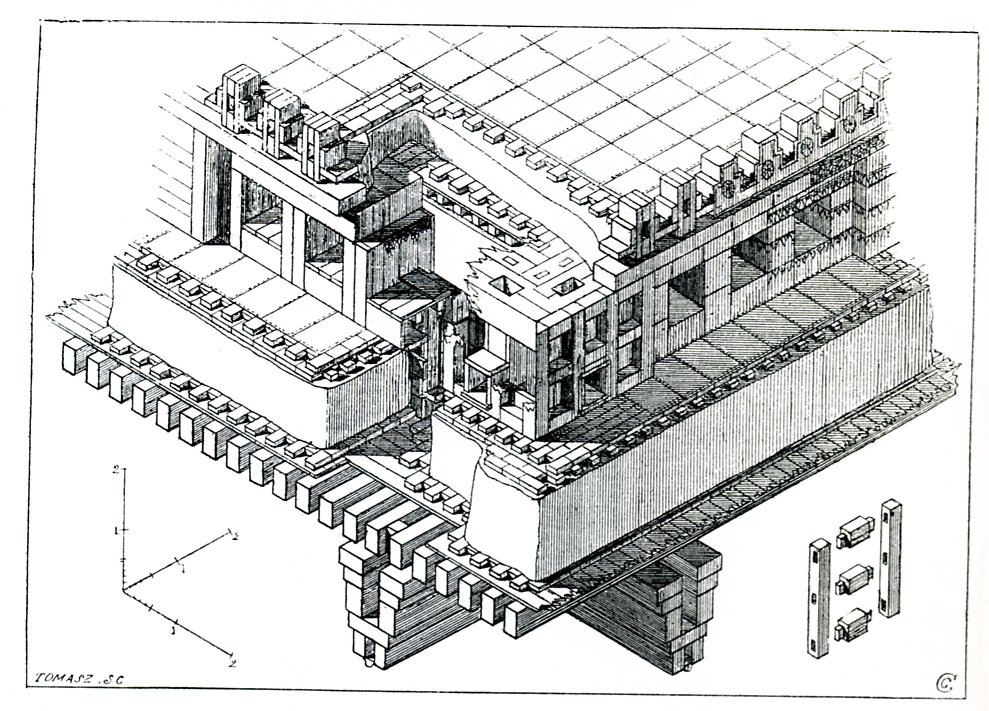
Studie av taket till De hundra pelarnas sal, av Charles Chipiez (1884)
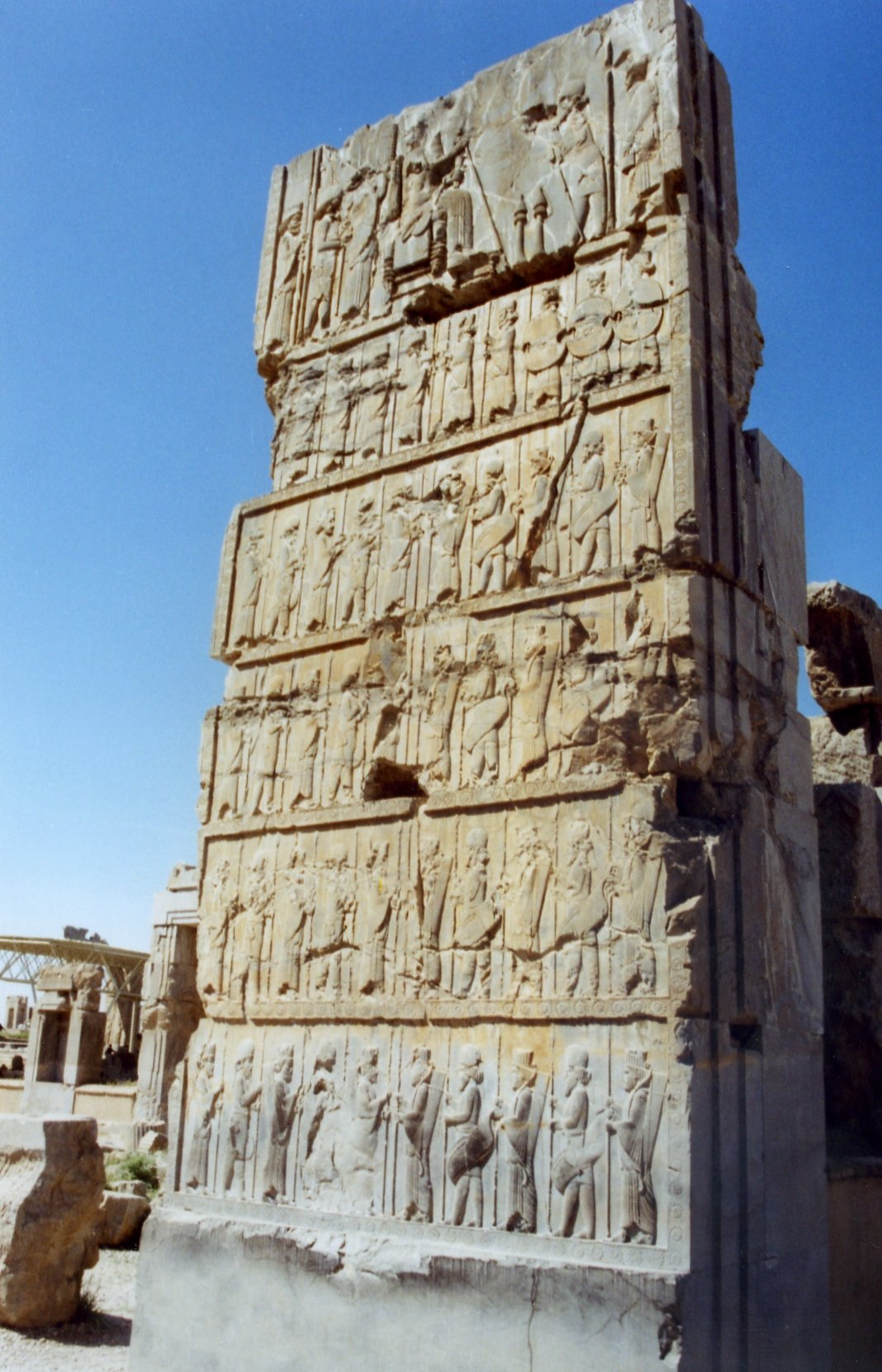
Södra reliefen i De hundra pelarnas sal
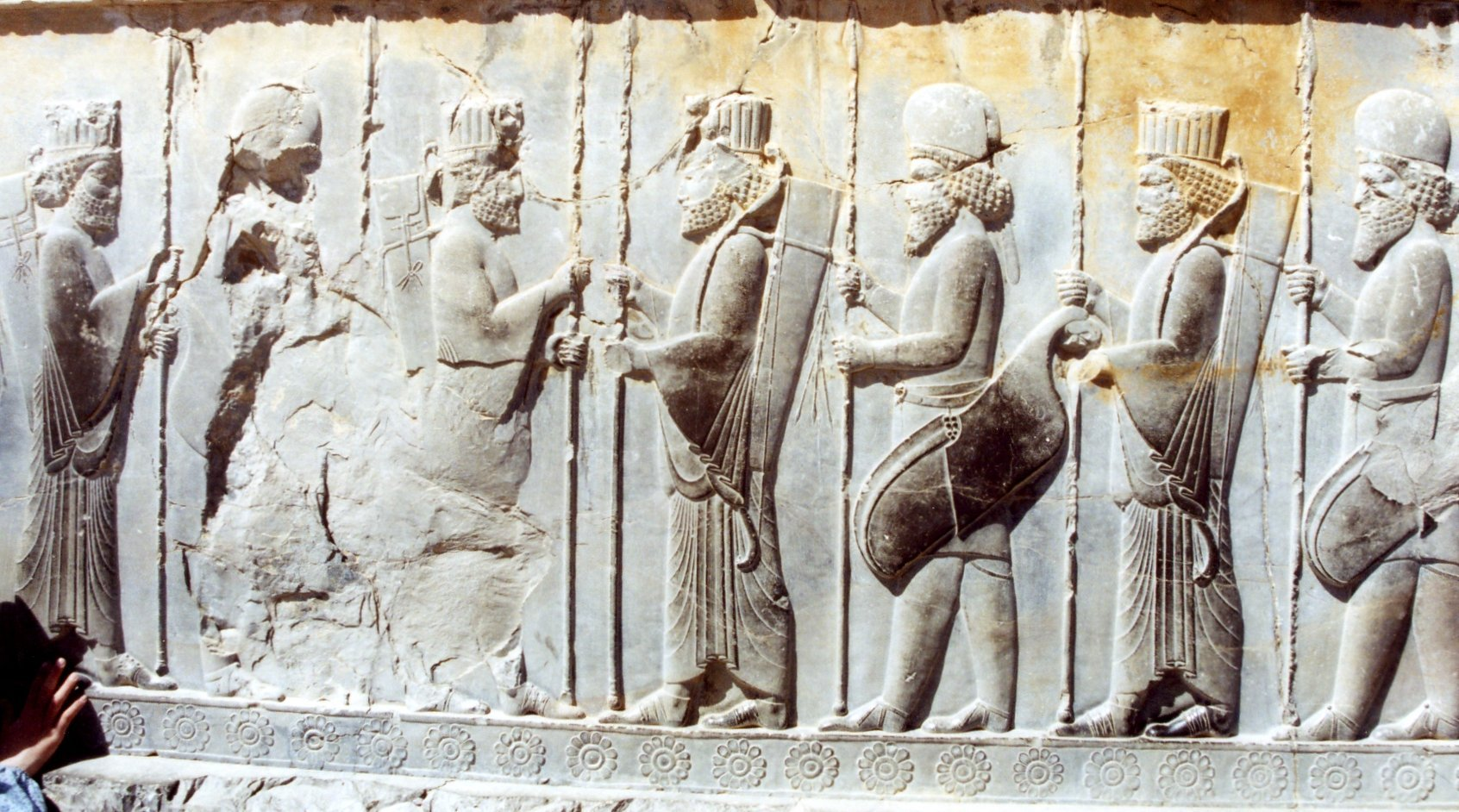
Nedre detalj av södra reliefen
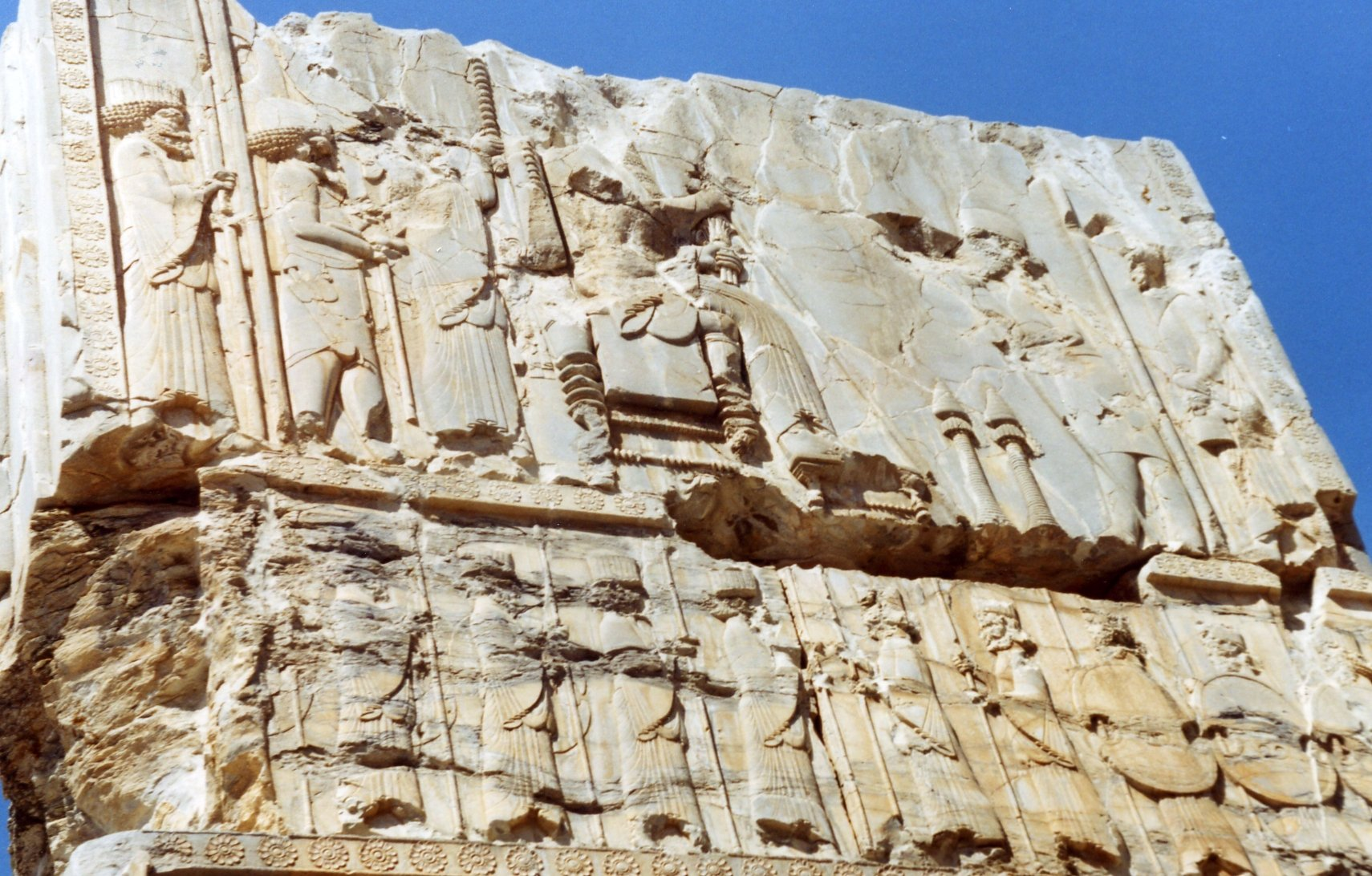
Övre detalj av södra reliefen

Palatset är dekorerat med många förvånansvärt välbevarade reliefer som avbildar tjurar, lejon, blommor och ollon.
Palatsets södra port uppvisar en fullständigt annorlunda relief. Den symboliserar det stöd som frambärs till kungen av de olika nationerna som utgör riket. Soldaterna av de fem lägre graderna tillhör olika nationer, som igenkänns på sina huvudbonader, klädsel och vapen. Meddelandet som är vänt mot skattkammaren är snarare riktat mot tjänarna och erinrar dem om att de rikedomar som passerar genom denna port tjänar till rikets sammanhållning. Kilskriftstavlor beskriver utförligt förråden av tributer, och ger på så sätt en översikt över de rikedomar som har passerat genom dessa portar.
Relieferna i de norra och södra ingångarna till palatset rör huvudsakligen bekräftelse av kungamakten, medan de i de östra och västra delarna, liksom i andra palats, visar heroiska scener med strider mellan kungen och det onda.

### Skattkammaren
Skattkammaren, som uppfördes av Dareios den store, är en serie salar i det sydöstra hörnet av Terrassen, som breder ut sig över en yta på 10 000 m2. Skattkammaren omfattar två viktigare salar, vars tak understöddes av 100 respektive 99 pelare av trä. I skattkammaren har man hittat trä- och lertavlor, vilka beskriver nivån på de löner och förmåner som betalades till de arbetare som byggde platsen. Enligt Plutarkos skulle Alexander den store ha behövt 10 000 mulor och 5 000 kameler för att forsla bort Persepolis statskassa. Enligt vissa tavlor arbetade 1348 personer vid skattkammaren år 467 f.Kr.
Skattkammaren ombyggdes och ändrades flera gånger. Flera inskrifter som beskriver kung Dareios har hittats där på massiva block av diorit. Man har även återfunnit två reliefer av vilka den ena kommer från norra trappan i Apadana. Den andra finns numera i nationalmuseet i Teheran och avbildar Dareios den store på tronen. Kungen tar emot en medisk tjänsteman som är framåtböjd och bär sin högra hand på läpparna i ett tecken på respekt. Det skulle kunna vara en kiliark, en befälhavare för 1 000 vakter, eller en ganzabara, en direktör för skattkammaren. Xerxes och persiska adelsmän står framför regenten. Två bärare av rökelse befinner sig mellan kungen och dignitärerna.
Vid tiden för utgrävningarna identifierades denna byggnad snabbt som varande skattkammaren, eftersom den trots sin betydande yta bara har två små smala dörrar.

### Garnison och salen med 32 kolonner
På komplexets östra sida, mellan De hundra pelarnas sal och berget, finns många salar som bildar tjänarnas och soldaternas bostäder, kansliet och ämbetsrum. Fler än 30 000 tavlor och fragment av tavlor på elamitiska har hittats där. Enligt Quintus Curtius och Diodorus skulle Alexander ha lämnat 3 000 soldater på plats, vilket ger en föreställning om Persepolisgarnisonens rymlighet. Norr om barackbyggnaderna finns rester av en sal med trettiotvå kolonner, vars funktion inte är tydligt känd.

### Harem och museum

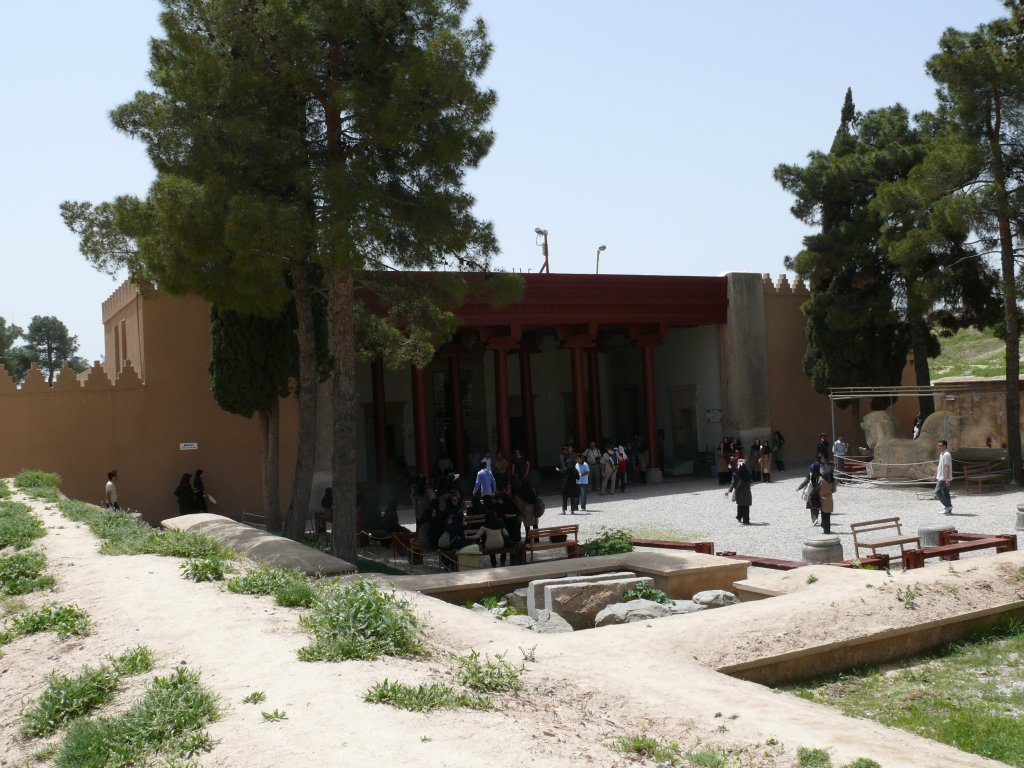
Museet i Persepolis

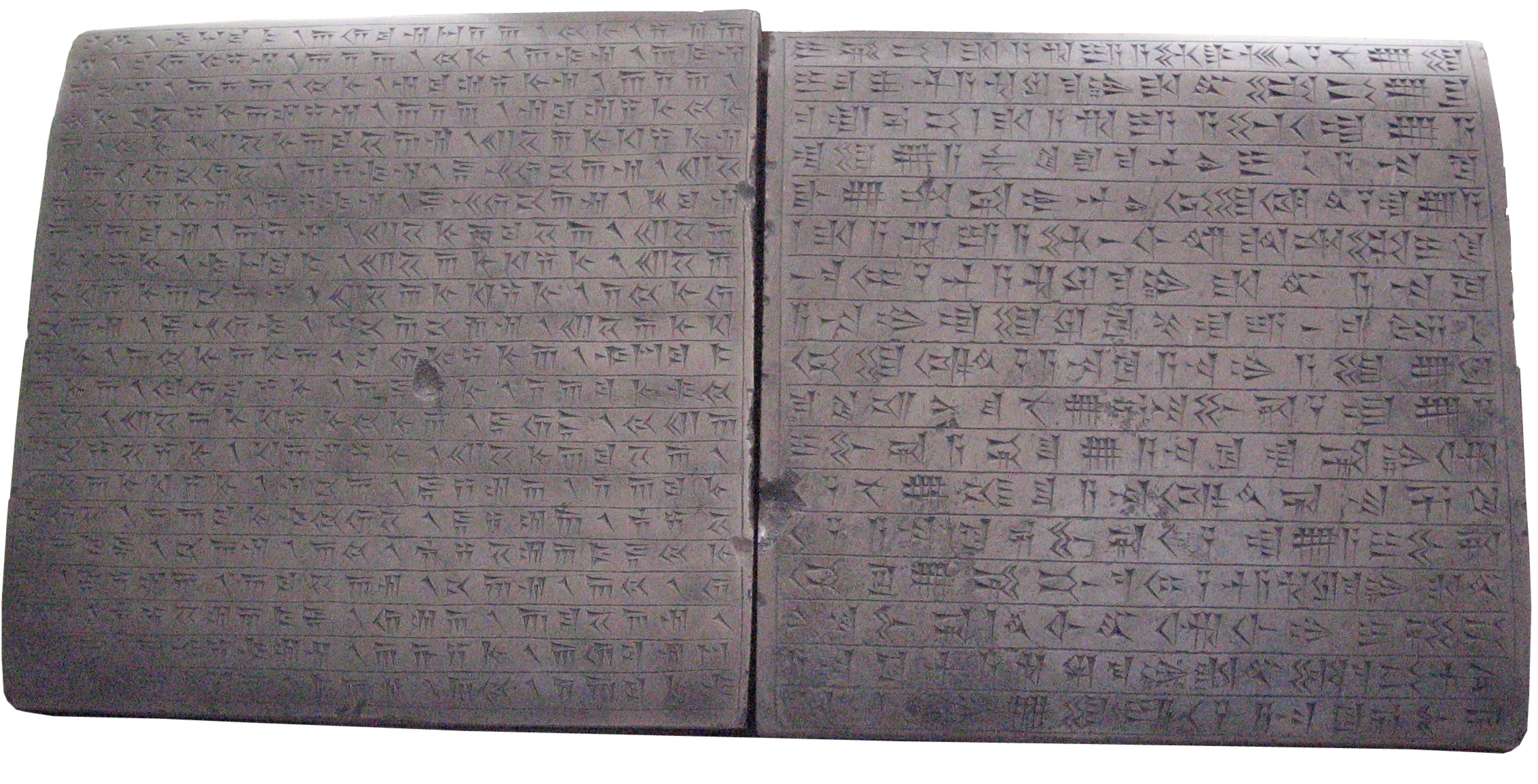
Inskrift av Xerxes (Irans nationalmuseum, Teheran). En liknande inskrift visas i museet i Persepolis

Tillträde till haremet sker genom södra porten i De hundra pelarnas sal. Byggnaden är formad som ett L, vars huvudflygel går i nord-sydlig riktning. Dess mitt bestod av en sal med pelarrader, som i norr öppnar sig mot en gård genom en portik. Denna sal hade fyra ingångar vars dörrar var utsmyckade med reliefer. Relieferna på sidorna visar fler heroiska stridsscener som påminner om de i Tachara och De hundra pelarnas sal. Kungen visas i kamp mot ett vidunderligt djur (tjur-lejon med horn och vingar, korpnacke och skorpionstjärt) som skulle kunna vara en avbildning av Ahriman, en ondskefull gudomlighet. Hjälten stöter sitt svärd i magen på odjuret. Den södra reliefen visar Xerxes I åtföljd av tjänare i en scen som är identisk med de i Hadish. Den södra delen av flygeln och den andra flygeln som förlänger den mot väster består av en serie om 25 våningar, var och en en hypostyl med 16 kolonner. Byggnaden har dessutom två trappor som förbinder den med Hadish, och två små gårdar som skulle kunna vara stängda trädgårdar.
Det är inte säkert att Haremet var en bostad för kvinnor. Enligt vissa skulle dess mittsektion kunna vara avsedd för drottningen och hennes följe. Andra anser att kvinnorna bodde utanför murarna. Byggnadens funktion är alltså omstridd. Närvaron av utarbetade reliefer samt dess läge på en hög nivå antyder att byggnaden hade en betydelsefull funktion. Däremot antyder dess storlek och läge snarare en administrativ funktion. Det är troligt att benämningen "Harem" är felaktig. De västerländska forskarna projicerade sin föreställning om osmanska harem på det akemenidiska Perserriket som inte hade några.
Haremet har grävts ut och delvis restaurerats av Herzfeld med hjälp av en anastylosmetod. Han rekonstruerade flera salar vilka han använde som ateljéer för restauration och presentation av föremål som upphittats i komplexet. En del av Haremet har omformats till museum.
Museet uppvisar en stor mångfald föremål som upphittats i området:
- lergods, tallrikar och bägare i terrakotta, fyrkanter av keramik,
- mynt från epoken,
- alla sorters redskap, däribland redskap för murning, tillskärning, matlagning, köksgeråd, mortlar,
- järnvaror, spjutspetsar och pilspetsar, fragment av trumpeter och metallornament, metallbultar,
- rester av tyg och av trä,
- metallbetsel och bitar av bindslen,
- tavlor med inristningar.

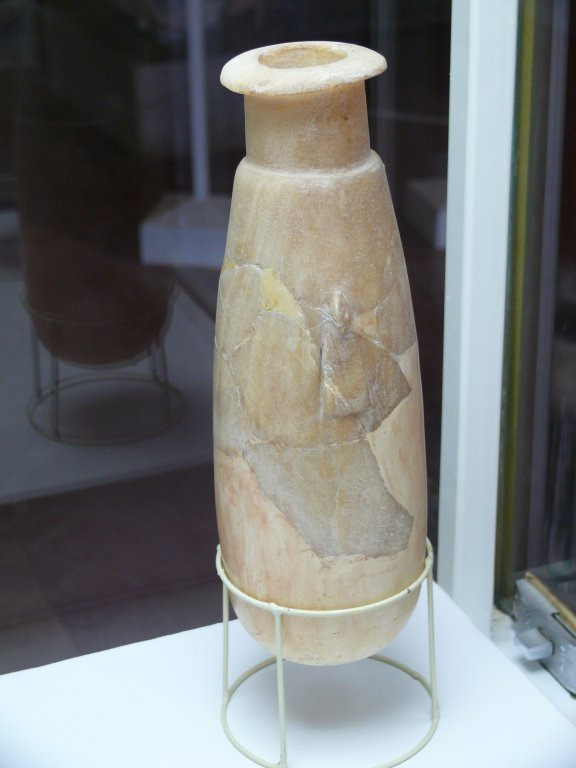
Marmorbehållare för parfym (Museet i Persepolis)
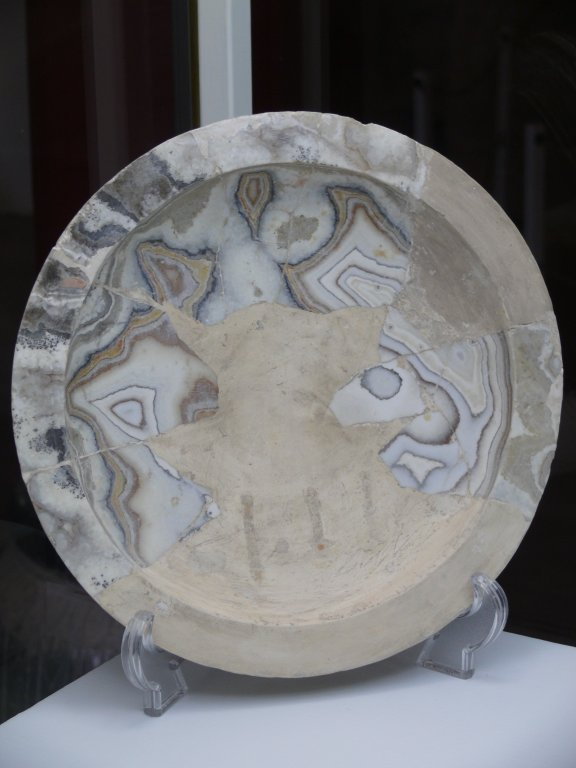
Tallrik av marmor (Museet i Persepolis)
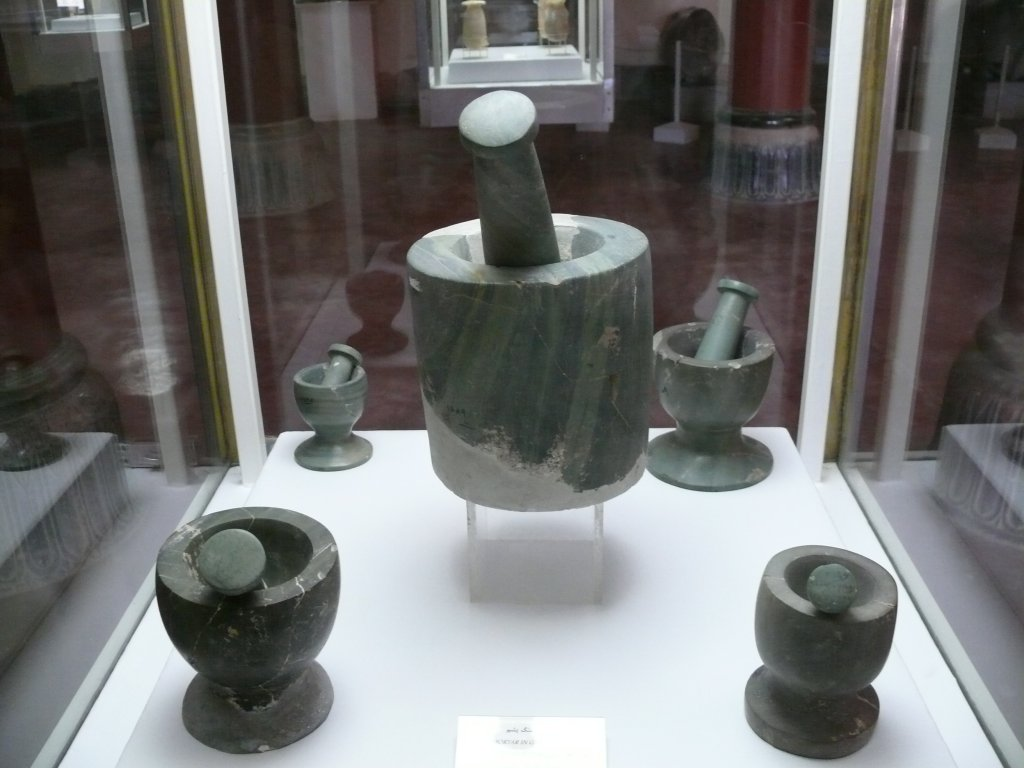
Mortlar (Museet i Persepolis)
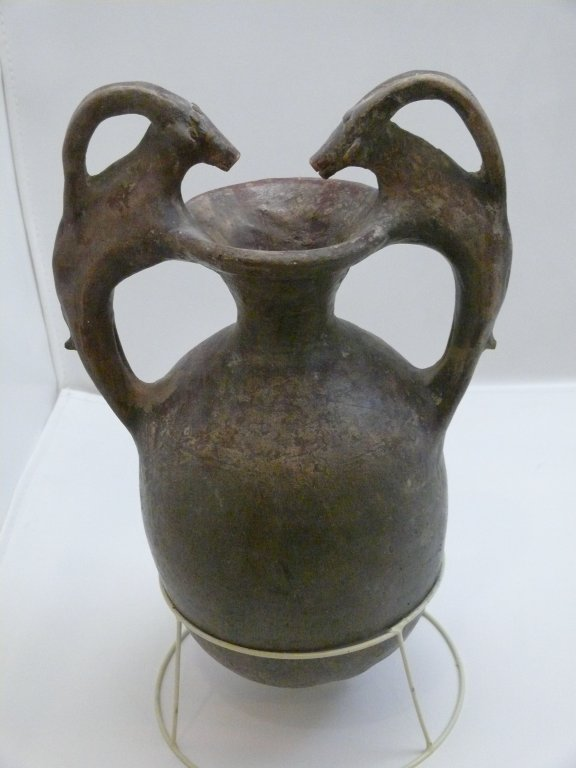
Vas med handtag i form av stenbockar (Museet i Persepolis)
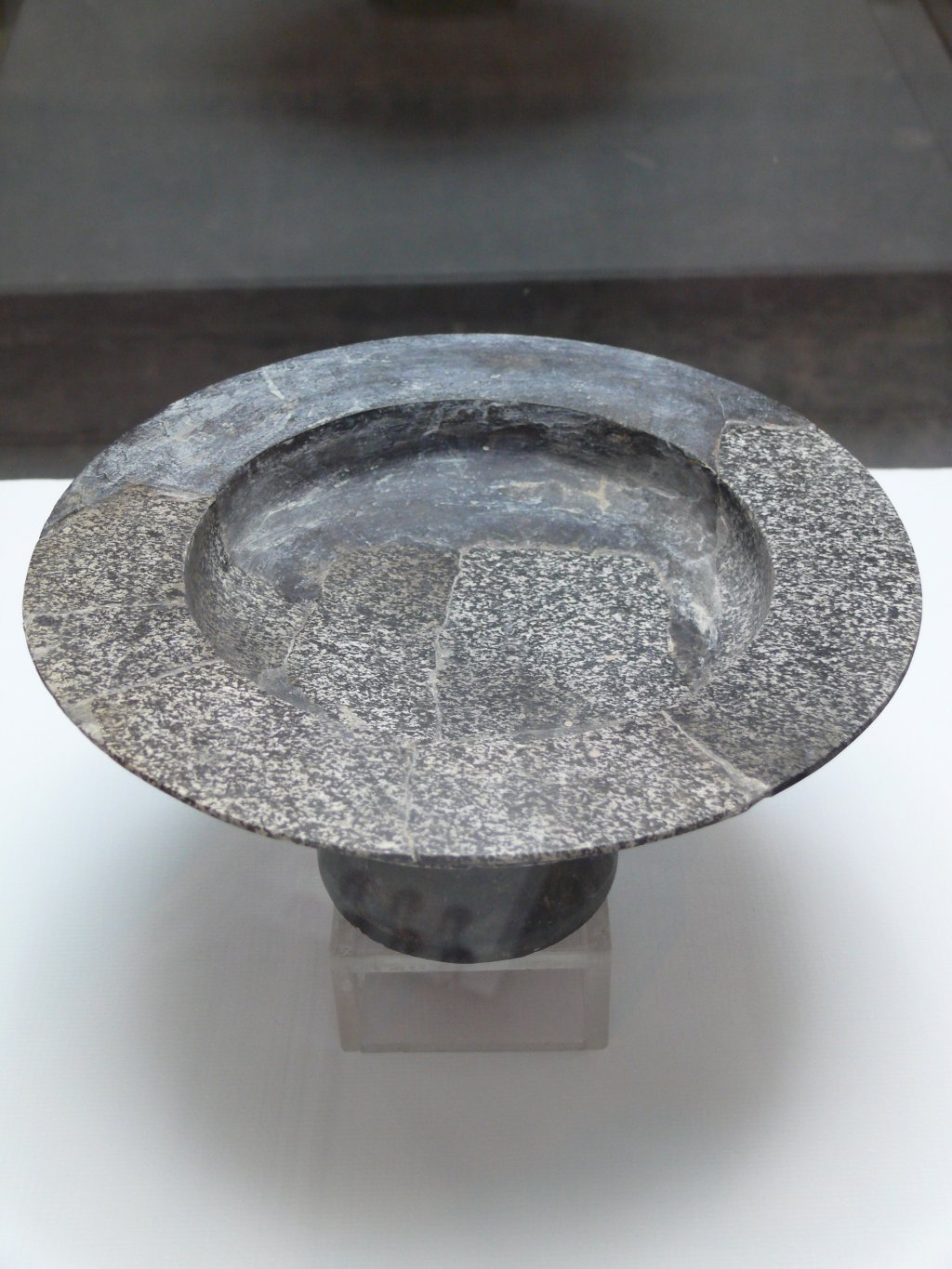
Stenfat (Museet i Persepolis)
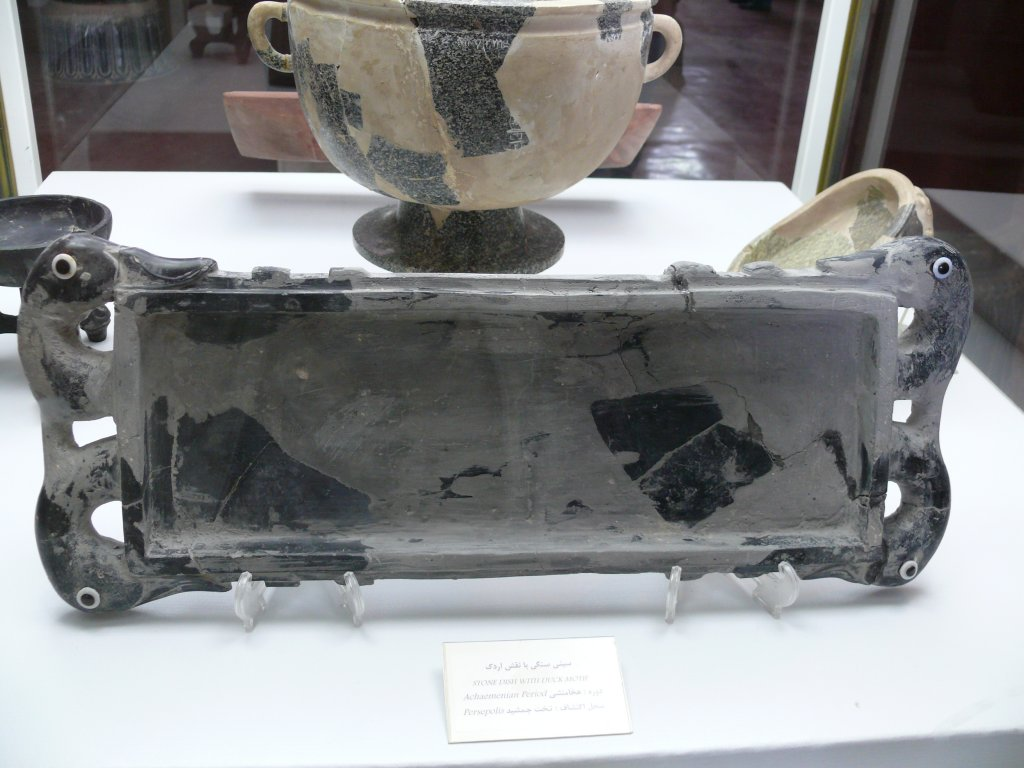
Stenfat med handtag i form av ankor (Museet i Persepolis)
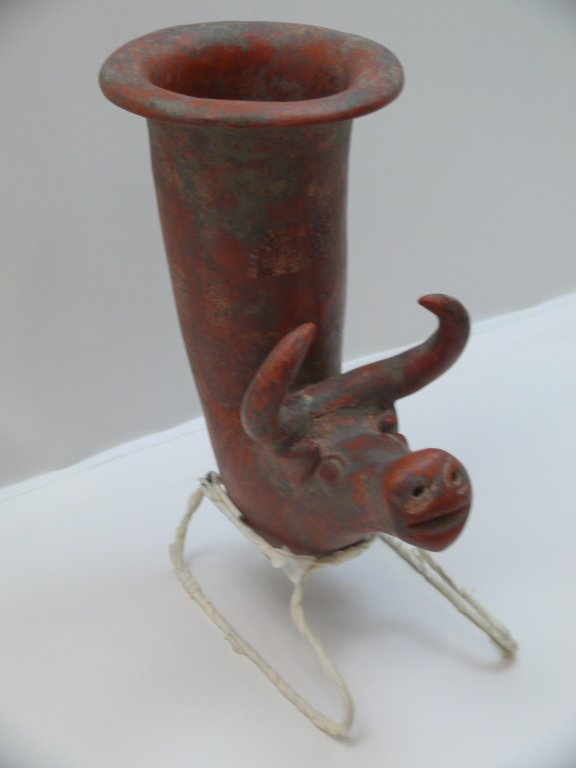
Rhyton i terrakotta (Museet i Persepolis)
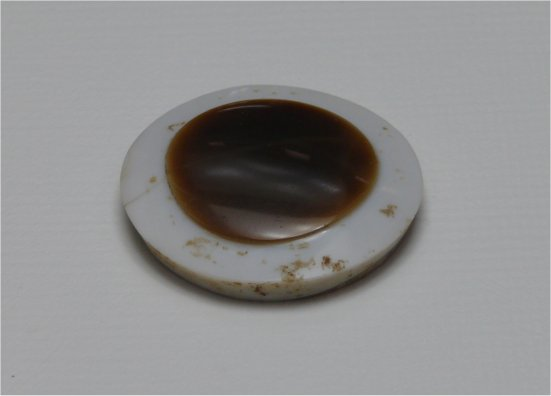
Öga från en staty (Museet i Persepolis)

Man finner där även föremål som upphittats i omgivningarna och som härstammar från senare (sassanidiska och islamiska), tidigare och till och med förhistoriska bosättningar.
Den stora mångfalden av föremål som användes i vardagslivet utgör tillräckligt många källor för att ge en idé om livet under epoken. Dessutom ger en jämförelse av föremål vissa avbildningar av dem (betsel, lansar) en idé om noggrannheten hos de arbetare som skar ut relieferna.

### Andra byggnader

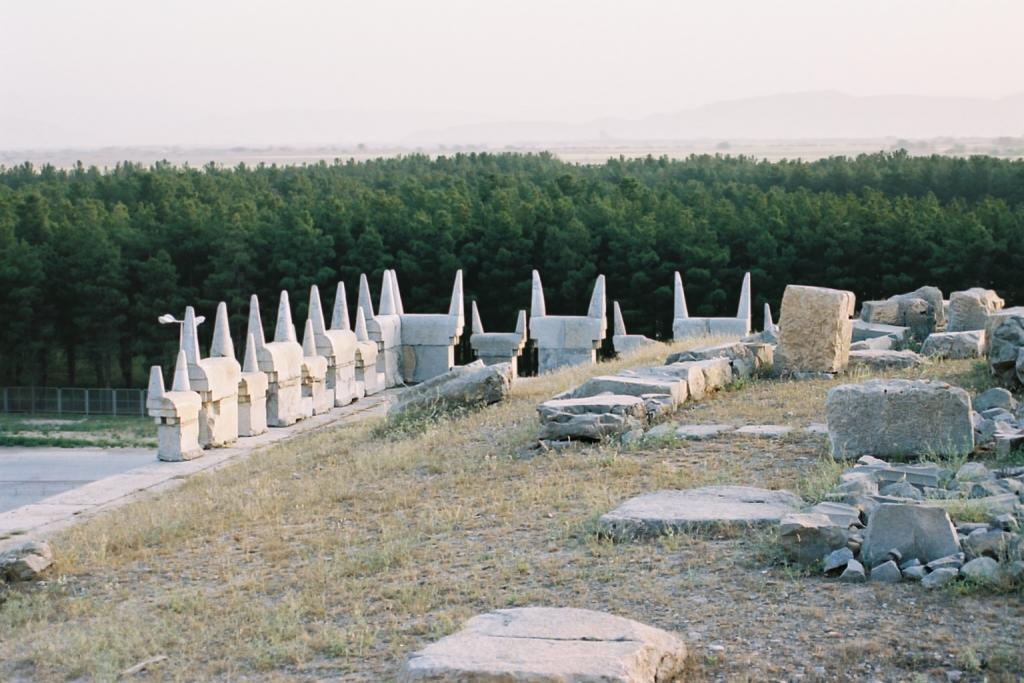
Tillskurna stenar försedda med horn (Terrassen, sydvästra hörnet)

Ett palats verkar ha byggts i Terrassens sydvästra hörn, tillhörande Artaxerxes I. De ruiner som har observerats där tillhör inte detta palats, utan en efter-akemenidisk bostadsbyggnad som kallas Palats H. Skulpturer som avbildar horn har placerats nära Terrassens mur. Deras funktion är okänd. De har återfunnits under jorden vid Terrassens fot.
En annan byggnad som kallas Palats G finns norr om Hadish. Den motsvarar också en efter-akemenidisk byggnad. Det verkar som den uppfördes på grunden till en förstörd byggnad som kan ha varit Artaxerxes III:s palats. Dessutom har rester av en byggnad som kallas Palats D har återfunnits öster om Hadish. Liksom föregångarna har denna byggnad som tillkom efter den akemenidiska dynastins tid återanvänt rester och utsmyckningar från ruinerna på Terrassen.

## Tillfogade element
Flera element har upphittats utanför Terrassens murar. Det rör sig om rester av trädgårdar, bostäder, efter-akemenidiska gravar och akemenidiska kungagravar. Dessutom pågår utforskning av ett komplext nät av vattenkanaliseringar innanför och utanför murarna.

### Bostäder

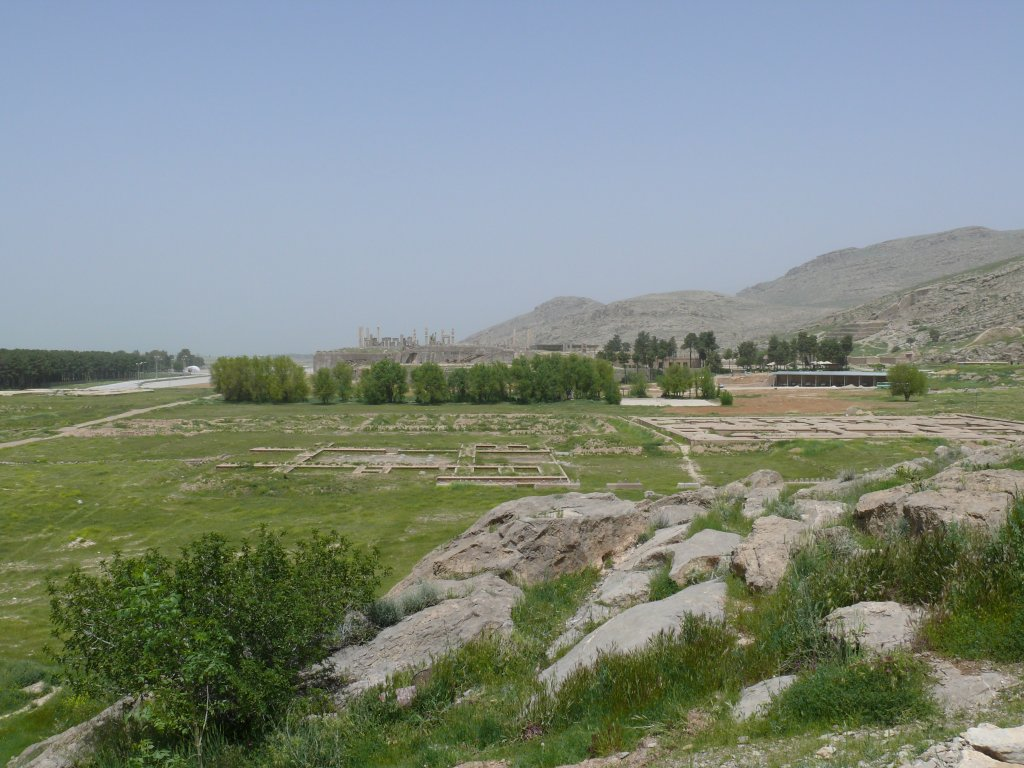
Bostäder i den lägre staden

Ruiner som ännu inte har blivit fullständigt utgrävda är synliga 300 m söder om Terrassen. Dessa byggnader är troligen tidigare än palatsen och omfattar flera hus. Det största består av en central hall som är tillgänglig genom en trappa och omgärdas av underordnade rum. De verkar alltså ha varit avsedda för personer av hög social ställning. En byggnad norr om Terrassen finns också, vars funktion är okänd.

### Trädgårdar
Nyliga geologiska utforskningar har påvisat ruiner av akemenidiska trädgårdar och deras bevattningskanaler utanför komplexet. En del av dessa skadades 1971, vid tiden för firandet av 2500 år av monarki i Iran. Andra skador har orsakats av uppförandet av en asfalterad väg efter revolutionen. Sådana trädgårdar kallade Pairidaeza (ett fornpersiskt ord varifrån ordet "paradis" härstammar), uppfördes ofta vid sidan av de akemenidiska palatsen.

### Hydrauliskt nät
Kanalsystemet på Terrassen döljer ännu dyrbara hemligheter som motiverar grundliga utgrävningar. Det handlar om att extrahera och analysera sedimenten. Mer än 2 km av nätet har upptäckts. Det genomflyter Terrassen och dess omgivningar, och passerar under palatsen. Kanalernas mycket varierande storlekar (60 till 160 cm breda, 80 cm till flera meter djupa) förklarar betydelsen av den sedimentära volymen och värdet av den arkeologiska potentialen. Det avfall som de innehåller kan på så sätt visa sig vara värdefullt: en del av vad som antas vara Dareios tron har hittats, liksom många fragment av lergods som har bevarat sina färger. Arbetena stöter hela tiden emot ett komplext problem: tillbakadragandet av sediment tillåter inflöde av vatten, vilket riskerar att skada komplexets struktur.
Nätet av dräneringsrör och vattenkanaler genomtränger Terrassens grunder och mark. Det är alltså troligt att planerna för komplexet som helhet var exakt utformade innan det uppfördes. Dräneringsrören skars in i själva stenen vid basen av murarna innan de restes. De användes för att tömma inflöden av regn.

### Kungliga gravar

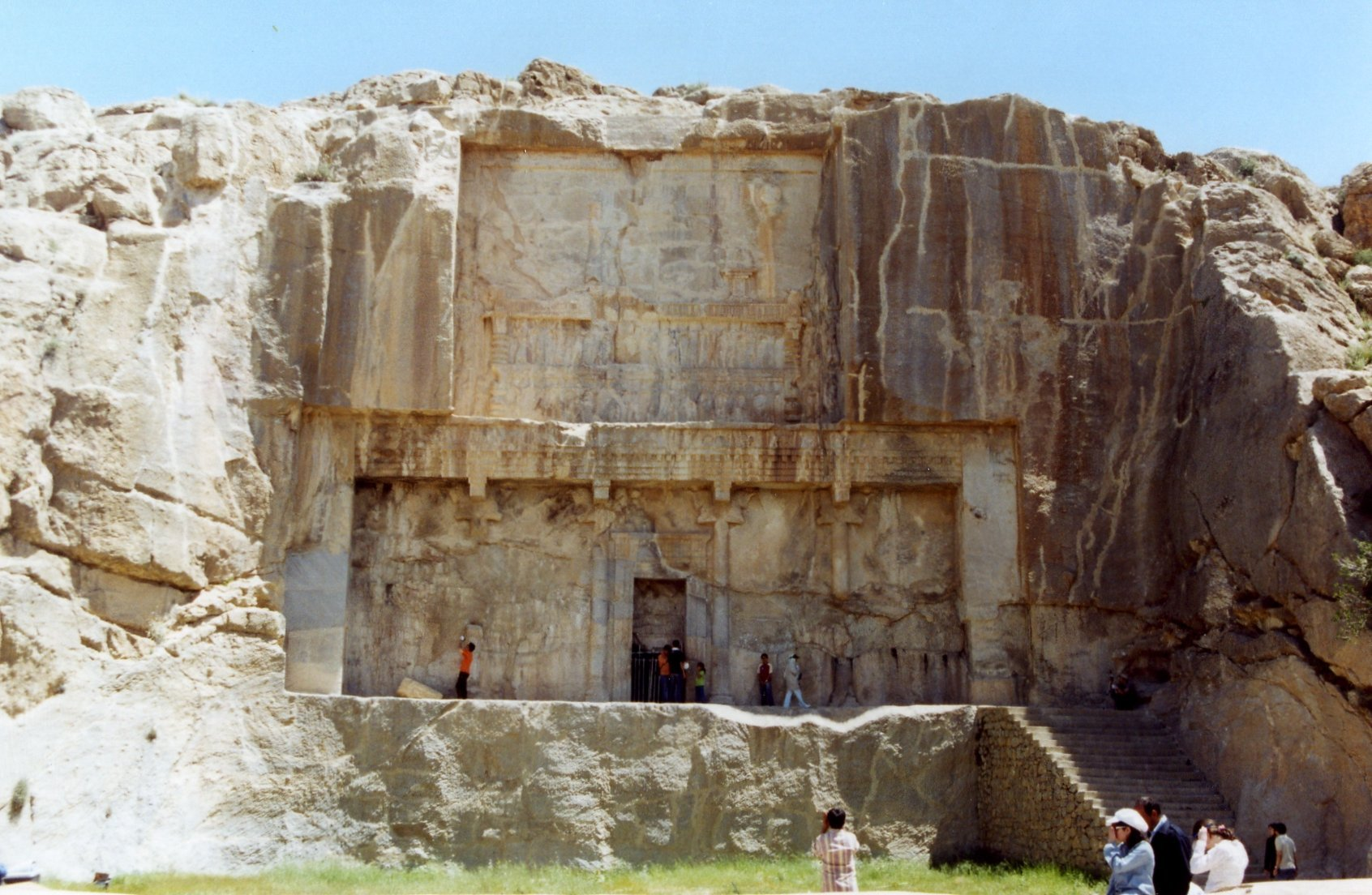
Artaxerxes II:s grav
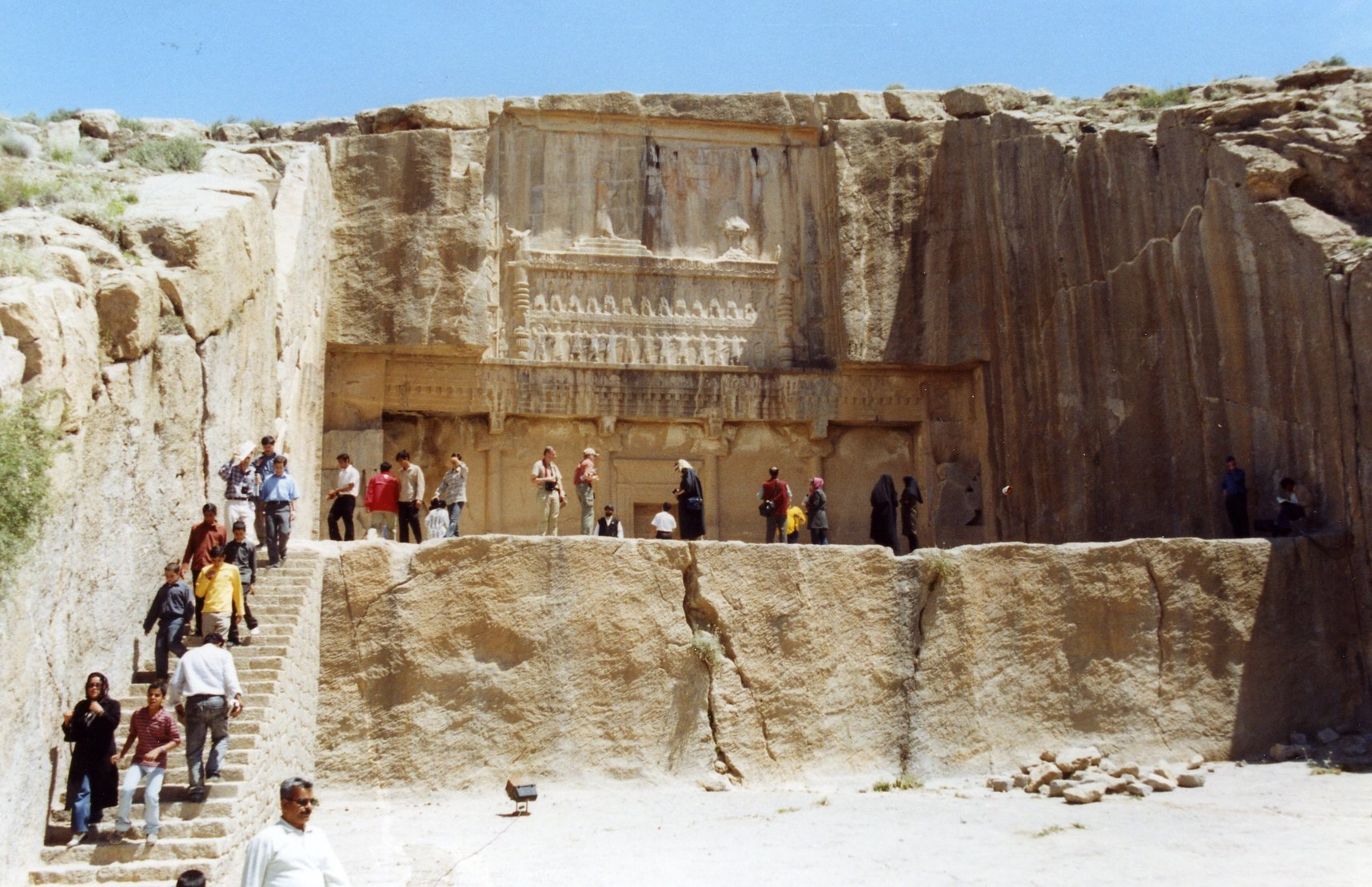
Artaxerxes III:s grav
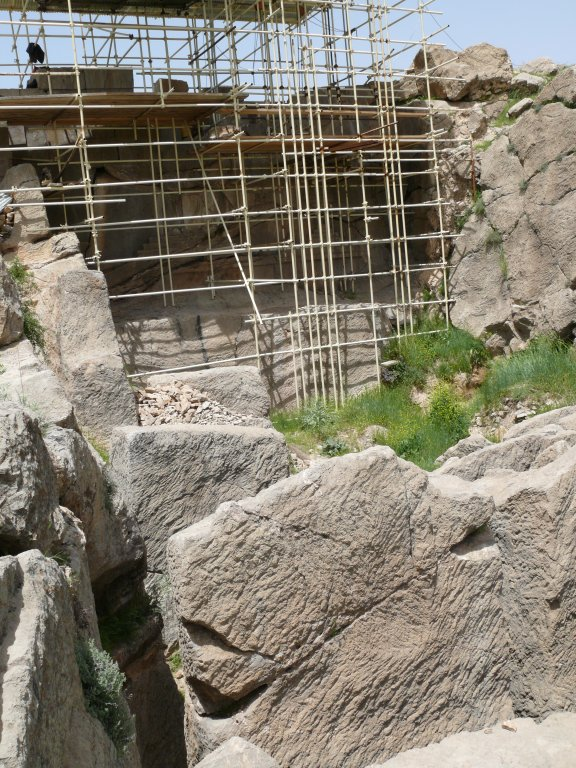
Dareios III:s ofullbordade grav

Två gravar, belägna några tiotal meter från Terrassen, utgrävda i berget i Kuh-e Ramat, dominerar platsen. Dessa gravar tillskrivs Artaxerxes II och Artaxerxes III. Varje grav omgärdas av skulpturer med pelarrader som avbildar palatsens fasader, och över dessa finns gravyrer. Dessa avbildningar, liksom de i gravarna i Naqsh-e Rostam, har gjort det möjligt att bättre förstå de persiska palatsbyggnadernas arkitektur. Över Artaxerxes III:s grav är kungen avbildad på en piedestal med tre nivåer, med ansiktet vänt mot Ahuramazda och mot en helig eld som också är upphöjd. En mur har en trespråkig inskrift som erinrar om att Dareios den store har givit efterkommande, att han har uppfört Persepolis, och listar hans egendomar. Varje version skiljer sig något från de två andra. En tredje ofullbordad grav som finns längre åt söder håller på att restaureras. Den verkar ha varit avsedd för Dareios III, den siste akemenidiske kungen.
Rester av efter-akemenidiska gravar har också återfunnits vid bergets fot, en kilometer norr om Terrassen.

## Tavlor i Persepolis

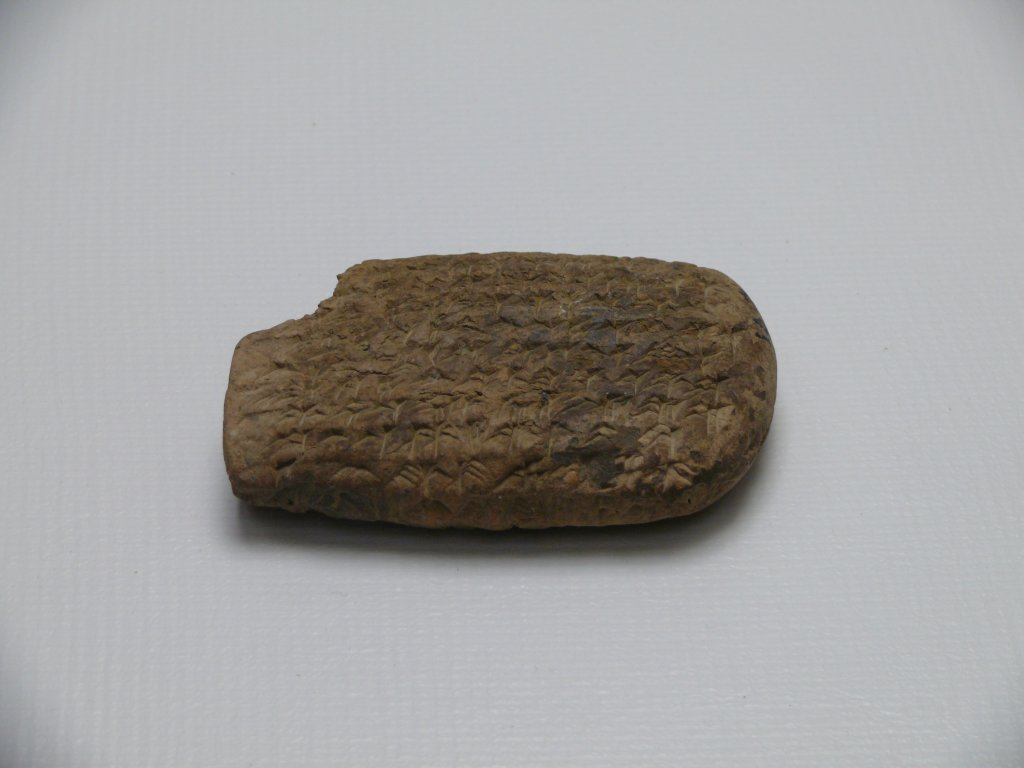
Kilskriftstavla av lera (Museet i Persepolis)

Under Ernst Herzfelds och Erich Frederich Schmidts utgrävningar upptäcktes två serier av arkiv som omfattar många kilskriftstavlor av trä och lera.
Den första serien, som upptäcktes av Herzfeld, är känd under namnet "Persepolis befästningars tavlor" eftersom den har hittats i den zon som motsvarar befästningarna i Terrassens nordöstra hörn. Den omfattar omkring 30 000 föremål av vilka 6 000 är läsliga. Innehållet i 5 000 av dem har redan studerats men har ännu inte publicerats i sin helhet. De innehåller huvudsakligen administrativa texter skrivna på elamitiska, kanslisternas språk, mellan 506 och 497 f.Kr., men därefter tavlor skrivna på arameiska av vilka omkring 500 texter har dechiffrerats, en tavla på akkadiska, en på grekiska, en på ett språk och skriftsystem från Anatolien och en på fornpersiska har också hittats.
Dessa tavlor kan klassificeras i två undergrupper. Den första behandlar transport av material från ett ställe till ett annat i riket. Den andra liknar mer ett räkenskapsregister. Dessa föremål har gjort det möjligt att tillgå värdefulla upplysningar som ger en förståelse för hur riket fungerade och hur det administrerades på så olika områden som byggande, trafik, kurirer, pass och finanser. Vissa yrkeskårer har på så sätt kunnat bli kända, som direktören för Skattkammaren (eller ganzabara). Tavlorna har till och med möjliggjort att lära känna namnen på personer som har arbetat i Persepolis, från den enkle arbetaren till Skattkammarens direktör. Dessutom ger vissa en bild av kvinnors ställning vid den akemenidiska epoken.
Den andra serien, som upptäcktes av Schmidt och är känd under namnet "Persepolis skattkammares tavlor", räknar 139 föremål som beskriver betalningar som genomförts i guld och silver mellan 492 och 458 f.Kr. Många av dem är märkta med sigill, och utgör brev och memorandum adresserade från tjänstemännen till Skattkammarens direktör.
Det förunderliga bevarandet av tavlor av torkad lera förklaras av det faktum att de har bränts i hög temperatur av branden i Persepolis. Denna oavsedda transformering till terrakotta har gjort att tavlorna hållit bättre och inte sönderfallit till damm.
Dessa lertavlor representerar ett ovärderligt vetenskapligt arv och ger bidrag både till en bättre språklig förståelse av elamitiskan och fornpersiskan och till en förståelse av den politiska organisationen och de religiösa sederna i akemenidernas Perserrike.
Oriental Institute vid University of Chicago har i praktiken uppsikt över tavlorna sedan de upptäcktes.

## Kontroverser om Persepolis

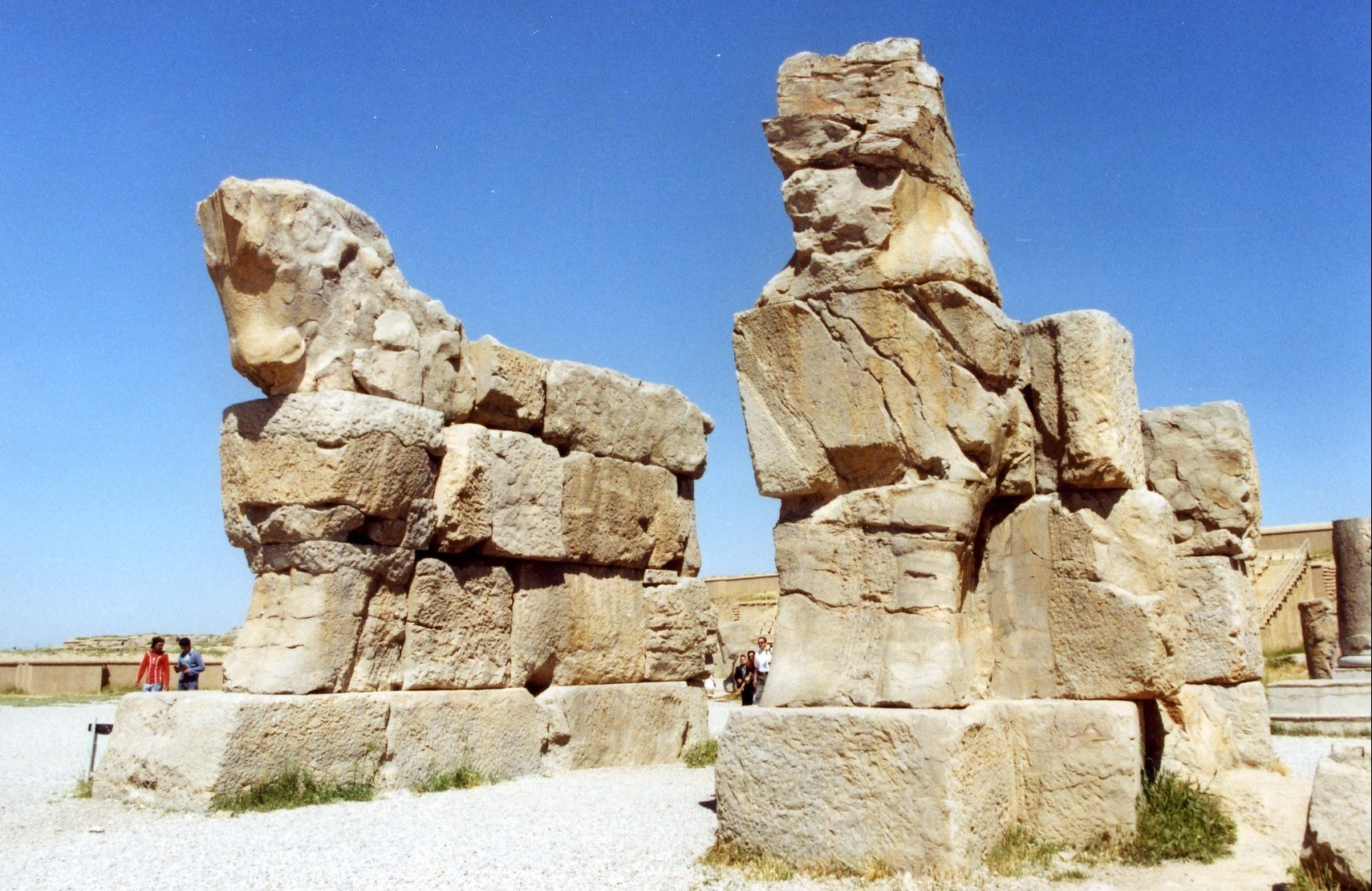
Jättelika tjurskulpturer (ofullbordade porten)

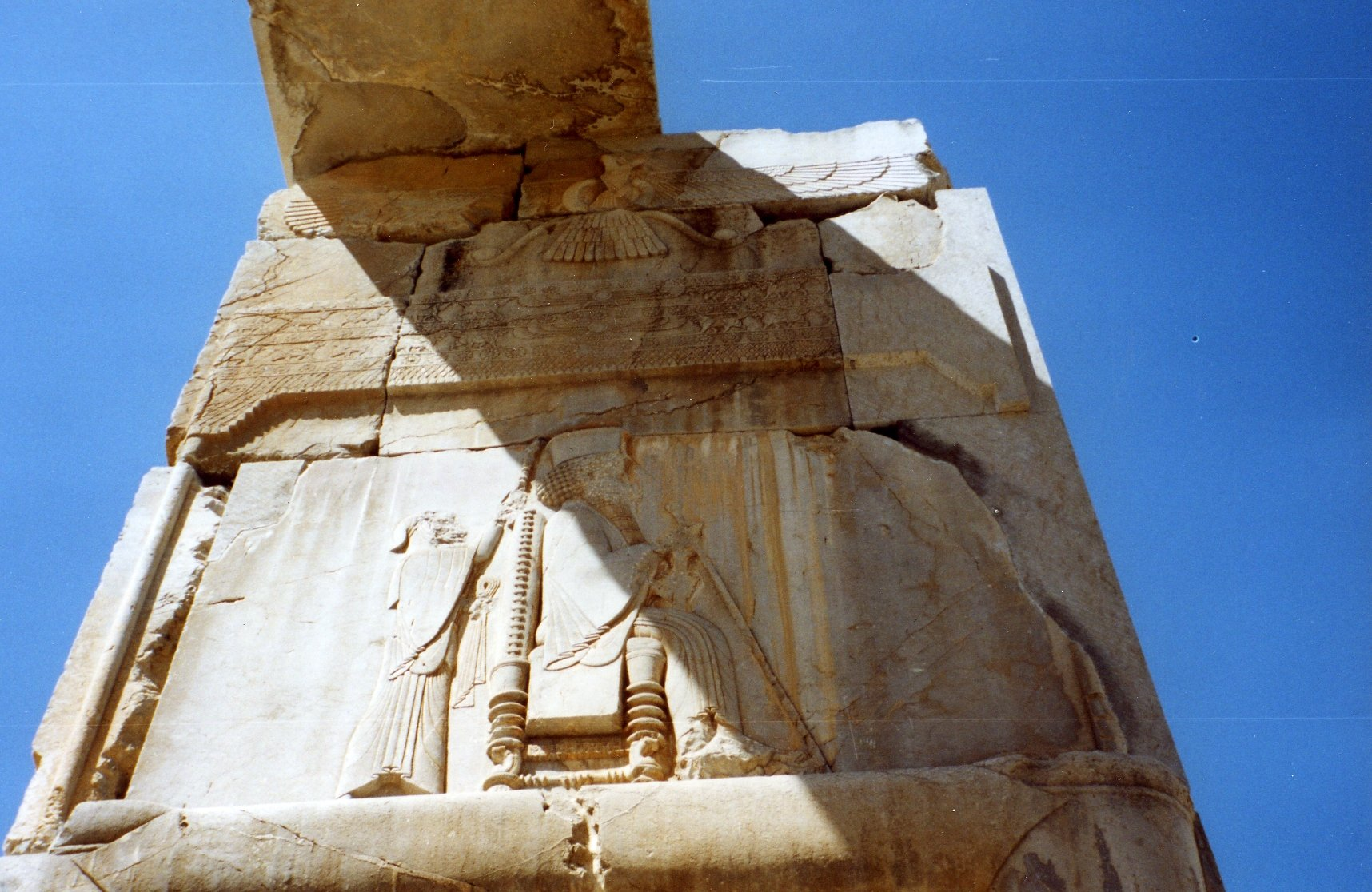
Detalj av en relief som anger att kungen har sin makt från Ahuramazda

Perserriket hade flera huvudstäder. Pasargadae var Kyros den stores huvudstad, medan Susa, Ekbatana och Babylon tillhörde hans efterträdare. Större delen av författarna är överens om betydelsen av Persepolis etikettsmässiga och religiösa funktioner, som illustreras av utsmyckningarnas starka symbolik. Inte desto mindre är tolkningen av relieferna fortfarande problematisk eftersom dessa framför den idealiserade syn som Dareios den store hade på sitt rike. Enligt Briand är den bild som ges den av en kungamakt som är suverän och obegränsad, på en plats som har uttänkts för att uttrycka den persiska dominansen och Pax Persica. Genom sina dygder som överförts genom Ahura Mazdas beskydd, försäkrar kungen enheten av en värld vars etnokulturella och geografiska mångfald betonas.
Det råder oenighet om de ceremonier som beskrivs av relieferna verkligen förekom, och många synpunkter uttrycks. Vissa ser bara Persepolis som en plats reserverad åt initierade. Denna hypotes stöds framför allt på det ringa antalet antika skrifter som nämner platsen innan den intas av Alexander den store, i kontrast med de underkuvade folkens stora antal och mångfald. Så många delegationer som det skulle ha rört sig om borde ha skänkt en mer betydande ryktbarhet åt Persepolis. Enligt detta synsätt skulle i verkligheten ingen mottagning ha hållits i Persepolis. Som andra ser det är det tydligt att dessa mottagningar har skett. De stöder sig på av Terrassens organisering i nivåer som ska ha haft en tydligt definierad funktion att åtskilja invånare efter deras sociala rang. Organisationen av relieferna som markerar hur tributen fortskrider fram till skattkammaren och existensen av skilda vägar som leder vare sig till Apadana eller till De hundra pelarnas sal är också argument som leder i denna riktning. Enligt detta synsätt utövades Persepolis etikettsenliga och religiösa funktion genom nyårsfirandet (Nowrouz). Kungarnas kung mottog gåvor och indrev skatter från delegationer som kom från alla satrapier. Ceremonielet lydde strikta regler som dikterades av respekt för sakernas ordning: delegationerna följde en preciserad ordning, och en tydlig åtskillnad återspeglade de olika samhällsklasserna (kung och person av kunglig rang, persiska och mediska adelsmän, de persiska och mediska folken, samt underlydande). Dessa saknade inte bara tillträde till samma nivåer, utan följde också olika vägar. Efter att delegationernas ankomst hade tillkännagivits av utroparna fördes de genom Alla nationers port. Däremot följde de underlydande Processionsallén till Ofullbordade porten för att sedan tas emot i De hundra pelarnas sal. Adelsmännen använde den andra utgången från Alla nationers port för att ta sig till Apadana. Platsernas storslagenhet och ståt hade som syfte att imponera på besökarna och bekräfta rikets makt.

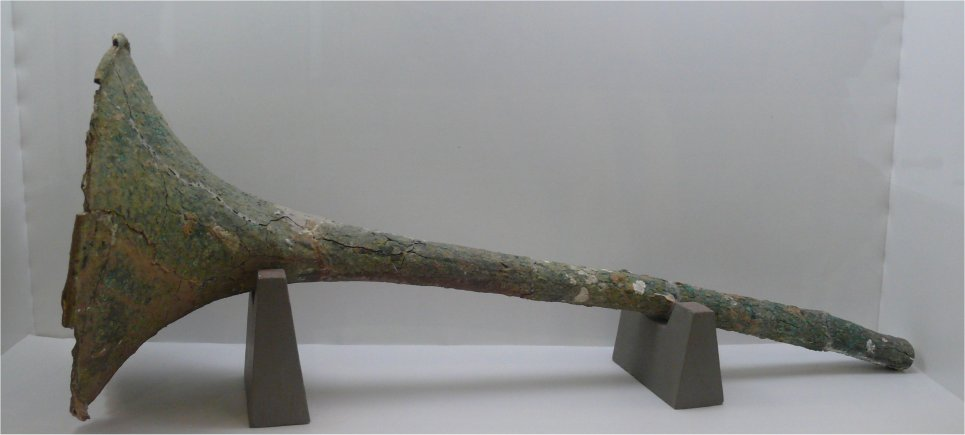
Bronstrumpeter som användes av utroparna (Museet i Persepolis)

Konst- och arkitekturhistorikern Henri Stierlin instämmer också i detta. De ytor som frigjordes av arkitekturen i palatsen som Apadana gjorde det möjligt att hålla stora mottagningar, banketter och hovriter. Användningarna av dryckesoffer och kungliga banketter utbredde sig från Persien till flertalet av satrapierna. Dessutom vittnar upptäckten av många akemenidiska eller akemenidiskinspirerade guldsmidesföremål som helgats åt bordskonsterna om den betydelse dessa banketter hade för perserna. Platsens utformning och placeringen av ingångarna vittnar om en vilja att göra den kungliga personalen otillgänglig för vissa. Det gjorde det möjligt att följa en rigorös etikett som gav regenten en nästan gudomlig karaktär.
Delade meningar råder också angående i vilken mån Persepolis var bebott. R. Ghirshman tog hänsyn till relieferna och föreslog att Persepolis beboddes kortvarigt varje år. Staden skulle ha varit bebodd enbart under Nowruz-festligheterna och alltså bara haft en rituell funktion. Denna tes har mer och mer ifrågasatts, och Briant noterar att det inte råder något tvivel om att fester och ceremonier förekom i Persepolis, men många invändningar kan formuleras mot hypotesen om en bosättning som begränsade sig till nyåret. Tavlorna bevisar otvivelaktigt att Persepolis var permanent bebott, och att det rörde sig om ett viktigt ekonomiskt och administrativt centrum. Dessutom fäste han uppmärksamhet på att det akemenidiska hovet var kringresande och for långa vägar i riket och att de antika texterna bara nämner dess närvaro i Persien på hösten, och inte på våren. Det kan inte uteslutas att Nowruz-ceremonier förekom, men det är möjligt att reliefer och tavlor syftar på gåvor och tributer som mottogs under loppet av de nomadiska regenternas resor.
Enligt David Stronach slutligen bör man dessutom överväga Persepolis funktion ur politisk synvinkel, och ta med i beräkningen omständigheterna för Dareios uppstigande till makten (Dareios var tvungen att besegra en opposition). Denna sorts monument skulle inte ha haft som bokstavlig funktion att avspegla rikets makt och rikedomar, utan snarare att svara på omedelbara politiska nödvändigheter. Persepolis uppfördes kort efter Dareios tillträde och förevigar i första hand legitimiteten i hans trontillträde och bekräftar hans makt ända till rikets gränser. Upprepandet av motiv som avbildar Dareios den store tillsammans med Xerxes antyder dessutom viljan att legitimera sin efterträdare. Xerxes I:s många referenser till Dareios tyder också på en vilja att befästa och säkerställa tronföljden.